# Dones i matemàtiques
Les dones matemàtiques han lluitat històricament per obrir-se pas en el camp de les ciències, un espai tradicionalment masculí i vetat per a elles. Les contribucions realitzades per aquestes dones han tingut un gran impacte en el desenvolupament de les matemàtiques.

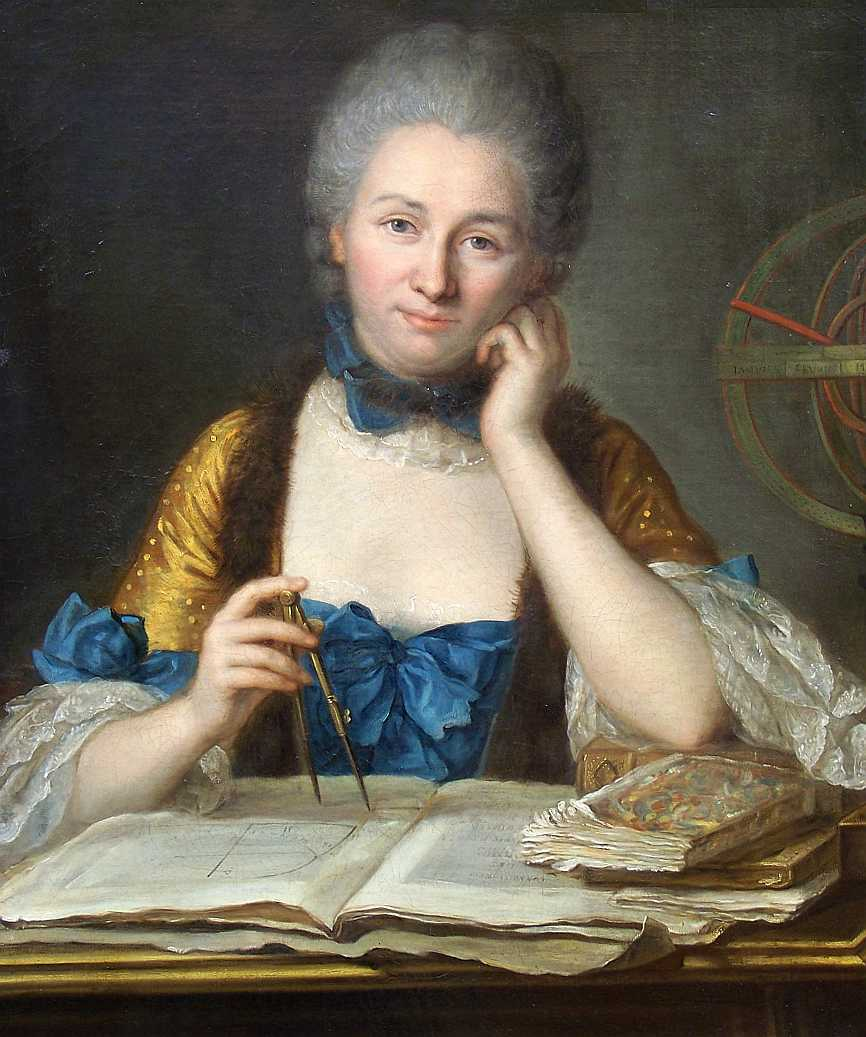
Madame de Chatelet va denunciar al l'exclusió de les dones en la ciència

## Context històric
Històricament relegades de l'educació, de la política, de la participació social, de la ciutadania, la societat va imposar a les dones l'exercici d'uns rols molt definits, relacionats amb la cura, l'educació de fills i filles, l'alimentació, la família… tasques de l'àmbit privat i domèstic desvaloritzat socialment. No obstant això des dels inicis de la civilització trobem dones que van lluitar per sortir de l'esfera del privat i ser reconegudes en l'àmbit públic. En aquesta tasca van participar dones de totes les èpoques i classes socials.
La filòsofa Sandra Harding assenyala en aquest sentit «Està provat, històricament i documentalment, que es va intentar excloure a les dones del camp científic amb més cura, encara, que dels camps de batalla. La repressió, burla, desconsideració i desautorització, que van haver de suportar per accedir a la ciència són difícilment imaginables en els temps actuals, però malgrat tot, les dones sempre van buscar estratègies per incorporar-se a aquells camps del saber que es consideraven exclusius dels homes».
Totes elles van patir, en major o menor grau, i per la seva condició de dones, dificultats per accedir a l'educació i a l'exercici de la professió científica. La professora Coral del Rio autora del pròleg de Dones matemàtiques; Les grans desconegudes- assenyala «Òbviament, la limitada presència de dones als centres del saber, garantia una quota masculina artificialment sobredimensionada que permetia (i segueix permetent) als homes gaudir d'un major poder i prestigi. Que fins a (ben entrat) el segle xx en molts països les dones no tinguessin accés a la universitat, i a l'exercici de professions que requerien estudis superiors, en igualtat de condicions que els homes, no es pot explicar si no és a partir d'aquesta obvietat. D'igual forma, només així pot entendre's que dónes que van aconseguir reconeixement acadèmic en vida, fossin esborrades de la Història de la Ciència amb el pas dels anys. No és casualitat: el que a unes se'ls nega, a uns altres beneficia, i en aquest joc de suma nul·la els homes (com a col·lectiu) no van escatimar en estratègies obstruccionistes, si no prohibicionistes i/o violentes contra les dones».
En el cas de les dones matemàtiques Susana Mataix assenyala: «Malgrat l'aïllament intel·lectual a què van estar sotmeses les dones en el passat, resulta admirable comprovar que en totes les èpoques van sorgir dones matemàtiques disposades a desafiar les normes i dedicar-se a la ciència. És gairebé impossible descobrir trets comuns en elles que expliquin per què van escollir el camí insospitat; o identificar circumstàncies favorables que justifiquin la seva lluita en un món dominat pels homes. Es van batre en solitari, instigades per un veritable desig de saber, d'entendre i d'exposar les seves pròpies opinions. Si repassem les aportacions d'algunes d'aquestes matemàtiques, s'observa que la seva solitud les va portar a triar camps nous i a realitzar aportacions singulars. Tant la Marquesa de Châtelet, defensora del britànic Newton contra l'estament cartesià de la seva pàtria; com Emmy Noether, col·laboradora en les teories de la relativitat d'Einstein; sense oblidar a figures com Ada Lovelace, visionària informàtica; o Florence Nightingale, pionera de l'estadística mèdica, són exemples del paper exercit per les dones amb vocació matemàtica i decidides a alliberar-se de lligams i prejudicis per marcar nous rumbs en el desenvolupament de la ment humana».
Una de les dones que citava Mataix, Madame de Châtelet, científica francesa del segle xviii, en el prefaci del llibre La faula de les abelles, en el qual exposa les seves idees sobre l'exclusió de les dones de les ciències, assenyala: «Sento tot el pes del prejudici que ens exclou universalment de les ciències, i és una de les contradiccions d'aquest món que em va estranyar sempre moltíssim, atès que hi ha grans països en els quals la llei ens permet dirigir els nostres destins, però no n'hi ha cap i el que siguem educades per pensar. . . ».
D'altra banda, Adela Salvador i María Molero assenyalen en el seu article La geometria vista per Grace Chisholm Young la dificultat de rastrejar a les dones matemàtiques al llarg de la història atès que el nom de les dones va canviant al llarg de la seva vida -primer tenen el cognom del seu pare, però amb el matrimoni ho substitueixen pel del seu espòs-. És el cas, per exemple, de la considerada "reina de les ciències del segle xix" que neix com Mary Fairfax pel seu cognom patern, passa a ser Mary Greig després del seu primer matrimoni i finalment passa a anomenar-se Mary Somerville (pel seu segon espòs). A més a més, moltes dones no utilitzaven el seu nom, com Sophie Gerrmain que utilitzava un pseudònim "Antoine-Auguste Le Blanc" o "Monsieur Le Blanc", o la mateixa Ada Lovelace que va signar el seu treball només amb les seves inicials (A.A.L.); en tots dos casos per intentar que el seu treball no fos rebutjat d'entrada per la seva condició de dona. Invisibles per als poderosos i absents de la història "oficial" de la ciència, dones de totes les civilitzacions es van sentir atretes pel coneixement des dels inicis de la humanitat.

## Entre el segle XXIII (a.n.e.) i el segle V (n.e.)

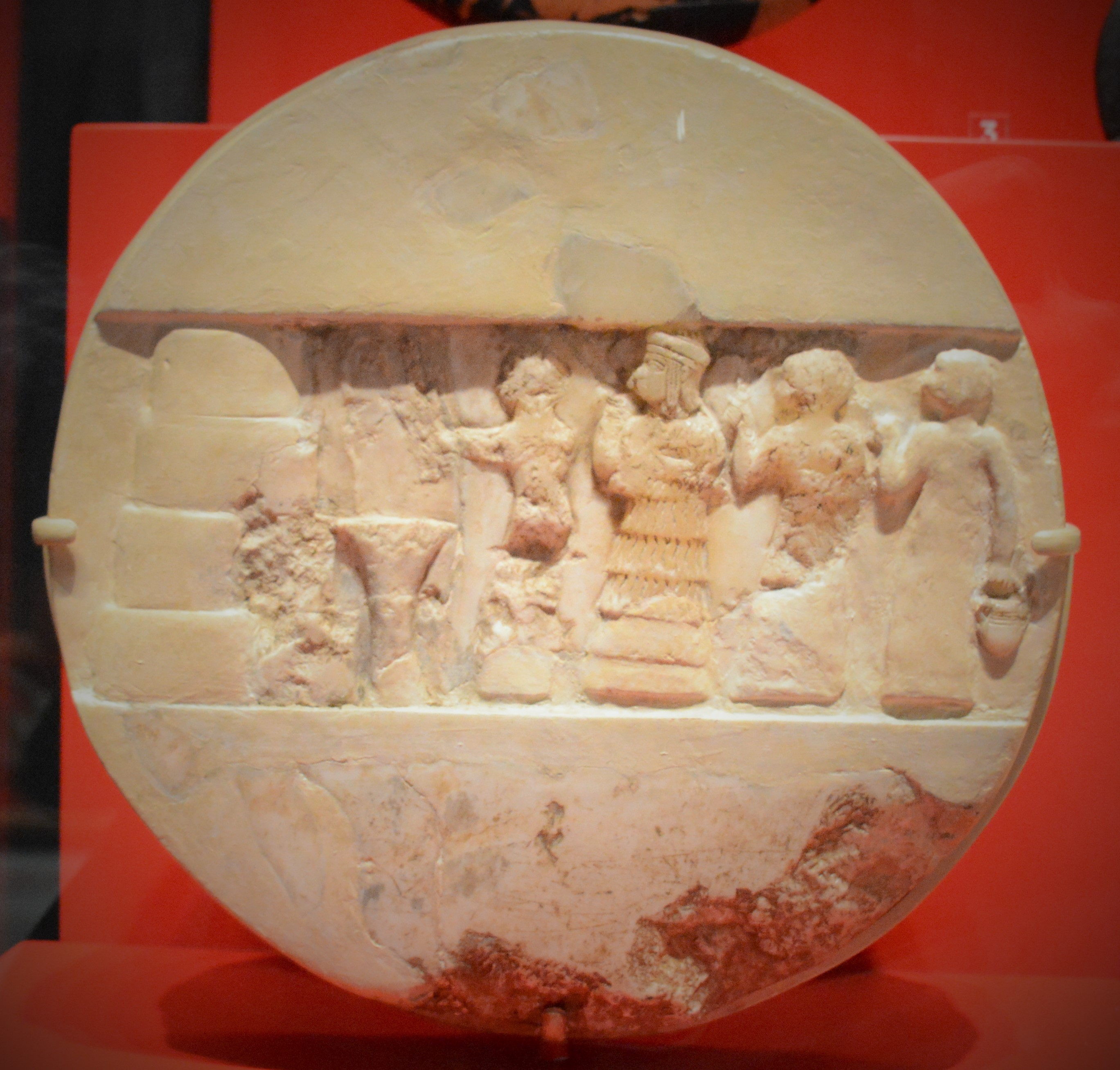
Enheduanna

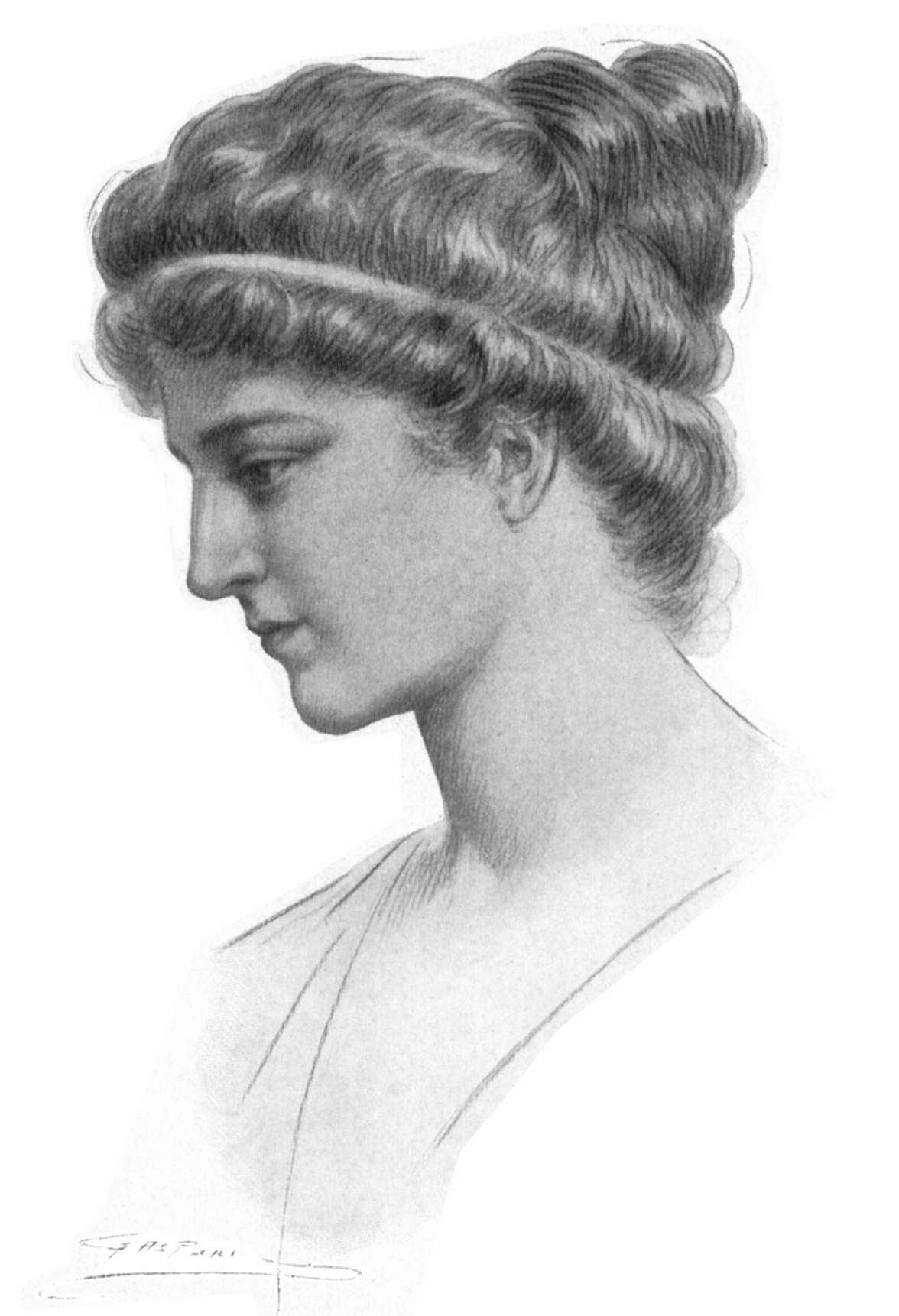
Hipàcia d'Alexandria.

La història escrita de la ciència comença a Egipte durant l'Imperi Antic (2778-2263 a.n.e.), en temps de les piràmides. A ells els interessaven els aspectes més pràctics de la ciència, per la qual cosa van desenvolupar les parts de les matemàtiques i l'astronomia més aplicables als problemes del moment: reserves de blat per al comerç, o com tallar els blocs de pedra que es necessitaven per a les seves gegantesques edificacions. I el càlcul del temps va ser el que va impulsar inicialment l'observació astronòmica sistemàtica, activitat en la qual foren els pobles de Mesopotàmia -sumeris, babilonis i assiris- els que van aconseguir els majors avanços científics. En aquestes cultures el coneixement estava en mans de sacerdots i sacerdotesses. La cultura sumèria -adoptada pels successius invasors de la regió- concedia a la dona una posició i una autonomia relativament altes; i és precisament aquí on trobem En Hedu'anna, o Enheduanna, primera persona a signar els seus escrits.
Des de l'òptica occidental, quan es busquen els inicis de les matemàtiques sorgeix necessàriament el nom de la Escola Pitagòrica, considerada la iniciadora de la ciència grega. Encara que amb freqüència es parla "dels pitagòrics" -invisibilitzant així al gran nombre de dones que van formar part d'ella des dels seus inicis fins a la seva desaparició- aquesta comunitat científica va introduir a les dones en el corrent de la filosofia natural i la matemàtica. Tots els seus integrants escrivien sota el nom de Pitàgores i els descobriments i especulacions de l'Escola Pitagòrica eren propietat comuna dels seus membres, que els conservaven en secret. A la mort de Pitàgores, va ser una dona -Theano de Crotona- la que va prendre les regnes de l'Escola i, juntament amb altres membres d'aquesta, es va ocupar de difondre els coneixements que allí s'havien generat.
Fora de la comunitat pitagòrica les dones tenien poques oportunitats en la societat grega. En una societat que venerava la saviesa, la major part de les dones era analfabeta. No obstant això, àdhuc a Atenes i en les altres ciutats estat dominades pels homes, algunes dones van aconseguir superar les traves culturals i contribuir a la ciència, com Aglaonike de Tessàlia que va ser famosa en el seu temps (s. V a.n.e.) per la seva capacitat de predir eclipsis solars i lunars, encara que posteriorment passés a la història com una fetillera.
Ja entrant a la nostra era, i sota el domini de l'Imperi Romà, es va iniciar una època de decadència científica. La creença generalitzada era que tot el coneixement important es trobava en les obres dels "antics" -els grecs clàssics- i que era impossible formular noves idees o descobrir alguna cosa que no coneguessin ja els seus predecessors. Però poc abans de la caiguda de l'Imperi Romà d'Occident, al segle IV, a Alexandria, es va produir un petit renaixement científic il·luminat per la més famosa de les dones de ciència fins a Marie Curie, Hipàcia d'Alexandria. Va ser l'última científica pagana del món antic, que es va negar a trair les seves idees i convertir-se al cristianisme. Com a pagana, partidària del racionalisme científic grec i personatge polític influent, Hipàcia estava en una situació molt perillosa en una ciutat que era cada vegada més cristiana. El seu brutal assassinat va marcar el final de l'ensenyament platònic a Alexandria i en tot l'Imperi Romà, arribant a simbolitzar la fi de la ciència antiga, o clàssica.
- Enheduanna (2300-2225 a.n.i.) filla del rei Sargon I, va ser nomenada pel seu pare sacerdotessa major del temple de Nanna i com tal dirigia totes les activitats de la vida diària del seu poble. Entre aquestes activitats estava la direcció dels temples, que eren també centres d'ensenyament -on s'estudiaven arts, ciències i matemàtiques- i en cadascun d'ells existia un observatori, des del qual es registraven els moviments d'estels i planetes.[10][11]
- Teano de Crotona, nascuda a Crotona, Magna Grècia, al segle VI a.n.e., va ser una matemàtica i filòsofa grega.[12] Va pertànyer a l'Escola Pitagòrica on va ser primer alumna, després mestra i, a la mort de Pitàgores, va passar a dirigir-la. Va escriure tractats sobre matemàtiques, física, medicina i psicologia infantil; així com estudis sobre poliedres, cosmologia i medicina, sobretot referent a les malalties de la dona. Va escriure un llibre sobre la proporció áurea.[13] En Les dones a l'escola pitagòrica,[14] article de Juan Núñez Valdés i María Luisa Rodríguez Arévalo, figuren 17 dones com a estudiants de l'Escola pitagòrica, que apareixen recollides en la Vida de Pitàgores, d'Iàmblic de Calcis. Les dones pitagòriques que figuren aquí són: Arignote de Samos, Babelyca d'Argos, Boio d'Argos, Cheilonis, Damo de Crotona, Echekrateia de Phlius, Ekkelo de Lukania, Habrotelia de Tàrent, Kleaichma, Kratesikleia, Lastènia de Mantinea, Myia, Okkelo de Lukania, Peisirrhode de Tàrent, Phintys, Teano de Crotona, Theadusa d'Esparta, Timycha i Tyrsenis de Sybaris.
- Aglaonice de Tessàlia (Tessàlia, s. IV a.n.e.) astrònoma grega, va ser famosa en el seu temps per la precisió en la determinació d'eclipsis, tant de sol com de lluna. El seu domini en l'art de predir eclipsi fa que algunes fonts es refereixin a ella com una bruixa o fetillera que pot fer desaparèixer la Lluna a voluntat.[15]
- Hipàcia (Alexandria 370-415) matemàtica, astrònoma i científica, però sobretot filòsofa, a Alexandria, la seva ciutat, on va ser directora de l'Escola Neoplatònica.[16] Va iniciar la seva carrera col·laborant amb el seu pare Teó d'Alexandria en els comentaris sobre l' Almagest de Ptolemeu i en una nova versió dels Elements d'Euclides que s'ha convertit a la base de totes les edicions posteriors d'Euclides. Hipàcia va escriure a més «comentaris» sobre l'Aritmètica de Diophantus, sobre les Còniques d'Apol·loni i sobre els treballs astronòmics de Ptolemeu.[17] També es va interessar per la mecànica i la tecnologia pràctica, va col·laborar a millorar la construcció de l'astrolabi i un hidroscopi.[18]

## Edat mitjana (s. V-XV)

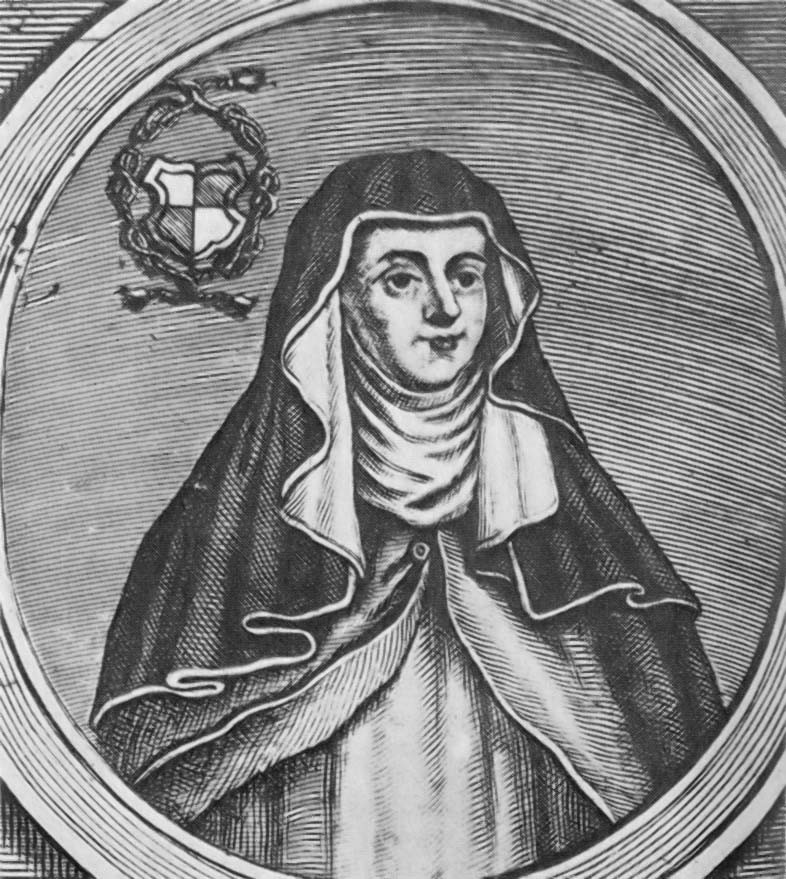
Roswitha von Gandersheim

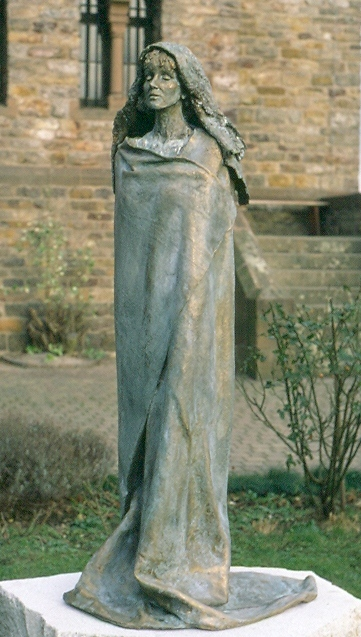
Hildegard von Bingen

Amb la caiguda de l'Imperi Romà d'Occident, els principis del cristianisme van passar a dirigir tots els aspectes de la societat i l'Església va passar a ser el far que dirigia la vida, tant de nobles com de plebeus. El poder polític es va traslladar a l'Imperi Romà d'Orient, on va haver-hi diverses dones en el poder que van tenir interessos científics. A la Xina també va haver-hi dones treballant en ciència aplicada -que va ser la que va aflorar en aquesta època- que van fer avançar la ciència i la tecnologia. Amb el sorgiment de l'islam les traduccions d'antigues obres gregues van passar a formar part dels fonaments de la ciència àrab. A l'escola de medicina de Bagdad hi havia dones i se seguien els ensenyaments de Maria l'Hebrea. Però igual que en altres cultures, les erudites musulmanes no apareixen en els llibres d'història, encara que sì que hi ha testimoniatges d'elles en els contes de les mil i una nits. L'imperi musulmà era en aquells temps portador d'una cultura diversa i tolerant que va conservar i va ampliar els coneixements de la ciència clàssica a la qual va unir part de les cultures orientals, com l'índia, que posteriorment va introduir a Europa, gràcies a la qual cosa tenim el sistema de numeració posicional/decimal, sistema Indus-Aràbic, que va substituir a l'enutjós sistema de numeració romà que tant havia complicat el càlcul en l'antiguitat. L'arribada dels àrabs a Europa a través d'Espanya va portar a la creació del Califat de Còrdova (929-1031), que va ser considerat com el període de major esplendor política, econòmic, científic, artístic i cultural, convertint-se en lloc de trobada de literats, filòsofs, teòlegs i científics de diverses religions i cultures. En aquesta època trobem Fátima de Madrid, que va treballar en Astronomia i Matemàtiques.
A Europa, la medicina era gairebé l'única sortida per als interessos científics de les dones en l'alta edat mitjana. A la fi del segle VIII sorgeix el renaixement carolingi que va promoure l'establiment d'escoles abacials en tot el Sacre Imperi Romanogermànic, el que va produir una ràpida crescuda de la vida monàstica i que per primera vegada algunes nenes tinguessin accés a uns rudiments d'educació escolar. A la fi del segle ix comencen a aparèixer a Itàlia institucions dedicades a la instrucció superior, creades al marge de l'Església, i en les quals van tenir cabuda tant homes com dones. Encara que la majoria de les italianes de classe alta eren analfabetes en aquest moment, aquestes primeres "universitats" d'Itàlia estaven obertes a les dones i la seva presència en elles no era sol com a estudiants, sinó que també van estar com a professores. Potser la més important de totes elles va ser l'Escola Salernitana -considerada la primera universitat europea- en la qual van destacar nombroses professionals de la medicina i la cirurgia conegudes com les "dames de Salern", entre les quals va destacar Trótura, una de les científiques més famoses de l'Edat mitjana.
La major part de les persones dedicades a la ciència a Europa durant l'edat mitjana, tant homes com a dones, pertanyien a comunitats religioses, la qual cosa dificulta rastrejar els itineraris científics de les dones en aquesta època en la qual moltes d'elles es van refugiar en els convents, Durant aquest temps van tenir lloc diverses reformes dins de l'Església que van afectar la vida en els convents: Reforma de Cluny (910), Cisma d'Orient (1054), inici de les Croades (1095), reforma del Císter i Reforma Gregoriana (s. XI). En aquesta època convulsa, entre els segles x i xii, trobem dues dones excepcionals: Roswitha de Gandersheim -que va escriure Hortus deliciarum, El Jardí de les delícies, compendi de tots els sabers de l'època- i Hildegarda de Bingen -autora de diverses obres científiques entres les que es troba Subtilitates diversaron naturarum creaturarum, Subtileses de la diversa naturalesa de les coses creades- obra que va convertir a la seva autora en la sàvia més enlluernadora de l'edat mitjana-; ambdues van arribar a ser abadesses i van ser molt influents dins de l'Església. Després de la mort de Hildegarda de Bingen, les portes dels convents es van tancar molt més fermament. La butlla Periculoso del papa Bonifaci VIII (1298) va prohibir a les monges sortir dels seus convents i va restringir la seva autonomia dins d'ells, fent que fins i tot les que els dirigien, com les abadesses, tinguessin portaveus masculins. Els segles XII i XIII van ser testimonis de l'edat de l'escolàstica i el sorgiment de les universitats fundades per l'Església catòlica, de les quals van quedar excloses les dones. La naturalesa de la recerca científica començava a canviar. Les professions necessitaven una educació universitària, i a tot arreu, a excepció d'Itàlia, les universitats estaven vedades a les dones. Malgrat això, moltes dones van seguir exercint la seva professió fins que durant els segles XIV i XV van passar a considerar-se xerraires i bruixotes, passant a caure tot el pes de la Inquisició sobre moltes d'elles. El camí es va fer àdhuc més tortuós per a les dones estudioses, que van començar una lluita per ser admeses a les universitats, que es va perllongar en molts llocs fins a mitjan segle xx.
- Roswitha de Gandersheim (935 − 1000) També coneguda com a Hroswitha de Gandersheim, va ser una canonesa alemanya gran aficionada a l'astronomia.[23][24] Va mantenir que el Sol era el centre del sistema planetari i que la terra girava al seu voltant empesa per una força, adherint-se així a la teoria heliocèntrica d'Aristarc de Samos (s. III a.n.e.) que també havia estat seguida per Hipàcia. Es va fer famosa per les seves petites peces de teatre, basades generalment en llegendes de sants. Bona coneixedora de l'Arithmetica de Boeci (480-524), també aprofitava aquestes obres per desenvolupar la seva formació en aritmètica; com en Sapientia, en la qual per esbrinar les edats de les tres Virtuts Teologals realitza una dissertació sobre els nombres deficients i abundants.[25]
- Fátima de Madrid (s. X-XI) Astrònoma madrilenya, va escriure notables treballs sobre astronomia.[26] Aquests treballs la van fer cèlebre a la fi del segle x, en l'Aljama de Madrid, on eren coneguts com a Correccions de Fátima. També va ajudar el seu pare -l'astrònom Mosama-ben-Ahmed el-Mageritti (El madrileny)-, en la redacció de diverses obres, entre d'altres, el Tractat sobre el Astrolabi, que es conserva en el Monestir d'El Escorial.[27]
- Hildegarda de Bingen (1098-1179) nascuda en Bermersheim, Alemanya, va ser una abadessa polifacètica -metgessa, filòsofa, naturalista, compositora, poeta i també lingüista- molt singular per la seva notable influència i per ser una de les científiques més importants del segle XII.[28] Té una important obra científica, centrada fonamentalment en els seus estudis d'història natural i medicina, però en la qual també recull la seva visió cosmològica de l'univers. Gràcies a ella van passar al segle xii moltes de les idees cosmològiques de les tradicions grega i judeo-cristiana. La seva cosmologia té una gran originalitat, veu una Terra esfèrica embolicada en capes celestials concèntriques que influeixen en els esdeveniments terrestres. En el diagrama que acompanya a aquesta visió, Hildegarda col·loca l'est en la part superior i el nord a l'esquerra, amb una elongació de l'eix est-oest. Així doncs, les zones exteriors tenen forma ovoide, quan la majoria de cosmòlegs de l'època concebien un univers totalment esfèric, seguint el disseny dels antics.[11]

## Renaixement i Revolució científica (s. XV-XVII)

### La Querella de les dones

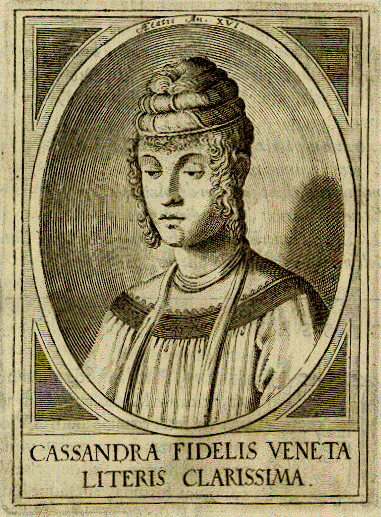
Cassandra Fedele

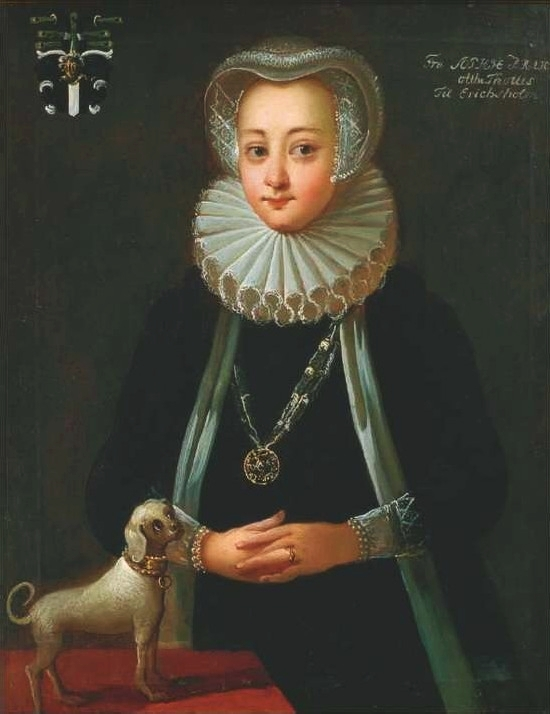
Sophie Brahe

L'exclusió de les dones dels centres oficials del saber, i de l'educació en general, va portar al fet que des dels inicis del segle xv aparegués un corrent, primer a França, però que ràpidament es va estendre per tot Europa, coneguda com la “Querella de les dones” en la qual dones cultes i amb influència en la societat de la seva època manifesten públicament les seves queixes per la discriminació a la qual les sotmet la societat, sent l'eix central de les seves reivindicacions el dret a l'educació. D'aquest corrent van formar part alguns personatges importants com la italiana Cassandra Fedele (Venècia, 1465-1558), que es va formar en literatura clàssica, filosofia, ciències i dialèctica; i que amb vint-i-dos anys, va aconseguir un gran èxit a Itàlia, i a l'estranger, amb un discurs en elogi de les arts i les ciències durant la graduació d'un cosí seu a Pàdua. O la danesa Sophia Brahe (Dinamarca, 1556 − 1643) coautora del catàleg on es detallava la posició dels planetes i el fons estel·lar, que va servir a Johannes Kepler per enunciar les seves lleis astronòmiques.

### Les dames de ciència

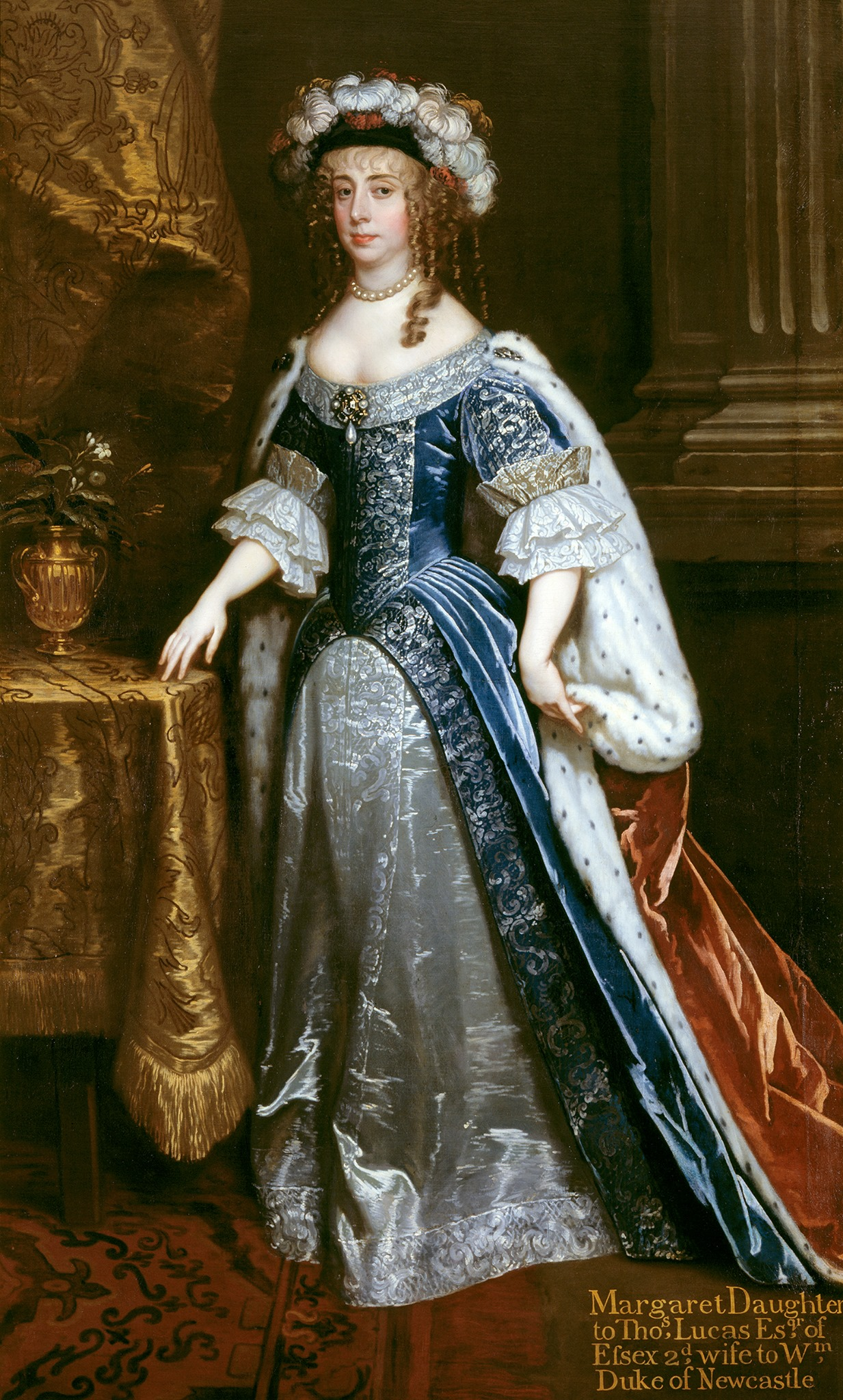
Margaret Cavendish

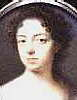
Anne Finch Conway

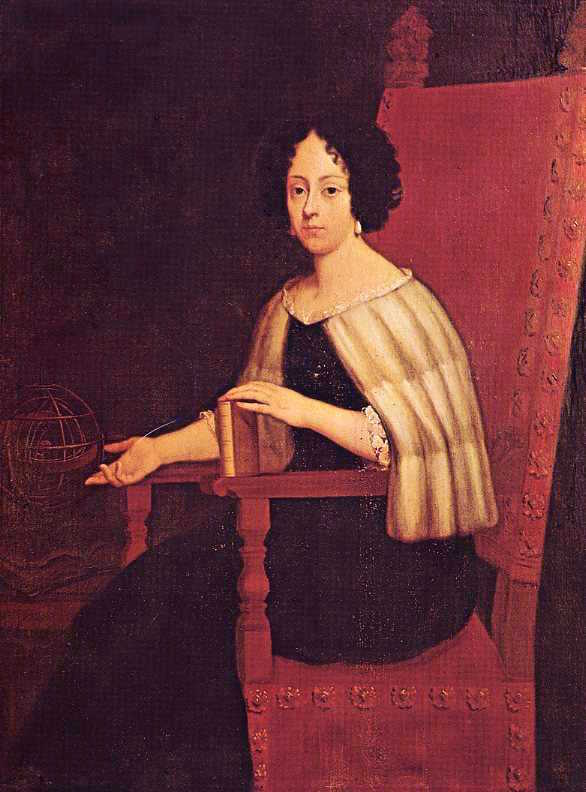
Elena Cornaro Piscopia

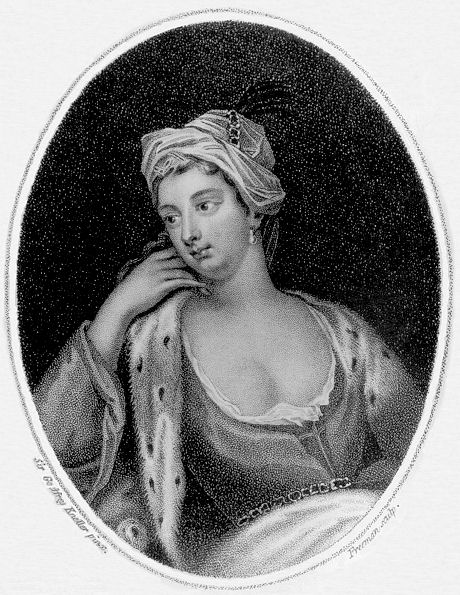
Lady Mary Wortley Montagu

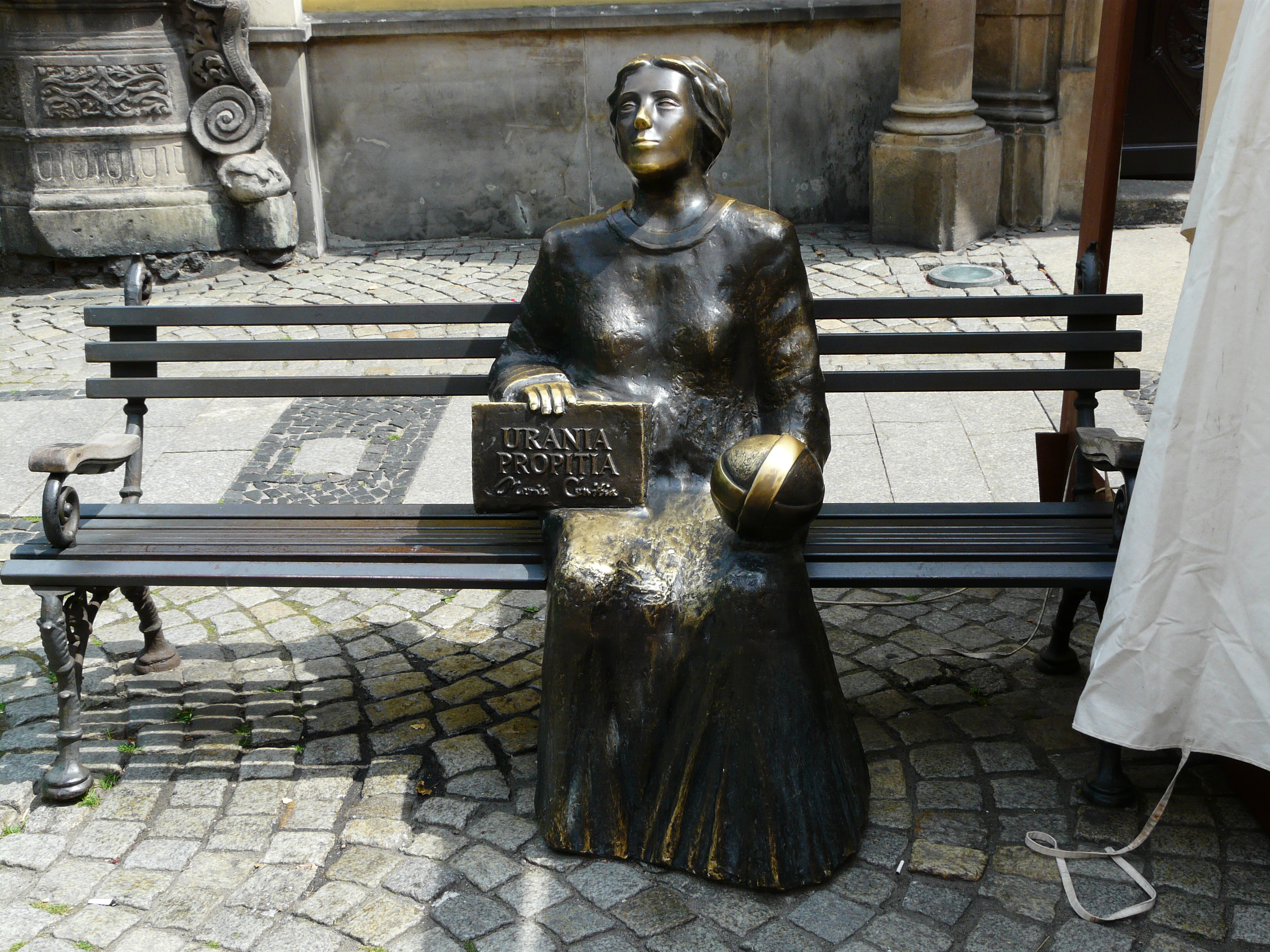
Maria Cunitz

La gran Revolució Científica del segle xvii, iniciada amb Galileo Galilei (1564 − 1642) i René Descartes (1596−1650), i culminada amb Newton (1643−1727) i Leibniz (1646−1716), ja entrat el segle xviii, va tenir el seu germen en la nova astronomia de Nicolau Copèrnic (1473−1543), i va canviar la forma en la qual dones i homes instruïts veien el món. Els membres il·lustrats de l'alta burgesia i de l'aristocràcia es van convertir en científics aficionats i van contribuir a obrir les portes a l'aparició de noves recerques i nous descobriments. Les seves esposes, filles i germanes, es van unir també a aquest corrent, rebent el nom de “Dames de Ciència” i van tenir un destacat paper en la ciència i en la societat del moment. Grans dones que, amb poder i coneixements, van influir en el pensament dels grans protagonistes. La dama de ciència va trobar el seu lloc en societats com l'anglesa i, com a resultat d'això, diverses dones de ciència van aconseguir la fama. Com l'anglesa Margaret Cavendish (1623-1673) interessada en tota mena de ciències, va arribar a escriure deu llibres de filosofia natural. Es va obstinar a posar el seu nom i retrat en cadascuna de les seves obres publicades. Volia deixar constància que era ella, una dona, l'autora de l'obra. Elisabet de Bohèmia (1618 − 1680), la Princesa Palatina, va influir significativament en el seu mestre Descartes −qui li va dedicar els seus Principis filosòfics l'any 1644−. Les cartes de Descartes a Isabel de Bohèmia, publicades l'any 1644, serveixen per transmetre les seves idees sobre problemes de matemàtiques, física i astronomia. Descartes també va ser instructor de la reina Cristina de Suècia (1626-1689), amb qui discutia de problemes filosòfics i científics. Sofia d'Hannover (1630− 1714), va inspirar el treball de Leibniz i va ser, tant políticament com intel·lectualment, la col·laboradora més propera de Leibniz, amb qui va mantenir una extensa correspondència filosòfica des de la dècada de 1670 fins a la seva mort.
Però la que més va influir en la filosofia de Leibniz va ser Anne Finch Conway (1631−1679) font de la qual va beure Leibniz per a la seva filosofia vitalista, ja que aquesta es basa en les “mònades” de Conway. Aquesta (Conway) va ser una filòsofa naturalista de primer nivell; però de cap manera va ser l'única, la seva obra va influir en la d'unes altres i altres filòsofs, i va rebre influència d'elles. La Revolució Científica va tenir a veure abans de res amb la naturalesa de la matèria, amb el moviment i la relació entre ells; i aquest és precisament el treball que va desenvolupar Anne Conway. Carolina de Brandenburg-Ansbach (1683−1737) va estudiar amb Leibniz en 1696, poc abans de convertir-se en Princesa de Gal·les. Més tard, quan ja era reina, Newton, Samuel Clarke i Lady Mary Montagu visitaven sovint la seva cort. La reina Carolina va ser intermediària de la famosa correspondència de 1716 entre Leibniz i Clarke sobre el conflicte entre la filosofia mecanicista de Newton i la vitalista de Leibniz. D'aquesta època fou també Elena Lucrezia Cornaro Piscopia (1646-1684) filòsofa, música i matemàtica veneciana. L'any 1678 es va convertir en la primera dona a rebre un doctorat en una universitat. Va ser professora de matemàtiques a la Universitat de Pàdua. A París, Marie-Charlotte de Romilley de La Chesnelaye, marquesa de L'Hopital (c. 1671−1737), fou una matemàtica en els camps de la geometria i àlgebra, que es va casar amb el marquès de L'Hôpital, també matemàtic.

### Les astrònomes

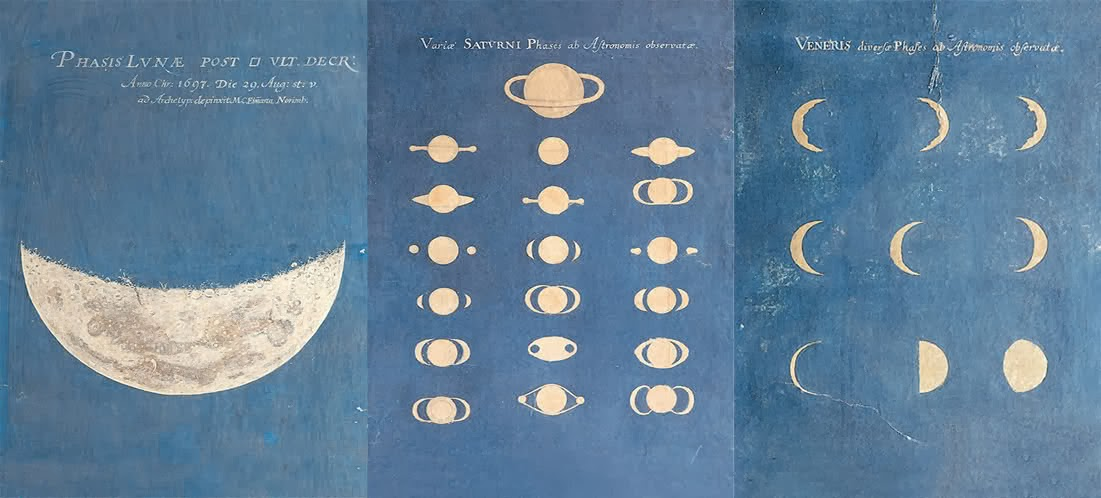
Il·lustracions del cel de Maria Clara Eimmart

Però si hi ha una branca de la ciència en la qual les dones matemàtiques sempre van tenir molt pes, des de l'antiguitat, aquesta és l'Astronomia. I en aquest temps podem trobar, per exemple a la polonesa Elisabeth Hevelius (1647 − 1693) que va publicar un catàleg recollint la posició del voltant de 1600 estels que no només va ser el catàleg més gran d'estels mai compilat fins a aquest moment, sinó que va ser l'últim que es va fer sense l'ús d'un telescopi. És considerada una de les primeres dones astrònomes professionals i la mare dels mapes lunars.
Les observacions a través de telescopis es van fer cada vegada més habituals i les il·lustracions es van tornar un complement important en els tractats d'astronomia. L'alemanya Maria Clara Eimmart (1676−1707) va ser una de les primeres artistes especialitzades en astronomia. Filla d'un rellevant pintor i astrònom aficionat, en el seu taller-observatori de Nüremberg es reunien importants astrònoms del moment per contemplar i admirar els seus dots de gravadora per a la representació de cometes, taques solars, eclipsis o les muntanyes de la Lluna. Observacions i representacions que van acabar per sempre amb el “cel immutable i perfecte” d'Aristòtil. Maria Winckelmann Kirch (1670-1720) es va formar en astronomia a la seva Leipzig natal amb l'anomenat “camperol astrònom”, fins que es trasllada amb el seu espòs Gottfried Kirch (1639–1710) a Berlín i prossegueix allà la seva formació com a astrònoma. L'any 1702 Maria Kirch va descobrir un cometa, encara que no se li va donar el seu nom ni va rebre reconeixement per això. Després de quedar vídua desenvolupa una brillant carrera com a astrònoma independent. Les seves contribucions més importants a l'astronomia van ser les seves observacions de l'aurora boreal, els seus escrits sobre la conjunció del Sol amb Saturn i Venus, i sobre la conjunció de Júpiter i Saturn. Però els membres de l'acabada de fundar Acadèmia de Ciències d'Alemanya la van expulsar de l'observatori que ella havia muntat, al costat del seu marit, i van nomenar al seu fill Christfried, de vint anys, director de l'Observatori de Berlín. Ella sempre va tenir clar que el tracte desconsiderat que va rebre de l'Acadèmia va ser a causa del seu gènere; el que anys més tard va ser ratificat en sortir a la llum els agres debats que va haver-hi en el si de l'acadèmia, en els quals es reconeixien els seus mèrits, però en els què es va decidir fer-la fora per no crear un precedent perniciós, amb el benentès que la institució es veuria perjudicada si tenia entre els seus membres a una dona. Aquesta va ser una de les primeres «conjures dels necis» que va haver en les acabades de crear institucions científiques. Per contra, el seu amic Leibniz no va tenir cap problema a reconèixer els seus mèrits presentant-la a la cort de Prússia, d'on no va trigar a rebre una invitació del tsar de Rússia per treballar a la seva cort.
Aquesta abundància de dones en l'elit de l'astronomia a Europa va portar a l'astrònom suec Anders Celsius -que va conèixer a les Kirch, mare i filla, quan ell estudiava a Berlín, que a París es va trobar amb una altra gran astrònoma, la germana de Joseph Delisle, i que quan va arribar a Bolonya a estudiar amb el director de l'observatori va trobar que aquest també tenia dues germanes, Teresa i Maddalena Manfredi, ambdues ben preparades i que col·laboraven amb ell en la preparació de les efemèrides solars, lunars i planetàries de Bolonya a escriure, en una carta dirigida a Kirch:
| « | Començo a creure que tenir germanes doctes és el destí de tots els astrònoms, ja que almenys això va ser el que em vaig trobar en els quals vaig tenir l'honra de conèixer durant el meu viatge. Jo també tinc una germana. .. Per conservar l'harmonia, hem de convertir-la en astrònoma. | » |

Entre elles van destacar Sophia Brahe (1556-1643) astrònoma i horticultora danesa. Va ser assistent del seu germà, el conegut astrònom Tycho Brahe (1546-1601), amb el qual va treballar en l'observatori del Castell d'Urania. Va col·laborar amb ell en la redacció del catàleg en el qual es detallava la posició dels planetes i el fons estel·lar, i que va servir a J. Kepler per enunciar les seves lleis astronòmiques. A partir de 1588 –després d'enviduar– es va dedicar de ple a l'horticultura, elaborant també medicaments espagírics. Maria Cunitz (1610-1664) astrònoma alemanya. A causa dels seus coneixements i posteriors aportacions a la ciència i a la cultura, era coneguda com la Palas de Silesia. La seva principal obra –escrita en alemany i llatí– va ser Urania Propitia, publicada en 1650 -Urania és la musa de l'astronomia en la mitologia grega i Maria Cunitz era coneguda també amb el nom d'Urània. Aquest tractat contenia una simplificació de les conegudes Taules rudolfines de Johannes Kepler (1571-1630) i en el qual es corregien alguns errors del text de l'astrònom, a més d'incloure noves taules matemàtiques, noves efemèrides i divulgar part de les teories de Kepler. Amb aquest tractat -Urania propitia- la seva autora va aconseguir una gran reputació a Europa, sent aclamada com la dona més sàvia en astronomia després d'Hipàcia d'Alexandria. Porten el seu nom el cràter Cunitz de Venus i el planeta menor (12624) Mariacunitia. Elisabeth Hevelius (1647-1693) astrònoma polonesa. Va ser la segona esposa del també astrònom Johannes Hevelius. Després de la mort del seu marit en 1687, ella va completar i va publicar Prodromus astronomiae (1690), en el qual va realitzar una compilació de 1.564 estels i les seves posicions, sense usar cap telescopi. La hi considera una de les primeres dones astrònomes i se li sol cridar la mare dels mapes lunars; Johannes Hevelius és considerat el pare. Maria Margarethe Winckelmann (1670-1720) astrònoma alemanya. Utilitzant les seves observacions dels cels nocturns, ella i el seu marit, Gottfried Kirch (1639-1710), van dur a terme càlculs astronòmics per a calendaris i almanacs, amb informacions diverses –fases de la lluna, postes de sol, eclipsis i posicions de diversos planetes–. Va ser la primera dona que va descobrir un cometa (en 1702): el C/1702 H1. i Maria Clara Eimmart (1676-1707) astrònoma i gravadora alemanya. Va ser la filla i ajudant del matemàtic, astrònom i gravador Georg Christoph Eimmart (1638-1705), fundador de l'Observatori de Nuremberg (Alemanya). Del seu pare va aprendre des d'idiomes fins a dibuix, passant per astronomia i matemàtiques. Tots aquests coneixements li van permetre especialitzar-se en il·lustracions botàniques i astronòmiques, que ella va realitzar amb una gran precisió. cal destacar el seu Micrographia stellarum fases lunae ultra 300, una sèrie de més de 350 dibuixos de les fases de la Lluna a partir d'observacions fetes a través de telescopi. Són imatges d'una bellesa singular, plasmades sobre paper blau i, de tal precisió, que van servir de base per a un nou mapa lunar.

## Segle de les Llums (seglexviii)
En els últims anys del segle XVII s'inicia un moviment filosòfic, cultural i científic que es perllongarà fins a la Revolució Francesa i serà conegut com el Segle de les Llums. En ell es va enfrontar la raó a la superstició, es va combatre la ignorància i es va imposar una ideologia de llibertats i reconeixement de drets. És un moment de canvi en la mentalitat femenina i de grans avanços en les reivindicacions de drets per a les dones. Va ser una època crucial, perquè en ella va arrencar el debat entorn de la igualtat entre tots dos sexes, a conseqüència dels nous corrents de pensament, que començaven a estendre's, en les quals els més conspicus pensadors es constituïen en defensors dels drets dels ciutadans, dels esclaus, els indis i els nens, però molt pocs acceptaven, i molt menys defensaven, aquests drets per a les dones. Per la seva banda moltes dones van conrear un sentiment igualitari i van lluitar per no quedar excloses dels drets i llibertats que es plantejaven, sobretot de l'accés a l'educació.

### Els salons científics a França
La revolució científica havia canviat la forma en la qual les persones es relacionaven amb la ciència. Homes benestants i ociosos s'havien convertit en científics aficionats i havien obert noves possibilitats per fer ciència. Les seves esposes i germanes s'havien convertit en dames de ciència -etiqueta que era utilitzada com un insult pels seus detractors-, el què les va permetre aconseguir un nivell de competència científica molt superior a les seves predecessores. Però al marge de la polèmica sobre si la ciència es considerava o no apropiada per a les dones, un ampli estrat de la població femenina va començar a interessar-se per ella, a estudiar-la i realitzar aportacions. Les dones dels salons del Segle de les Llums van donar suport i van divulgar les noves teories de Descartes, Newton i Leibniz.
El llibre d'Isaac Newton (1643-1727) Philosophiae naturalis principia mathematica [1687] és una de les obres bàsiques del pensament científic. Va substituir la mecànica de Descartes –en la qual les forces actuen per contacte– per la llei de gravitació universal –en la qual les forces actuen a distància– el que va suposar un avanç qualitatiu important perquè va permetre explicar el moviment dels astres i fenòmens terrestres en una forma matemàtica. El comte Francesco Algarotti (1712-1764) era un admirador de l'obra de Newton que l'any 1735 va realitzar una estada de sis setmanes al castell de Cirey, residència de la Marquise du Châtelet i seu d'un dels millor dotats Salons de Ciència del moment. Algarotti va escriure a Cirey part del llibre Il neutonianismo per le dame (1737), en el qual, per mitjà del diàleg entre un filòsof i una dama, explica part de les idees de Newton. Els dos volums dels Principia van ser traduïts del llatí al francès i comentats per Emilie de Breteuil (1706-1749), Marquise du Châtelet, la qual cosa va permetre que es difonguessin en la França cartesiana les idees de Newton. Aquesta dona va fer importants contribucions al desenvolupament del pensament científic francès, a part de ser la que més va col·laborar a la introducció i difusió de les teories de Newton i Leibniz a França. Però a més va ser una de les quals amb més vehemència van alçar la veu per defensar els drets de les dones, sobretot el dret a l'educació. Així, en el seu «Discurs sobre la felicitat» manté que: La saviesa sempre ha de fer bé els seus càlculs, perquè qui diu savi diu feliç, almenys en el meu diccionari. O més endavant: L'estudi ens fa totalment independents i per això l'amor a l'estudi és la passió més necessària per a la nostra felicitat; és un recurs segur contra l'adversitat, és una font de plaer inesgotable. Mentre que en la traducció que ella va realitzar de «La faula de les abelles», de Bernard Mandeville, diu en el seu prefaci: Sento tot el pes del prejudici que ens exclou universalment de les ciències, i és una de les contradiccions d'aquest món que m'ha estranyat sempre moltíssim, atès que hi ha grans països en els quals la llei ens permet regular els seus destins, però no n'hi ha cap en el qual siguem educades per pensar. O en una carta a Frederic de Prússia: Jutgeu-me pels meus propis mèrits, o per la falta d'ells, però no em considereu com un mer apèndix d'aquest gran general o d'aquell nomenat estudiós, de tal famós que rellueix en la cort de França o d'un altre autor famós. Sóc jo mateixa una persona completa, responsable només davant meu per tot el que sóc, tot allò que dic, tot el que faig. Pot ser que hi hagi metafísics i filòsofs que el seu saber sigui major que el meu, encara que no els he conegut. No obstant això, ells també no són més que febles éssers humans, i tenen els seus defectes; així que, quan summe el total de les meves gràcies, confesso que no soc inferior a ningú.

### Itàlia com pionera
Itàlia, que sempre va destacar pel major respecte a les seves dones, va ser un altre dels llocs en els quals van florir en aquesta època els Salons, tan literaris com a científics, sobretot al nord del país; on a més van començar a obrir-se algunes de les seves universitats a la incorporació de les dones, sigui com a alumnes o com professores a aquestes universitats. En aquesta època podem destacar a la matemàtica napolitana Faustina Pignatelli Carafa (1705-1785), que va ser fonamental en la introducció de les teories d'Isaac Newton a Nàpols. O a la veneciana Cristina Roccati (1732-1797), que es va graduar a la Universitat de Bolonya en Filosofa Natural (Ciència), on també havia estudiat literatura, lògica, metafísica, moral, meteorologia i astronomia. Posteriorment va ser nomenada membre de l'Acadèmia Concordi de Rovigo (Venècia) en 1749, on va ensenyar física newtoniana durant dècades; sent a més una destacada i famosa poeta. També de la mateixa època és Diamante Medaglia Faini (1724-1770), qui va destacar des de molt jove com a poeta, però que ja en la seva edat adulta "buscant noves fronteres intel·lectuals" va descobrir el seu interès per la filosofia natural, especialment les matemàtiques, l'astronomia i la física, que es van convertir en la seva nova passió. Obertament admiradora de Cristina Roccati, va anar també una gran lluitadora pel dret de les dones a l'educació; tema en el qual va dissentir públicament de divulgadors com Francesco Algarotti -autor de Newtonianisme per a les dames-, qui considerava que existien conceptes adequats i no adequats per a les dones, la qual cosa ho va portar a excloure a les matemàtiques del seu famós llibre, amb l'argument que no eren adequades per a la ment femenina. Per rebatre tots aquests prejudicis, ella va escriure i va publicar una dissertació sobre la importància de l'estudi de les matemàtiques per a les dones. Però si hi ha unes científiques que van brillar especialment en la Itàlia del moment van ser Laura Bassi (1711 - 1778) i Maria Gaetana Agnesi (1718-1799), dues grans figures enciclopèdiques. Bassi va brillar amb llum pròpia en la Bolonya il·lustrada. En el seu any de glòria, el 1732, després d'haver participat en diversos debats públics amb notables acadèmics, primer és nomenada membre de l'Acadèmia de Ciències de Bolonya, a continuació la Universitat de Bolonya li va concedir un doctorat honorari, i finalment, en aquest mateix any, després d'un examen públic, aconsegueix una plaça de professora a la Universitat de Bolonya. Tant en l'Acadèmia com a la Universitat de Bolonya “lluita” per defensar els seus drets i aconseguir un salari -just i equiparable al dels seus col·legues- pel seu treball. Els seus potents coneixements de física i matemàtiques, juntament amb la seva formació pionera en les teories de Newton, que contrastava amb els enfocaments tradicionals dels seus col·legues, van fer de Bassi una figura clau en la difusió de la ciència newtoniana a Itàlia. Per la seva banda Agnesi va ser famosa en el seu temps per la seva obra “Instituzioni analítiche ad uso della gioventú italiana”, llibre que escriu als 30 anys per la necessitat d'ocupar-se de l'educació matemàtica de les seves 20 germanes i germans. A aquest tractat se li atribueix haver estat el primer llibre de text que va escometre el tractament conjunt del càlcul diferencial i el càlcul integral, fent explícita a més la seva naturalesa com a problemes inversos. Després de l'èxit d'aquest llibre, Maria Gaetana Agnesi va ser triada membre de l'Acadèmia de Ciències de Bolonya i nomenada, per ordre papal, professora de matemàtiques de la Universitat de Bolonya.

### La situació a Anglaterra
De 1704 a 1840 es va publicar anualment a Londres un almanac destinat al públic femení: The Ladies' Diary or Woman’s Almanack, subtitulat: “Containing New Improvements in Arts and Sciences, and many Entertaining Particulars: designed for the Use and Diversion of the Fair-Sex”. A més de les seccions pròpies sobre el calendari, aquesta publicació incloïa regularment seccions amb endevinalles, xarades, preguntes científiques i problemes matemàtics. En cada nombre s'incloïen solucions als problemes de l'any anterior, enviades per les lectores, i es proposaven problemes nous, suggerits així mateix per aquestes. Tant la redacció dels problemes com la seva solució solien versificar-se. En la introducció del número de 1718 el seu editor escrivia: “[...]els estrangers se sorprendran si els mostro no menys de quatre-centes o cinc-centes cartes de d'altres dones, amb solucions geomètriques, aritmètiques, algebraiques, astronòmiques i filosòfiques”. Al segle xviii hi ha tantes publicacions de caràcter científic dirigides a dones –ja sigui en forma d'epístoles, periòdics o textos divulgatius–, que el fet no fa sinó corroborar l'anhel d'aquestes per l'educació i el seu alt interès per les manifestacions culturals i científiques de tota índole. Les dones del Segle de les Llums van recolzar en els seus salons la difusió de les idees de Descartes, Newton i Leibniz. Posteriorment, la ciència passaria dels salons a les universitats i a les acadèmies, de les quals les dones es veurien excloses durant molts anys.

### Les astrònomes
Com ja passava al segle anterior, una de les àrees de la matemàtica amb una important presència de dones va ser l'Astronomia. En aquesta època, moltes dones dedicaven les nits a contemplar el firmament, com filles d'Urània -musa de l'astronomia en la Mitologia grega-. El fet que aquesta ciència estigués en aquests moments relacionada amb oficis artesanals, que es desenvolupaven des de la llar, probablement va tenir molt a veure perquè en aquest segle hi hagués una enlluernadora constel·lació d'astrònomes que van treballar en els observatoris, que eren en aquell temps negocis familiars. Maria Kirch (1670-1720) va descobrir el cometa de 1702, encara que no se li va donar el seu nom ni va rebre reconeixement per això. Després de la mort del seu marit, en 1710, va preparar al seu fill, de deu i sis anys perquè fos assistent seu. Quatre anys més tard, en 1714, va ser ell el triat com a director de l'Observatori de Berlín, convertint-se la seva mare i les seves germanes en els seus assistents. El tracte donat a Maria Margarethe Winckelmann (nom real de Maria Kirch) va ser una de les primeres «conjures dels necis» que van tenir lloc en les acabades de crear institucions científiques. Afortunadament no tota la comunitat científica va reaccionar de la mateixa manera, un científic tan prestigiós com Leibniz no va tenir problema a reconèixer els mèrits d'ella -presentant-la fins i tot a la cort de Prússia, de la qual no va trigar a rebre una oferta de treball-, no obstant això els mediocres es van atrevir a dir que la presència d'una dona desprestigiava a l'acadèmia, quan eren ells els qui la perjudicaven amb la seva mediocritat.
Les franceses es van anar aproximant a l'astronomia de mà de Nicole-Reine Lepaute (1723-1788). La seva primera recerca important va ser sobre les oscil·lacions de pèndols de longituds variables, la qual cosa la va portar a guanyar-se la fama de ser una de les millors computadores astronòmiques de la seva època. Per a l'arribada del cometa de Halley, el 1757, el director de l'Observatori de París, Jéröme Lalande, va contractar al matemàtic Alexis Claude Clairaut per predir la data exacta de la tornada del cometa, determinant la seva òrbita; i aquest va recórrer a Mme. Lepaute per que l'ajudés en la tasca. El 14 de novembre de 1758 van informar l'Acadèmia de Ciències de les dates de retorn del cometa. Va ser un gran triomf de la ciència newtoniana i Clairaut va reconèixer, en la seva obra Comets, el treball de Lapaute; encara que més tard es va retractar i avui dia tot el mèrit de la predicció se li atribueix a ell. Per la seva banda ella va continuar dedicant-se a l'estudi dels eclipsis i va publicar diverses memòries astronòmiques basades en les seves observacions, però també va continuar col·laborant amb Lalande en molts altres treballs. Però ella no va ser l'única que va col·laborar amb Lalande, Louise du Pierry, que va rellevar a Lepaute com a col·laboradora de Lalande, va ser qui va fer els còmputs de la majoria dels eclipsis que va utilitzar Lalande per al seu estudi del moviment lunar. També va col·laborar amb Lalande la seva neboda política Marie-Jeanne-Amélie Harlay Lefrançais de Lalande (1768-1832) que va fer classes d'astronomia a París i va treballar tant de forma independent com amb el seu espòs.

### Nascudes en la primera meitat delseglexviii(1701-1750)

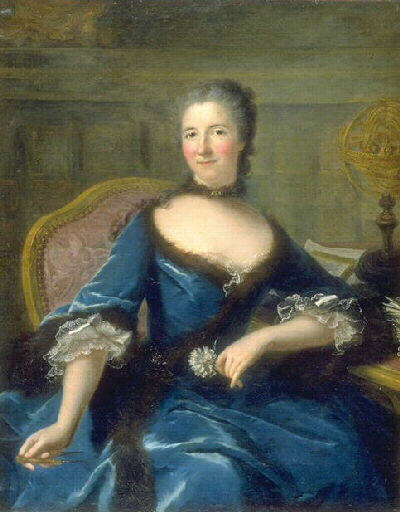
Emilie de Breteuil, M. Châtelet

- Emilie du Châtelet (1706-1749) matemàtica i física francesa. Va ser una de les grans matemàtiques del segle xviii.[66] Va traduir els Principia d'Isaac Newton al francès –Emilie de Breteuil, M. Châteletpropagant les seves idees des d'Anglaterra a l'Europa continental– i va divulgar els conceptes del càlcul diferencial i integral en el seu llibre Les institucions de la física (1740).[67] Dama de l'alta aristocràcia, en els seus salons, a més de discutir de teatre, literatura, música o filosofia, també es parlava de ciència.[68]
- Faustina Pignatelli Carafa (1705-1785) matemàtica napolitana, va ser fonamental en la introducció de les teories de Newton a Nàpols.[60] L'any 1734 va publicar el Problemata Mathematica (en Nova Acta eruditorum).[69] El filòsof Francesco Maria Zanotti la va esmentar com «una matemàtica dotada» a l'Acadèmia de Ciències de l'Institut de Bolonya en 1745, de la qual formava part, com a membre, des de 1732.[70]

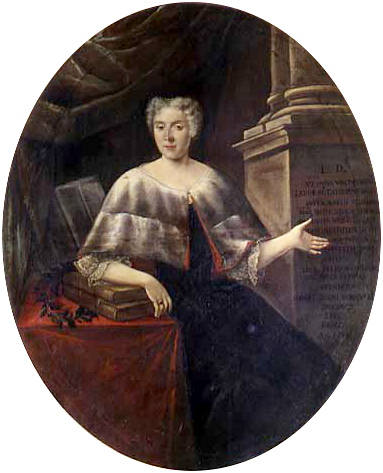
Laura Bassi

- Laura BassiLaura Maria Catarina Bassi (1711-1778) científica i filòsofa italiana.[71] Va ser una nena prodigi que va rebre instrucció en matemàtiques, filosofia, anatomia, història natural i llengües. Graduada l'any 1732, va obtenir un lloc de professora de Filosofia Natural a la universitat i es va convertir en membre de l'Acadèmia de Ciències de Bolonya. El seu matrimoni (l'any 1738) amb el metge i físic Giuseppe Veratti (1707-1793) –amb qui va tenir dotze fills– li va facilitar la seva carrera professional.[72] L'any 1776, quan va morir el titular de la Càtedra de Física Experimental de l'Institut de Ciència, el Senat la va designar a ella com a titular i al seu espòs com a assistent. Més tard va obtenir el càrrec de presidenta de l'Institut.[73]

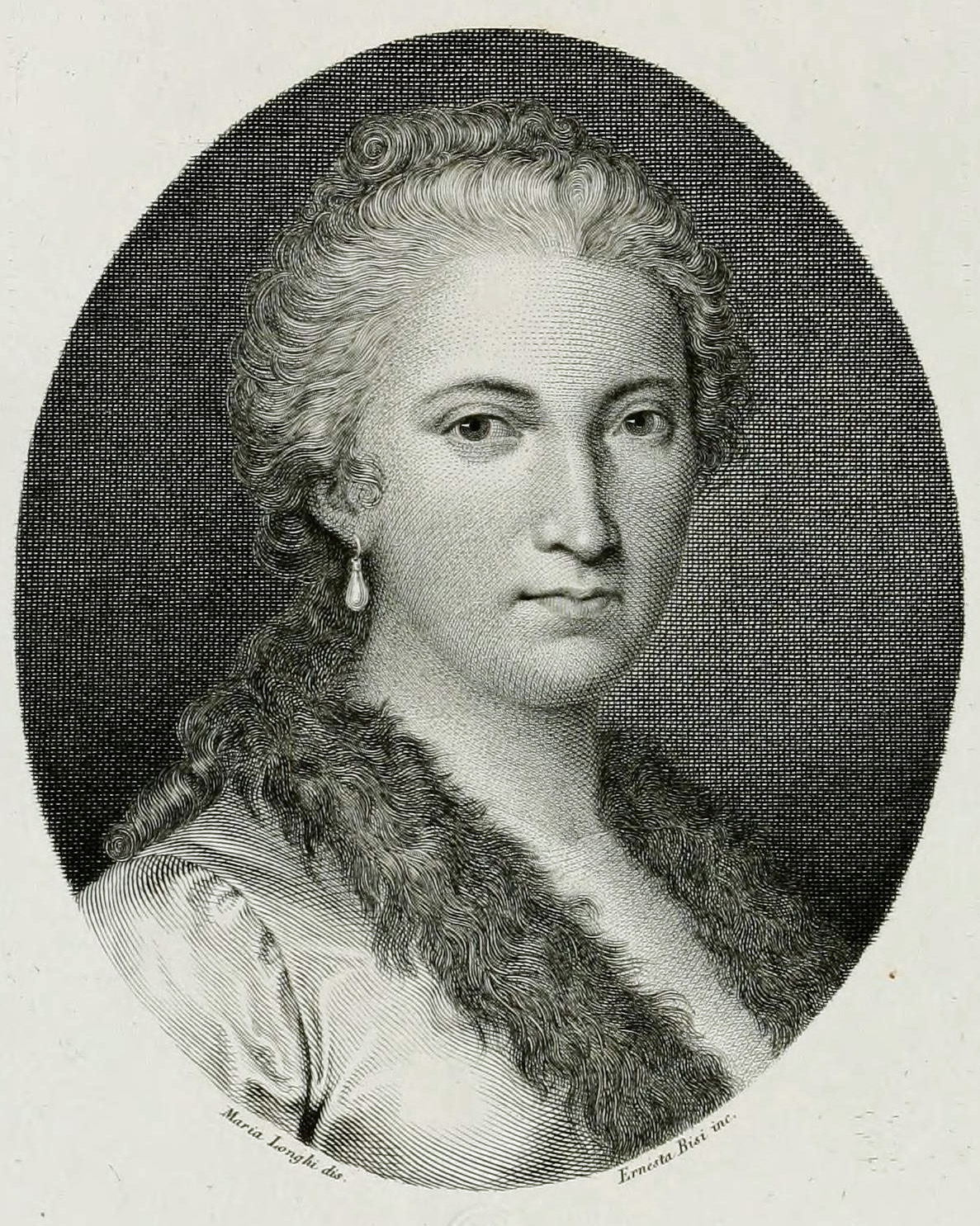
Maria Gaetana Agnesi

- Maria Gaetana Agnesi (1718-1799) matemàtica, lingüista i filòsofa italiana.[74][75] Va publicar Instituzioni analítiche ad uso della gioventù Maria Gaetana Agnesiitaliana (1748), tractat en el qual es parlava alhora de càlcul diferencial i integral. Aquest text va ser traduït a l'anglès i al francès, convertint-se en text de referència en tot Europa amb un gran impacte en l'ensenyament.[76] Al final de la seva vida era famosa en tot Europa per ser una de les dones de ciència més capaces del segle xviii. Un cràter de Venus porta el seu nom en el seu honor. A la Biblioteca Ambrosiana de Milà es guarden les seves obres inèdites que ocupen vint-i-cinc volums.[77]

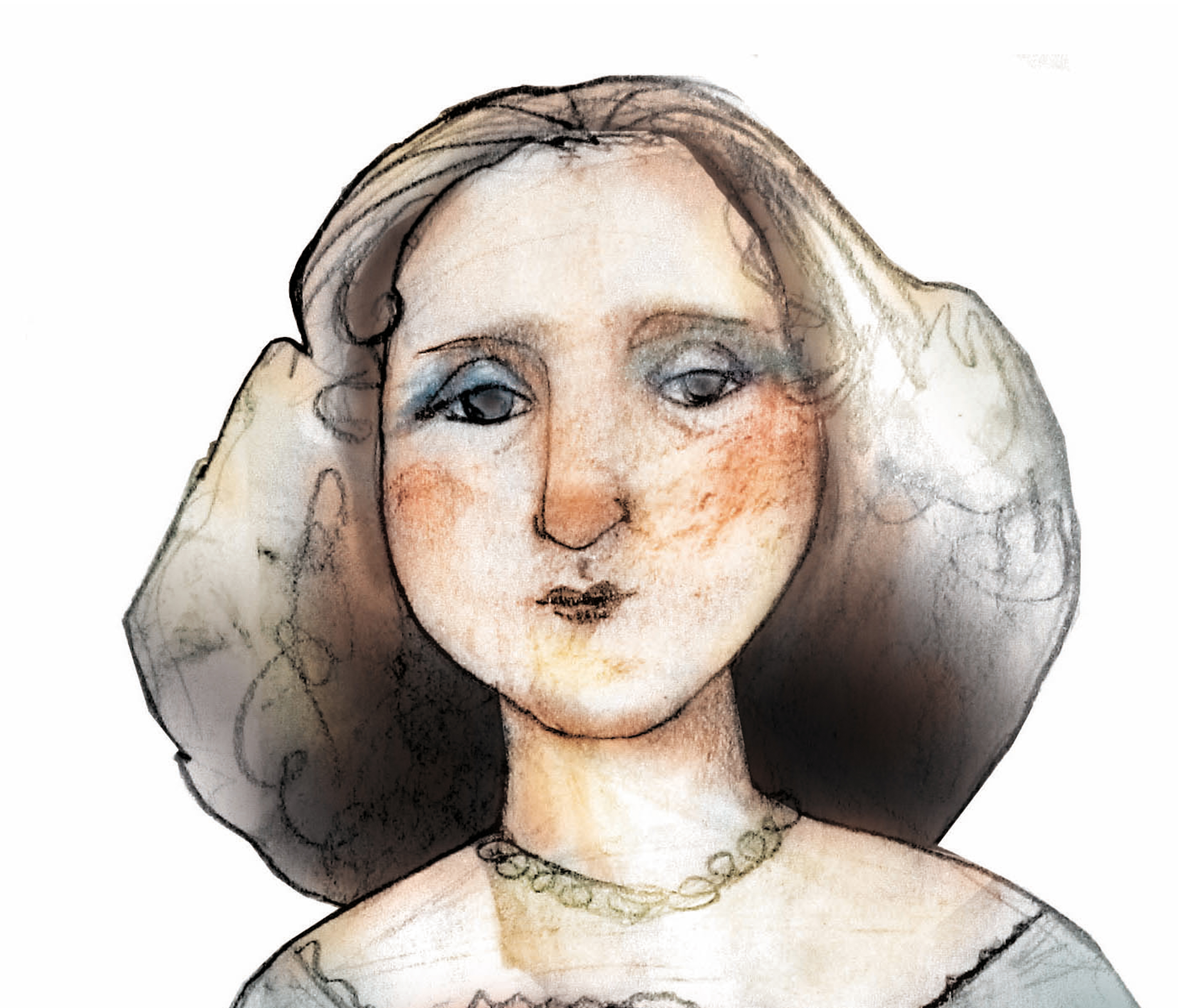
María Andresa Casamayor

- María Andresa Casamayor de la Coma (1720-1780) matemàtica espanyola.[78] Va ser la primera dona que va publicar un llibre científic a Espanya, això sí, sota el pseudònim de Casandro Mamés de la Marca y Araioa. La seva primera publicació, 1738, Tyrocinio Arithmetico, instrucción de las cuatro reglas llanas va tenir gran èxit i difusió en el seu temps, en ell ensenya a sumar, restar, multiplicar i dividir d'una manera senzilla i accessible per a tots.[79] El segon llibre que María Andresa Casamayor va publicar va ser El parasisolo, manuscrit de 109 fulles sobre aritmètica avançada.[80]

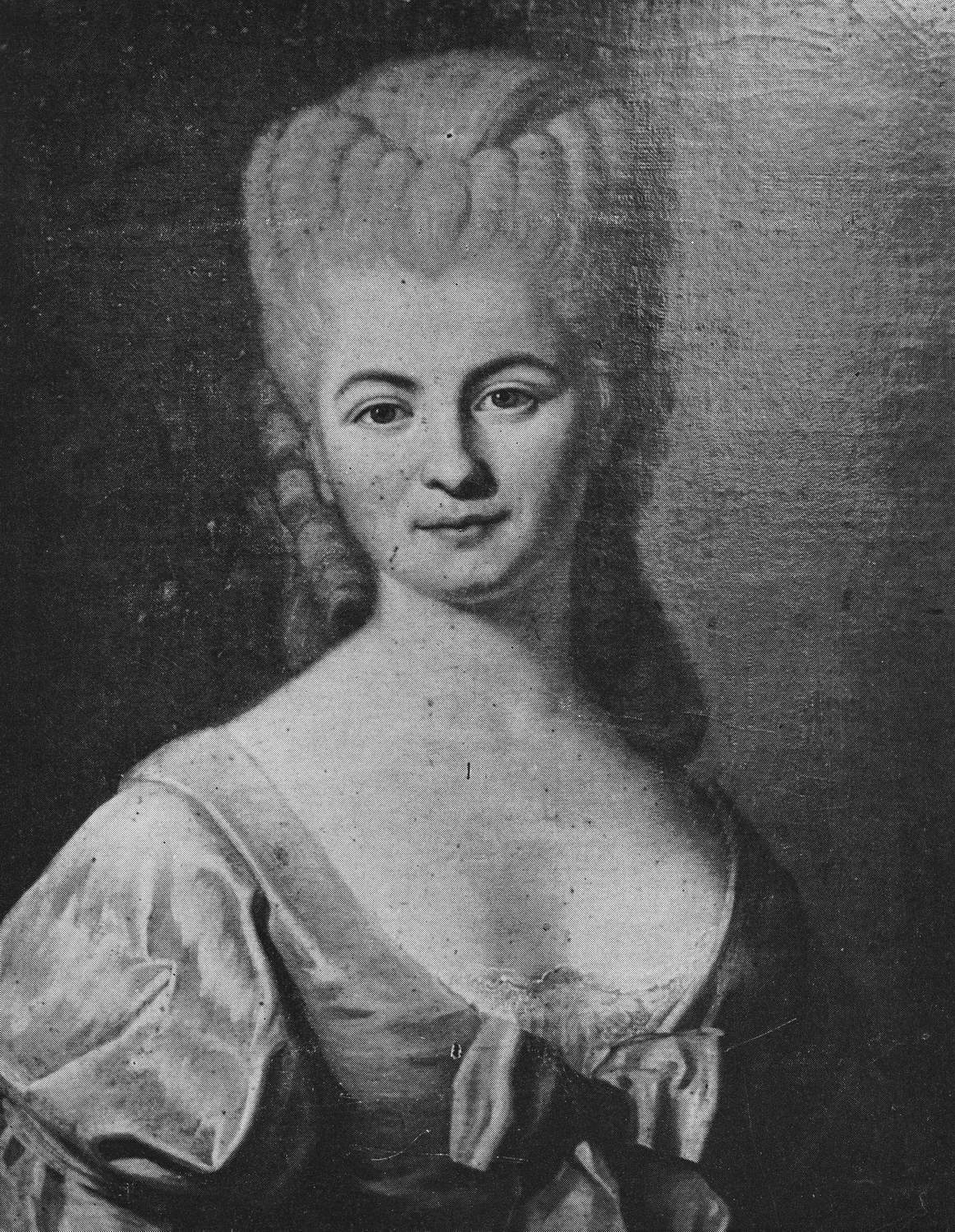
Nicole-Regni Lepaute

- Nicole-Reine Etable Lepaute (1723-1788) matemàtica i astrònoma francesa.[81] Gran Nicole-Regni Lepautecalculadora, va col·laborar amb el matemàtic Alexis Clairaut i l'astrònom Jérôme Lalande per verificar les prediccions d'Edmond Halley sobre el retorn del cometa (13 d'abril de 1759). L'any 1759, Lalande la va involucrar en els càlculs de taules i efemèrides astronòmiques, el que va permetre a Nicole-Reine Etable Lepaute l'entrada en la Académie de Béziers com a membre associat.[82]
- Diamante Medaglia Faini (1724-1770) poeta y filósofa natural italiana.[83] Quan encara era molt jove, va començar a compondre sonets d'amor apassionats i  canzoni  modelats estilísticament sobre els seus preuats poetes toscans. El seu pare es va oposar a la seva vocació poètica i de la creixent publicitat que portava, per la qual cosa li va concertar un matrimoni. Un cop casada ja va realitzar poca activitat de creació poètica i va recórrer com a nova font d'inspiració gratificant, a la "nova" ciència i filosofia, centrant els seus interessos en l'astronomia, la filosofia, les matemàtiques i la física. També va ser molt vehement en la defensa de l'educació de les dones, el 5 de maig de 1763, es va presentar davant l'acadèmia bresciana, a la qual pertanyia, per defensar enèrgicament l'educació de la dona en tots els àmbits, inclòs el científic[62]

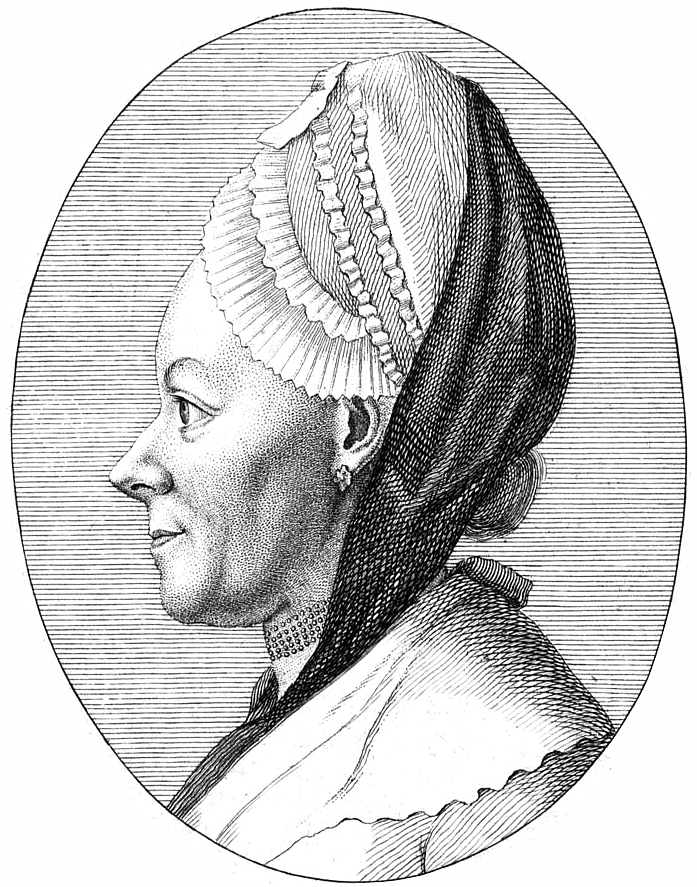
Anna Barbara Reinhart

- Anna Barbara Reinhart (1730-1796) matemàtica suïssa.[84] Va estudiar de manera autodidàctica les obres de Leonhard Euler, Gabriel Cramer i Joseph-Jérome Lalande, entre d'altres. Ensenyava matemàtiques i era consultada per altres científics: Daniel Bernoulli la considerava entre els grans matemàtics del seu temps. Els seus manuscrits, que contenien notes sobre els Principia d'Isaac Newton, es van perdre després de la seva mort; però es conserven les seves cartes al matemàtic suís Christoph Jezler.[85] Des de 2003, un carrer porta el seu nom a la seva ciutat natal, Winterthur.[86]
- Maria Angela Ardinghelli (1730-1825) matemàtica, física i traductora napolitana.[87] Se la coneix fonamentalment perquè va traduir a l'italià dos treballs del fisiòleg i químic Stephen Hales (1677-1761): Haemastaticks i Vegetable Staticks. El seu pare es va ocupar de la seva educació i als catorze anys parlava fluidament en llatí. Va estudiar filosofia, física i matemàtiques amb els científics Pietro Della Torre i Vito Caravelli. També va estudiar anglès i francès. Va ser corresponsal i membre de l'Acadèmia Francesa de les Ciències.[88]
- Cristina Roccati (1732-1797) poeta, física i matemàtica italiana.[61] Després d'obtenir el consentiment patern, l'any 1747 es va traslladar a Bolonya per estudiar filosofia natural. Va ser admesa a la Universitat, convertint-se en la primera estudiant no bolonyesa. Allà va assistir a diversos cursos, inclosos els de lògica, geometria, metafísica; també es va acostar a la meteorologia i l'astronomia, però va seguir interessada més en la física i les ciències naturals. En aquests anys els seus versos van aparèixer en diverses col·leccions i la fama de "poeta", de la qual havia gaudit en la seva ciutat natal, Rovigo, també la va obtenir a Bolonya; tant que va obtenir el càrrec de "Consellera de la Nació Veneciana" (un reconeixement molt prestigiós per a una estudiant de la Universitat de Bolonya). El 1751 es va llicenciar en Filosofia i es va traslladar a Pàdua per perfeccionar la seva trajectòria científica amb l'estudi de la física newtoniana, grega i hebrea, mentre seguia cultivant els seus interessos literaris i component versos. El 30 de desembre de 1749 fou acceptada com a membre de l'Accademia dei Concordi i el 1754 es va convertir en presidenta de la mateixa. Fins a l'any 1777, treballa com a professora de física a l'Accademia dei Concordi, a la qual, des de 1751, es va incorporar l'Institut de Ciències. La passió per la difusió i la investigació la reflecteix en les seves conferències, en què queda patent el seu rebuig de l'aristotelisme, s'expressa en termes decididament copernicans i galileans. Els pilars fonamentals de la seva preparació i les seves conviccions estan arrelats en el treball newtonià i en la producció científica de l'època.[89]
- Louise du Pierry (1746-1789), de nom complet Louise Elisabeth Felicite Pourra de la Maleleine du Pièry, va ser una astrònoma francesa. Succeeix a Nicole-Reine Lepaute en els treballs amb Lalande. Va ser la primera dona que es coneix que va ser professora a la Sorbona de París: el 1789 va impartir cursos públics d'astronomia per a dones en la Sorbona -Cours d'astronomie ouvert pour les dames et mis à leur portée-.[90] A ella li dedica Lalande la seva obra Astronomia de Dames -resum del curs sobre astronomia per a dames realitzat a París en 1789- on la qualifica de "la dona més educada que conec".[91]

### Nascudes en la segona meitat delseglexviii(1751-1800)

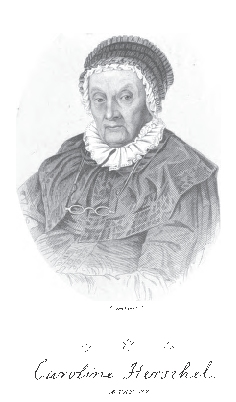
Caroline Herschel

- Caroline Lucretia Herschel (1750-1848) astrònoma alemanya.[92] Va treballar amb el seu germà William Herschel (1738-1822), ajudant-lo tant en l'elaboració dels seus telescopis com en les seves observacions, mentre aquest va viure, però a la mort de William ella va continuar treballant de manera independent. Va descobrir vuit estels, tres nebuloses i va elaborar diversos catàlegs.[93] Va completar el seu catàleg de 2500 nebuloses i, en 1828, la Royal Astronomical Society li va atorgar la seva medalla d'or per aquest treball.[94]

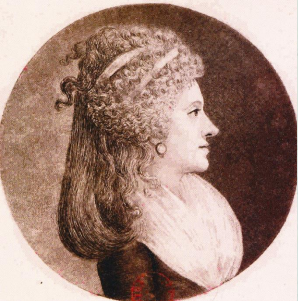
Jeanne-Amélie de Lalande

- Wang Zhenyi (1768-1797) va ser una científica de la dinastia Qing que va destacar sobretot en matemàtiques i astronomia, però que també va sobresortir en poesia, geografia i medicina.[95][96] Després de la seva prematura mort, als 29 anys, un famós erudit d'aquella època, anomenat Qian Yiji (1783-1850), va recopilar els seus treballs en un llibre anomenat Shusuan jiancun (Simples Principis del Càlcul) on es poden trobar articles com «L'explicació del Teorema de Pitàgores i la trigonometria», «Sobre la longitud i els estels», «Sobre l'explicació dels eclipsis lunars», Jeanne-Amélie de Lalande«L'explicació de l'eclipsi Solar» o «Sobre la processó dels equinoccis». També va dedicar temps a facilitar l'estudi a les següents generacions, va reescriure el llibre del matemàtic, pel qual sentia gran admiració, Mey Wending (1633-1721) titulat «Principi del Càlcul», amb un llenguatge més senzill i el va titular «Les bases del Càlcul»; i amb 24 anys va escriure un altre llibre anomenat «Els simples principis del càlcul» en el qual va simplificar les multiplicacions i les divisions per fer que les matemàtiques fossin més fàcils i, per tant, més divertides.[97] L'any 1994, la Unió Astronòmica Internacional va nomenar un cràter de Venus en el seu honor.[98]
- Marie-Jeanne-Amélie Harlay Lefrançais de Lalande (1768-1832) va ser una astrònoma i matemàtica francesa.[99] Una de les seves filles, Caroline, va néixer el 20 de gener de 1790 -dia en el qual el cometa descobert per Caroline Herschel va ser visible per primera vegada a París- va rebre el nom precisament en honor de la descobridora del cometa. Va col·laborar amb Lalande en l'Observatori de París, va fer classes d'astronomia a París i va treballar tant de forma independent com amb el seu espòs.[9]

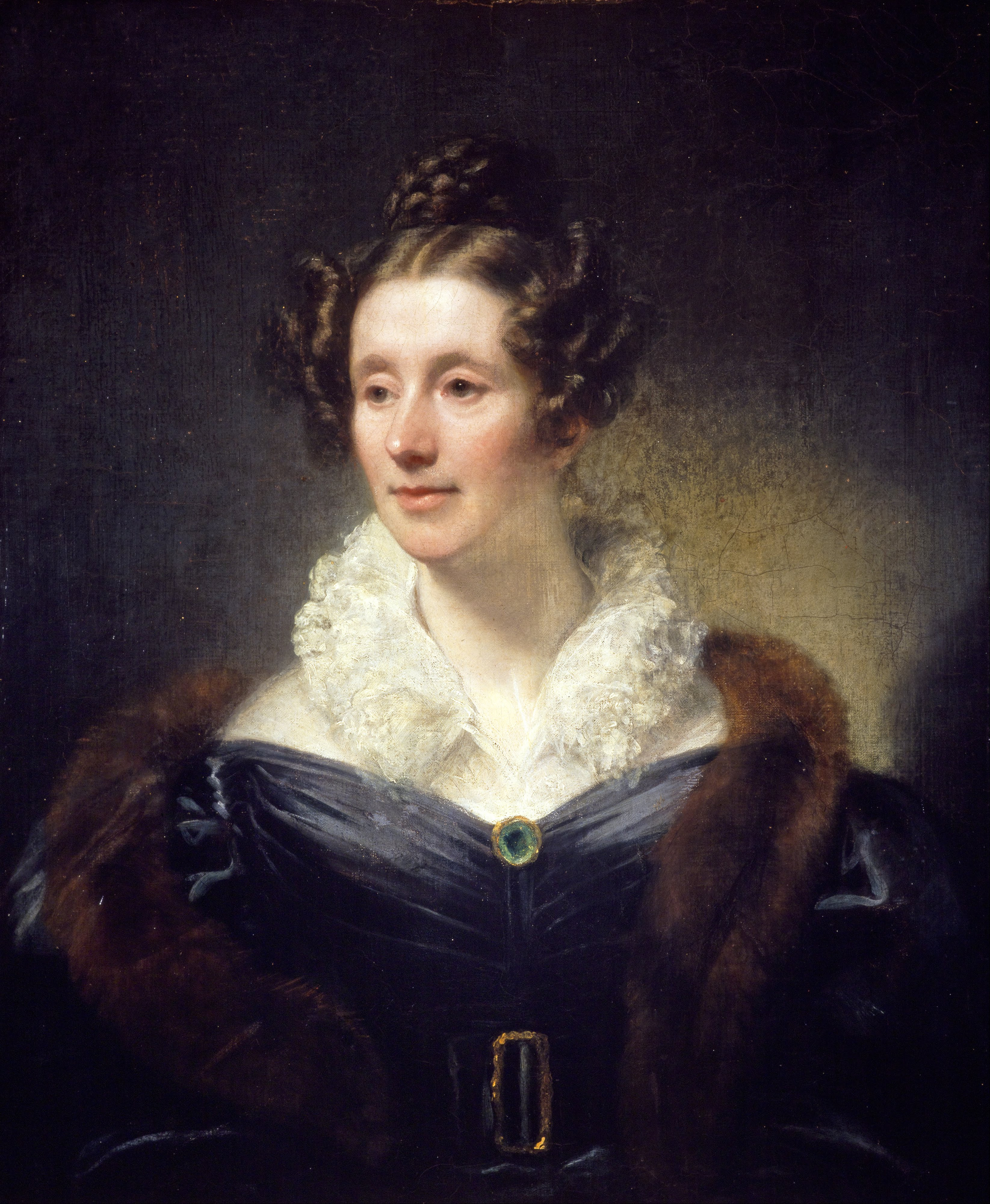
Mary Somerville, "la reina de les ciències del "

- Sophie Germain (1776-1831) matemàtica francesa.[100] Va realitzar importants contribucions a la teoria de nombres i la teoria de la elasticitat.[101] Els seus treballs més importants van ser a Teoria de Nombres -amb l'estudi dels quals es denominen nombres primers de Germain- i en la Teoria de l'Elasticitat -sobre les vibracions de les superfícies elàstiques-. El 1816 va guanyar el concurs de l'Acadèmia Francesa de les Ciències, amb el treball que tenia per títol «Mémoire sur les Vibrations des Surfaces Élastiques».[102] Va estudiar i va aprendre a pesar de l'oposició de la seva família. Els seus sabers procedien dels llibres de la biblioteca del seu pare i de la correspondència que va mantenir (sota pseudònim) amb eminents matemàtics com Joseph-Louis Lagrange, Adrien-Marie Legendre o Karl Friedrich Gauss.[103]
- Mary Fairfax Greig Somerville (1780-1872) matemàtica i astrònoma escocesa.[104] Mentora d'Ada Lovelace, va traduir i va popularitzar la Mécanique Céleste de Pierre-Simon Laplace en 1831.[105] En totes les seves obres, va desenvolupar les aportacions matemàtiques necessàries per a una millor comprensió de les teories exposades. El seu estil, rigorós, senzill i didàctic, va afavorir l'enorme èxit dels seus treballs i la consideració que va ser objecte per part de la comunitat científica al segle xix.[106] Entre les seves moltes publicacions, en La connexió de les Ciències Físiques (1834) va intuir l'existència d'un planeta -Neptú- que altera l'òrbita d'Urà.[107]

## Revolució industrial (s. XIX)

### La situació de les dones: L'àngel de la llar

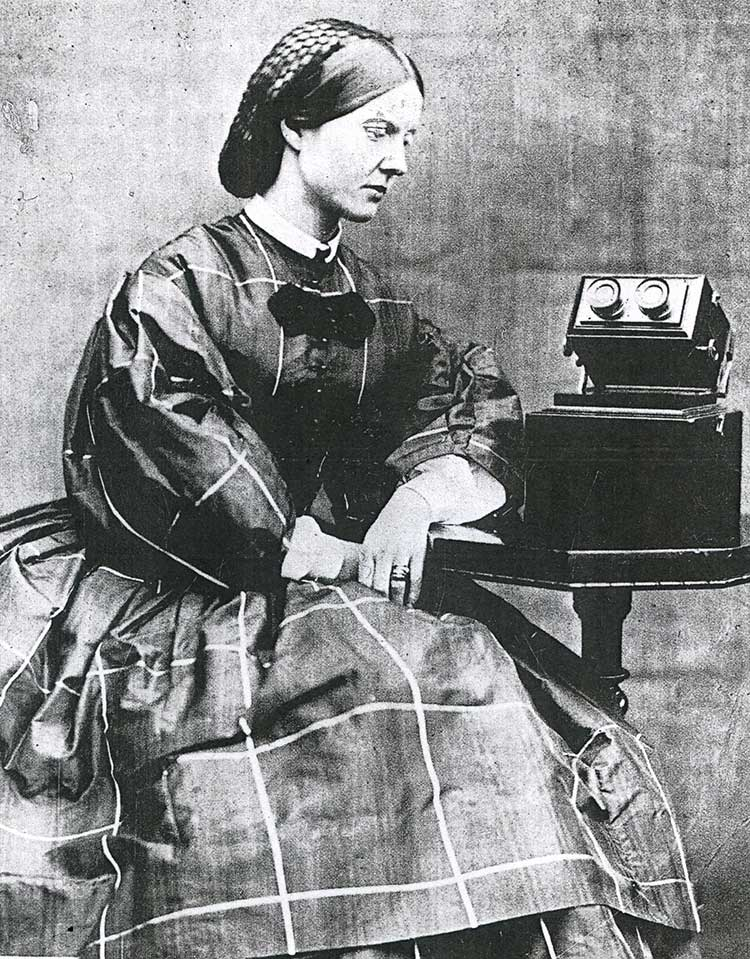
Mary Ward

Es coneix com a «Segle de la Ciència» al temps comprès entre 1789, començament de la Revolució Francesa, i 1914, començament de la Primera Guerra Mundial, moment en què la ciència va aconseguir la seva majoria d'edat. La Revolució Francesa s'emmarca en el cicle de transformacions polítiques i econòmiques que van donar lloc a la fi de l'edat moderna i el començament de l'edat contemporània. Abasta 10 anys (1789-1799), durant els quals es van establir a Europa noves formes d'organització política, social i econòmica, van aparèixer nous usos i costums i van triomfar noves formes de pensament i noves tendències espirituals. Va ser un moment clau en la història de les dones. Aquestes esperaven un canvi en la seva posició en la societat a causa de les expectatives despertades per la Revolució, però la situació de les dones es va quedar en el mateix nucli que venia ocupant sense qüestionar el seu paper polític en la societat. El lloc que la dona hauria d'ocupar en la societat i no només en l'ordre domèstic, va ser un plantejament que va estar present. Considerar que la dona podria ocupar un lloc en la societat, va constituir tot un descobriment, però aquest descobriment no es va traduir en solucions revolucionàries, ni es van experimentar canvis en la perspectiva de la vida de la dona. Durant gran part del segle XIX l'educació de les nenes va continuar sotmesa als models establerts pel costum. Els homes van continuar tenint com a destinació la vida pública, els treballs de les armes i de les lleis. Les dones van continuar sent educades per ocupar-se de la llar i la vida conjugal. La societat passava de ser rural a industrial, i en conseqüència a ser científica i tecnològica. Es va professionalitzar l'ocupació científica amb tots els requisits que això comporta: formació institucionalitzada i reglamentada, llocs de treball remunerats, avaluació i reconeixement social. La ciència es va dividir i va organitzar per especialitats, formant una estructura que en gran manera prefigurava la que posteriorment adoptaria al segle XX. Els científics van prendre consciència del seu lloc en la societat com a classe professional, van reclamar llocs remunerats en l'ensenyament i en la indústria. Al costat del seu creixement i desenvolupament, la ciència va guanyar prestigi i influència. Va reprendre la seva imatge clàssica d'objectivitat, veracitat i motor de progrés, virtuts que en bona part es van estendre als científics. Al segle xix es van configurar i començar a adquirir pes acadèmic disciplines dedicades a l'estudi de l'ésser humà i de la societat: Psicologia, Sociologia i Antropologia. El segle veuria també el naixement de l'Estadística Social i de la Geografia humana.

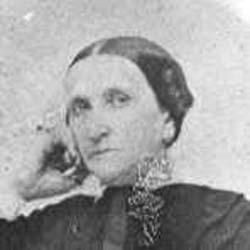
Caterina Scarpellini

Des de la Il·lustració, les successives revolucions liberals van ampliar la categoria de ciutadania a sectors socials exclosos del seu exercici, però van fonamentar la conceptualització dels drets polítics i de ciutadania en l'exclusió femenina i en la universalització de la norma masculina. A més, el discurs de gènere va consolidar com a valor cultural de la modernitat la idea de la separació entre l'espai públic, assignat als homes, i el privat, a les dones. L'home va quedar adscrit al món públic, és a dir a l'àmbit del laboral, de la política, de la ciència; mentre que la dona, presentada com «l'àngel de la llar», quedava sotmesa a un rígid sistema patriarcal de valors orientat a aconseguir de les dones submissió i obediència al marit. Al temps que aquest ideal constituïa una manera de preservar la institució burgesa més preuada: la família, la dona quedava relegada a l'àmbit domèstic. Aquest model es va correspondre amb el nou model social, és a dir, el de la burgesia i el de la dona burgesa, mare i esposa.

### Les Acadèmies
Un altre dels motius que permeten entendre el procés d'expulsió de les dones de l'àmbit científic és la fundació de les acadèmies durant els segles xviii i xix. La formació de les primeres persones científiques -tant homes com dones- no depenia de les universitats, sinó de la pràctica directa i de l'intercanvi d'idees, que tenien lloc en tallers, salons, observatoris i laboratoris casolans. Durant l'arrencada de la modernitat, moltes dones van fer aportacions destacades als sabers clàssics de les matemàtiques, l'alquímia, l'herbolària o la filosofia, i van participar en la fundació de disciplines naixents com l'astronomia, l'entomologia, la botànica o la geologia.

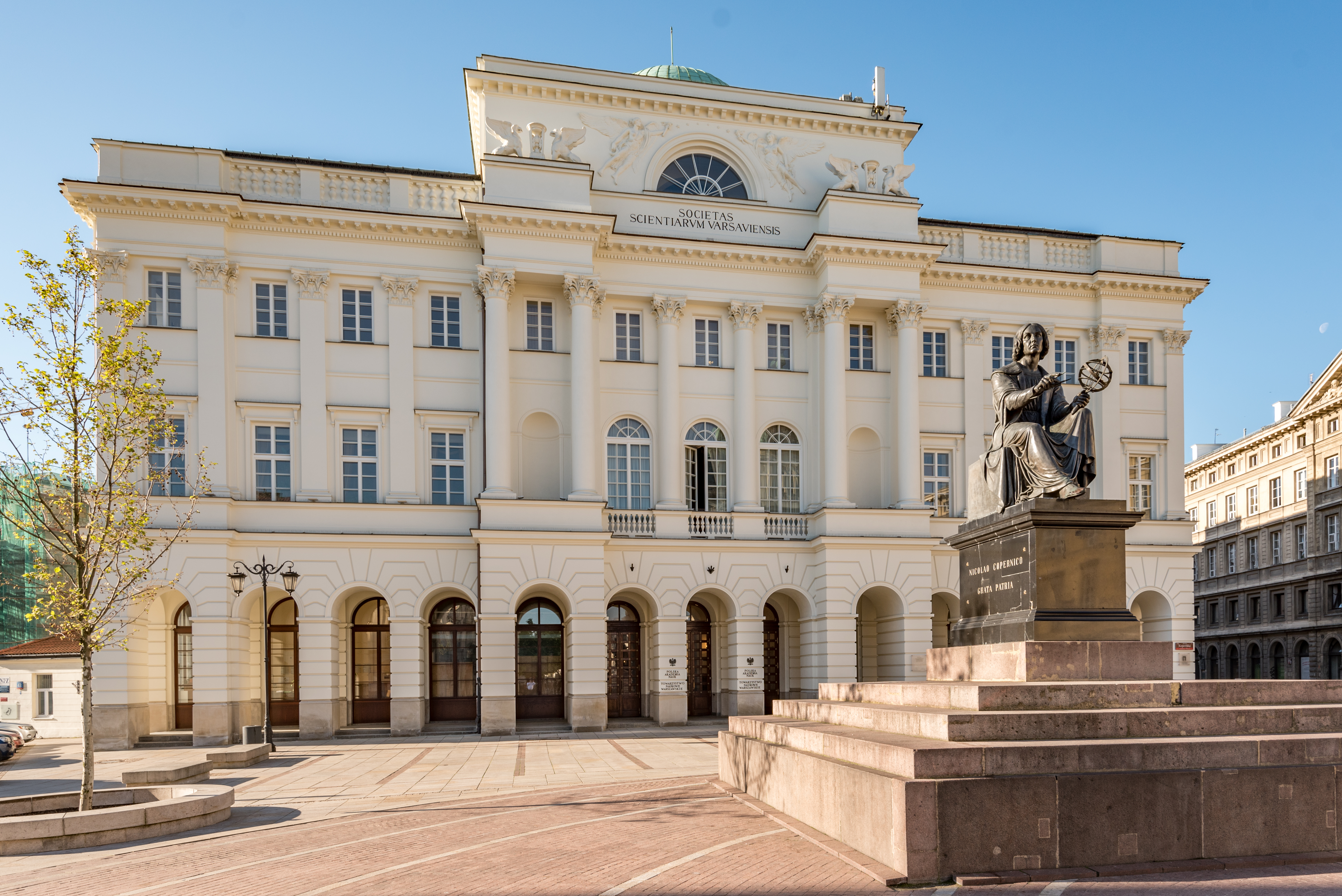
alt =Acadèmia Polonesa de Ciències i el Monument de Nicolau Copèrnic, Varsòvia, Polònia.

Abans de la professionalització de les velles i noves especialitats, la participació epistemològica i pràctica en el desenvolupament del saber no requeria l'ostentació de credencials; la majoria dels homes i dones que van liderar la revolució científica eren  amateurs  i diletants que aprofitaven els seus petits tallers per instal·lar laboratoris improvisats, armaven els seus propis instruments òptics als terrats dels seus habitatges, o emprenien expedicions de descobriment per terres ignotes. Tot ho feien per compte propi, sense la subvenció d'institucions acadèmiques i amb la llibertat suficient per permetre que germanes, filles, esposes i mares estiguessin presents en el procés de treball d'aquestes empreses, o que les vídues i òrfenes prosseguissin amb els esforços familiars. Però l'impuls determinant de la investigació científica va radicar en la conformació d'institucions formals: per una banda, les acadèmies, i de l'altra, l'aparició de les professions. Les dues instàncies van funcionar com a mecanismes decisius per a l'exclusió femenina. El paradoxal és que, en el moment de fundació de les acadèmies de ciències al llarg i ample d'Europa, hi havia una quantitat important de dones que haguessin pertanyut per mèrit propi a aquests organismes -i haurien llavors gaudit dels emoluments que aquestes institucions aportaven -, però que no van ser admeses pel fet de ser dones. Per exemple, Maria Winkelmann no va ingressar a l'Acadèmia de Ciències de Berlín a causa d'arguments com l'exposat per Jablonski a Leibniz en una carta de 1710: «Heu de ser conscient que la decisió que aviat s'haurà de prendre podria ser presa com precedent. En principi som de l'opinió que aquest cas ha de ser jutjat no solament pels seus presents mèrits sinó també per com podria ser-ho des d'ara, ja que el que li concedim a ella ara podria servir d'exemple per al futur».
En aquest context, tant la professionalització de les disciplines com la implantació de les primeres acadèmies científiques, va tenir com a conseqüència l'expulsió explícita i flagrant de les dones. És a dir, l'origen de la ciència, com a moment cardinal de la modernitat, testifica la participació d'una important quantitat de dones que van haver de ser activament expulsades o marginades a partir de l'aplicació de les polítiques d'institucionalització de les acadèmies i de les professions. Va ser la institucionalització del projecte científic el que va instaurar les regulacions a partir de les quals es va expulsar les primeres científiques dels espais acadèmics i universitaris.

### «L'origen de l'home»: Resposta feminista
També en aquest segle xix es va iniciar una pseudociència que intentava «provar» la inferioritat intel·lectual de les dones, i especialment que les dones eren intel·lectualment i moralment incapaces de dur a terme treball científic. Probablement això va tenir molt a veure amb l'aparició l'any 1859 de la teoria de l'evolució de Charles Darwin (1809- 1882), ja que un aspecte destacat de la mateixa va ser el profund biaix sexista -aplicat a l'àmbit del gènere humà, de què no tenien els estudis evolutius d'altres espècies- que impregnava a aquesta teoria. Com recull la professora Carolina Martínez Pulido en el seu article «Resposta femenina a L'origen de l'home de Charles Darwin», el contingut androcèntric dels arguments esgrimits pel cèlebre naturalista va fer que algunes notables dones estudioses reaccionessin públicament presentant objeccions davant tant insult; com ara les nord-americanes Antoinette B. Blackwell (1825 - 1920) i Eliza B. Gamble (1841 - 1920). Quatre anys més tard de la publicació de «L'origen de l'home i la selecció en relació amb el sexe» (1871) de C. Darwin, Antoinette B. Blackwell va publicar «Els sexes a través de la naturalesa», on analitzava l'obra del britànic, convertint-se en la primera dona a respondre amb argumentació científica sòlida al cèlebre científic. Gairebé que vint anys més tard que Antoinette B. Blackwell reivindiqués la igualtat entre els sexes, la també nord-americana Eliza B. Gamble va assumir una postura molt més radical. El 1893 Gamble va publicar un llibre titulat «L'evolució de la dona: una investigació sobre el dogma de la seva inferioritat davant l'home», on defensava sense embuts la superioritat del sexe femení sobre el masculí. Altres destacades personalitats que van realitzar aportacions a aquest debat van ser, entre d'altres, l'escriptora gallega Emilia Pardo Bazán (1851 - 1921), qui sostenia l'any 1877 que «la llei del més fort és nefasta per al sexe femení»; o la francesa Clémence Royer (1830 - 1902), primera traductora al francès i prologuista de l'obra de Darwin «L'origen de les espècies». Totes aquestes estudioses, clarament per davant del temps que els va tocar viure, es van atrevir a expressar en públic comentaris crítics sobre el paper que se li atorgava a les dones en una obra tan valorada i respectada com «L'origen de l'home».

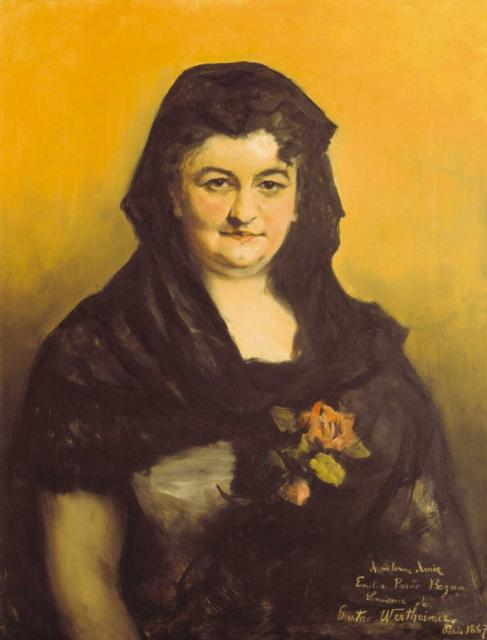
Emilia Pardo Bazán

Aquesta proscripció es va legitimar mitjançant un discurs sexista -continuador de la lògica del claustre medieval i de la misogínia imperant en èpoques anteriors- que legitimava la separació d'espais, ara basat en un paradigma naturalista. D'aquesta manera, el que a l'Antiguitat i en l'edat mitjana havia estat una possibilitat per a una mínima elit de dones, en la modernitat va esdevenir una impossibilitat generalitzada que declarava al conjunt del sexe femení incapacitat per al saber. Així es va difondre un imaginari cada vegada més sofisticat on s'atribuïa a les dones un paper primer marginal i després completament absent de la vida intel·lectual, per recloure-imaginàriament en l'espai domèstic, com si això fos natural i etern. Per consolidar aquesta expulsió l'àmbit acadèmic, universitari i científic, moltes de les aportacions femenines al coneixement van ser sistemàticament esborrades dels registres històrics i han requerit un minuciós treball de reconstrucció. Aquest procés va consistir en molts casos en haver negat a les dones l'autoria de les seves pròpies obres, atribuint aquestes erròniament a homes propers a elles -els seus confessors, germans, pares, marits o amants- o haver posat l'accent en les biografies socials o sexuals d'aquelles que van demostrar una genialitat incompatible amb aquest imaginari. El resultat de tal panorama impregnà les èpoques. Les dones van passar de nou a la invisibilitat, ja que les nocions de progrés i modernitat es van fer incompatibles amb les dones. Es van trigar gairebé dos segles a recuperar aquest paper perdut. Cal assenyalar que es poden trobar en textos històric-científics de segle xviii els noms i aportacions de dones com Hipàcia d'Alexandria, Ana Maria van Schurman, Lucrezia Marinella i altres, que van desaparèixer de reedicions posteriors al segle xix i que no van tornar a aparèixer fins que les investigacions sobre ciència i gènere, a partir dels anys vuitanta de segle passat, els van recuperar.

### Nascudes al primer quart delseglexix(1801-1825)

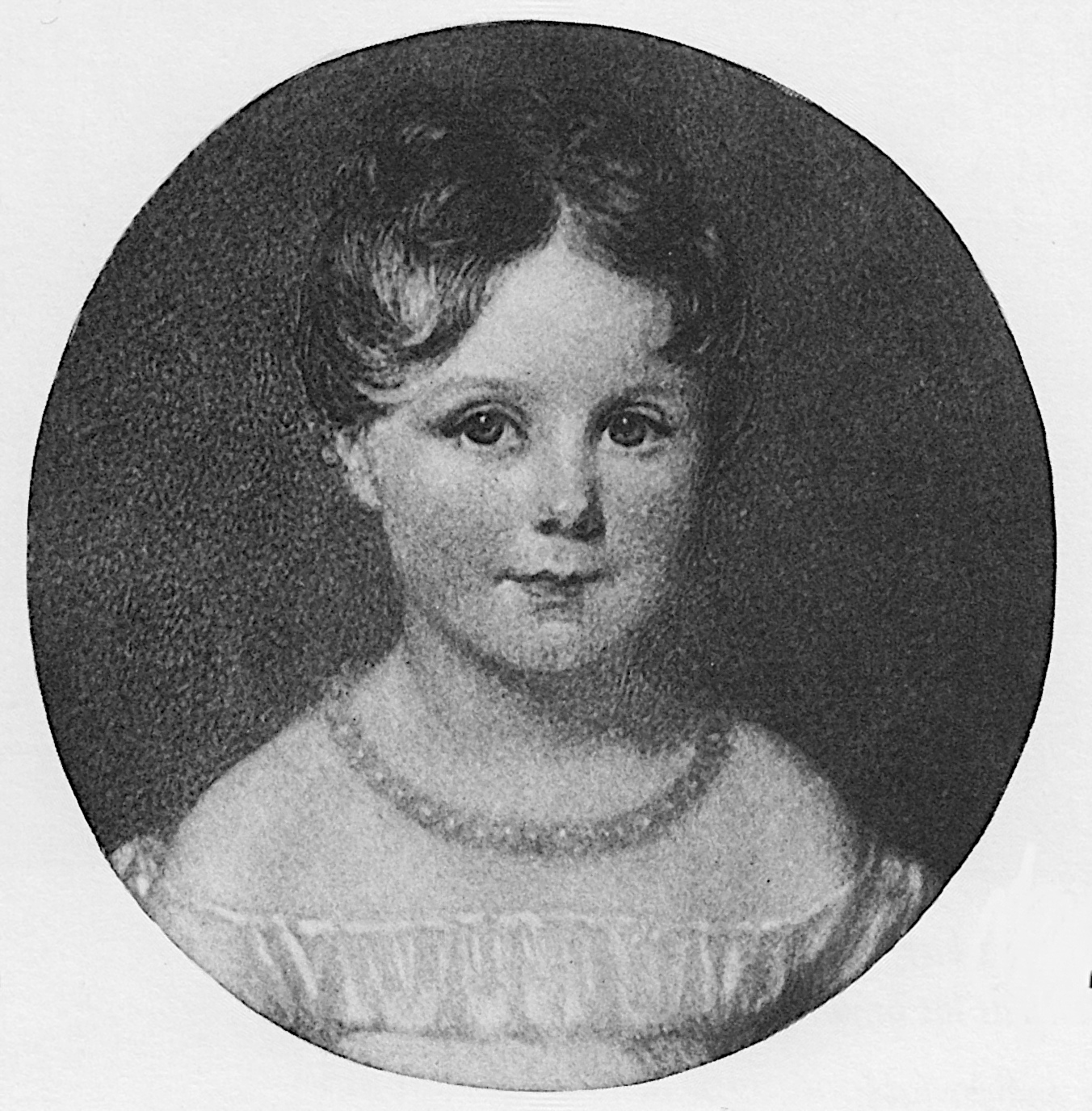
Ada Byron Lovelace

- Caterina Scarpellini (1808-1873) matemàtica, astrònoma i meteoròloga italiana. Va treballar a Roma amb el seu oncle, l'astrònom Feliciano Scarpellini. Va reunir dades relacionant fenòmens meteorològics i astronòmics; va descobrir un cometa en 1854.[113] L'any 1872, Itàlia li va concedir una medalla d'or pel treball que va realitzar en estadística. Un cràter de Venus porta el seu nom.
- Augusta Ada King, Comtessa de Lovelace (1815-1852) matemàtica britànica.[114] És coneguda principalment pel seu treball sobre la màquina analítica de Charles Babbage.[115] Va deduir i va vaticinar la capacitat dels ordinadors per sobrepassar els simples càlculs numèrics, mentre que uns altres –inclòs Babbage– es van centrar només en aquestes capacitats.[116]

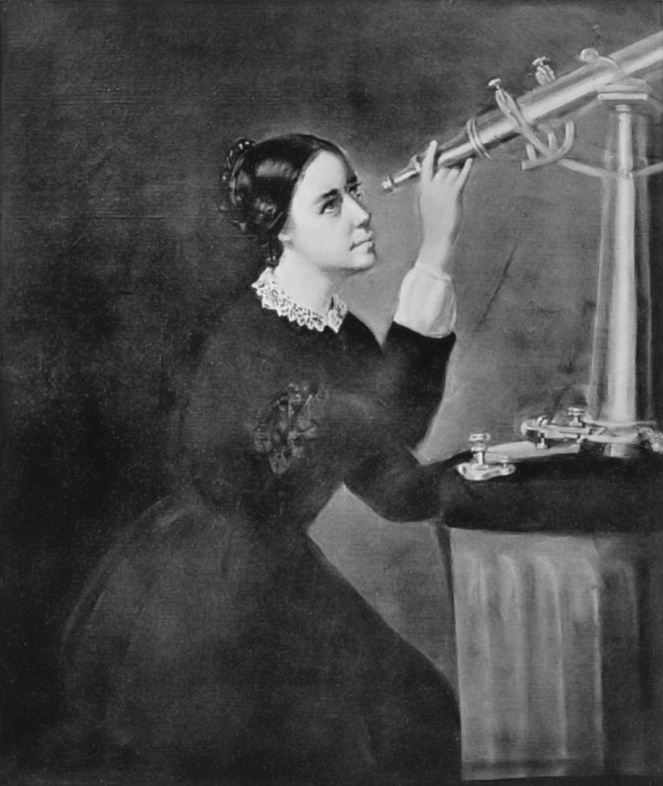
Maria Mitchell

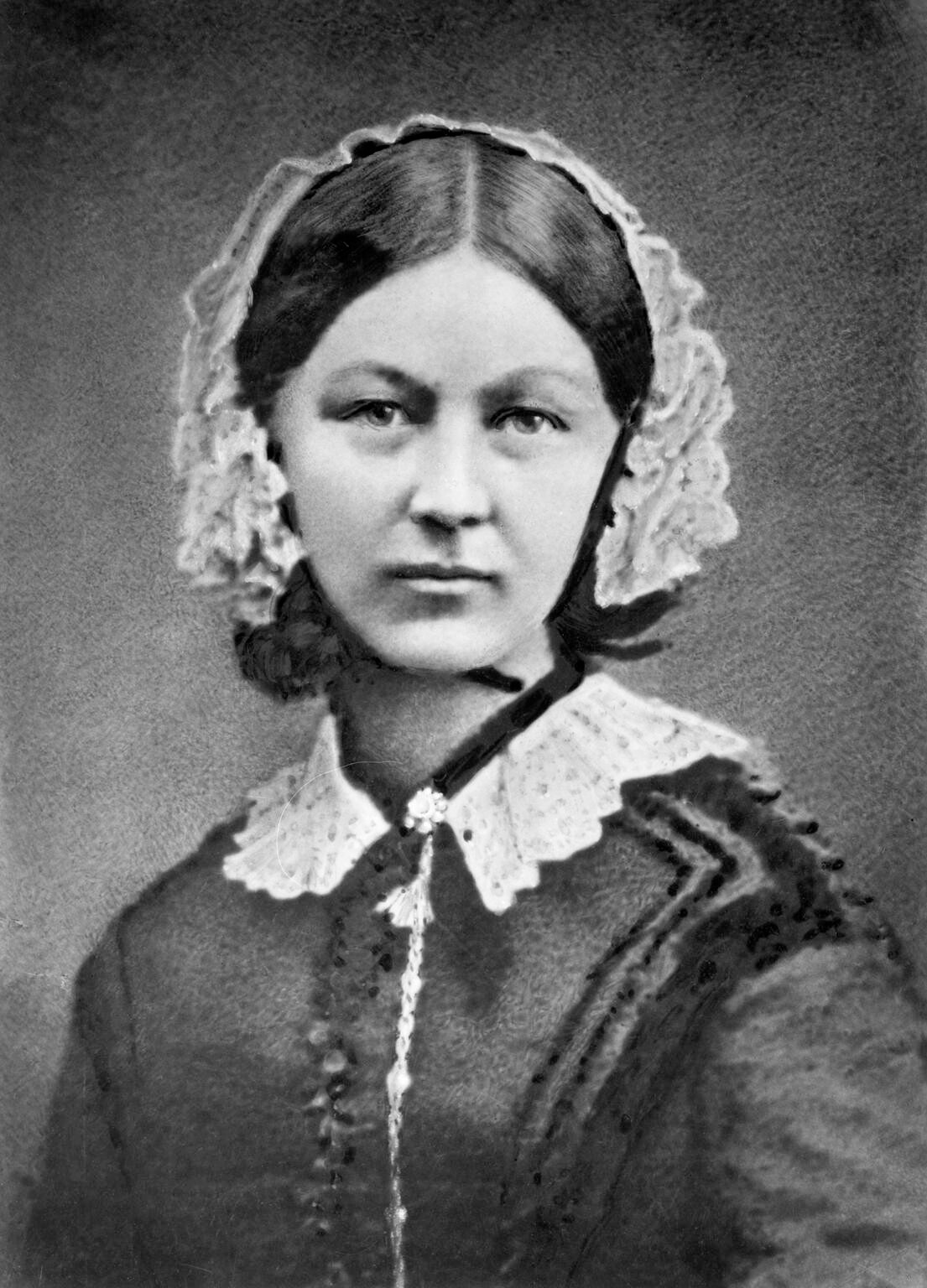
Florence Nightingale

- Maria MitchellMaria Mitchell (1818-1889) astrònoma nord-americana.[117] Hom la considera la primera astrònoma acadèmica d'Estats Florence NightingaleUnits i és una referència per a la ciència d'aquest país. Va col·laborar amb el United States Naval Observatory, calculant taules sobre la posició de Venus. Va descobrir el cometa Mitchell.[118]
- Florence Nightingale (1820-1910) infermera i estadística britànica.[119] Va ser pionera en la pràctica de la infermeria i notable estadística, precursora en la representació visual de la informació. Amb les seves tècniques, va evidenciar que l'estadística proporciona un àmbit d'organització per contrastar i aprendre, i pot portar a millores en les pràctiques quirúrgiques i metgesses. Cada 12 de maig, coincidint amb l'aniversari del seu naixement, se celebra el Dia Internacional de les Infermeres.[120]

### Nascudes al segon quart delseglexix(1826-1850)

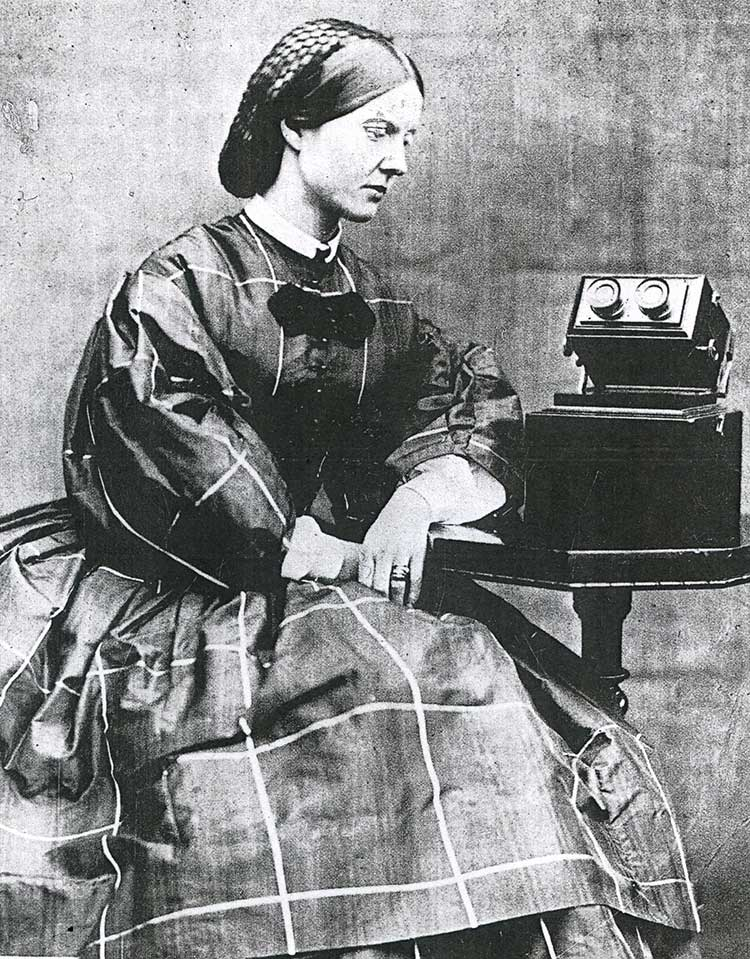
Mary Ward

- Mary WardMary Ward (1827-1869) astrònoma i artista irlandesa.[121] Astrònoma amateur, compartia aquest interès amb el seu cosí William Parsons, constructor del gran telescopi reflector Leviatán. Mary va dibuixar esbossos de cada etapa del procés de construcció, esbossos que es van utilitzar per ajudar en la restauració del telescopi. També es va dedicar a la microscopía, realitzant les seves pròpies diapositives a partir de fils d'ivori i preparant els seus propis espècimens (fonamentalment d'insectes).[122]
- Mary Everest Boole (1832 - 1916) pedagoga i matemàtica britànica.[123] Casada amb George Boole (1815-1864), va cooperar amb ell en el llibre An investigation of the laws of thought. Aquest llibre es va publicar en 1854 i va suposar una revolució entre matemàtics i pensadors de l'època.[124] A la mort de George, Mary va començar a fer classes usant el mètode didàctic de Déplace amb les seves aportacions pròpies. Estava interessada a mostrar com les activitats ordinàries del dia a dia preparen als nens a aprendre matemàtiques. Mary també va inventar la «geometria de la corda» i les anomenades «cartes de Boole», que ajuden a l'alumnat a aprendre la geometria dels angles i els espais.[125]Helen Almira Shafer

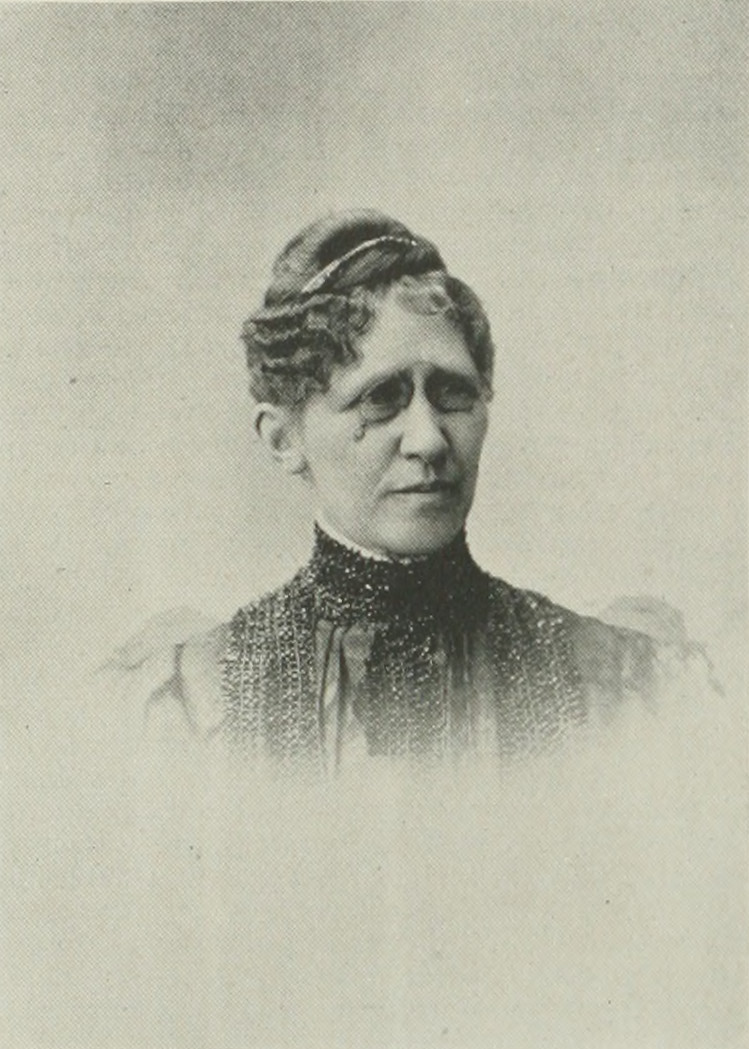
Helen Almira Shafer

- Helen Almira Shafer (1839-1894) matemàtica i educadora nord-americana.[126] Després de graduar-se a l'Oberlin College el 1863, va ser professora de matemàtiques en el Central High School de St. Louis (Missouri, EE.UU.) de 1865 a 1875. L'any 1877 va entrar com a professora de matemàtiques en el Wellesley College (Massachusetts, EE.UU.), i va ser presidenta d'aquesta institució fins a la seva mort.[127] Susan J. Cunningham

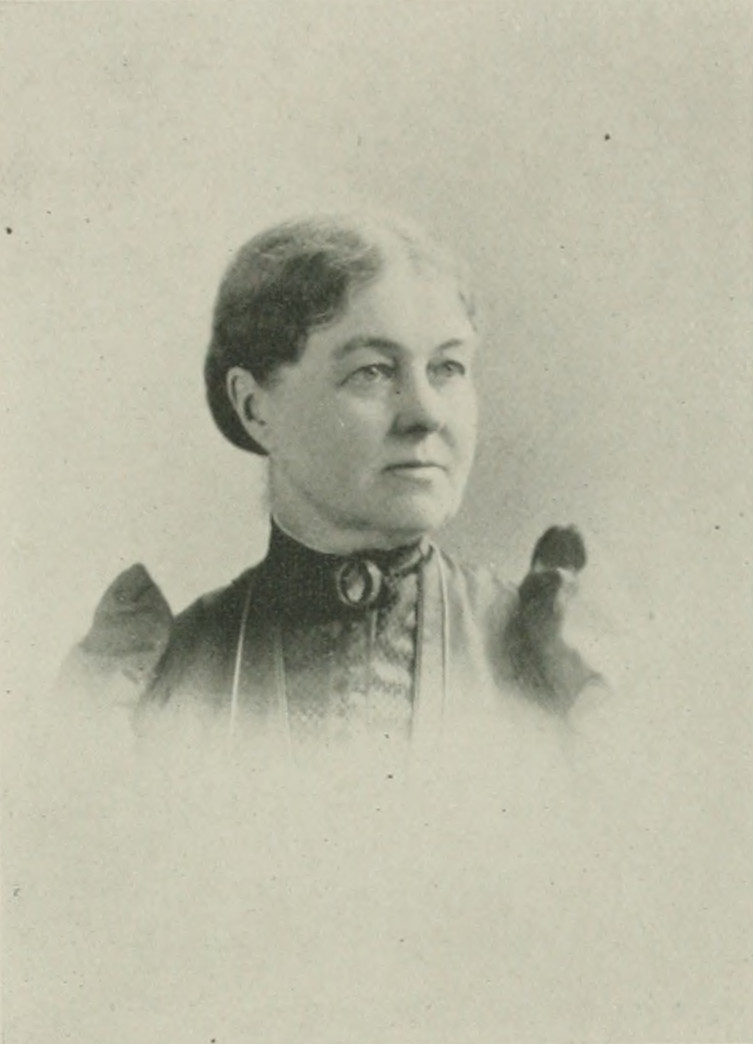
Susan J. Cunningham

- Agnes Mary Clerke (1842-1907) astrònoma i divulgadora irlandesa.[128] Va aconseguir fama mundial l'any 1885 amb la publicació del seu tractat A Popular History of Astronomy during the Nineteenth Century. No va ser una astrònoma «de camp», sinó que va recopilar, va interpretar i va resumir resultats de la recerca astronòmica. L'any 1888 va passar tres mesos en l'Observatori del Cap –convidada pel seu director David Gill–, on es va familiaritzar amb l'espectroscòpia, la qual cosa li va permetre escriure amb claredat sobre aquesta nova branca de la ciència.[129]Agnes Mary Clerke

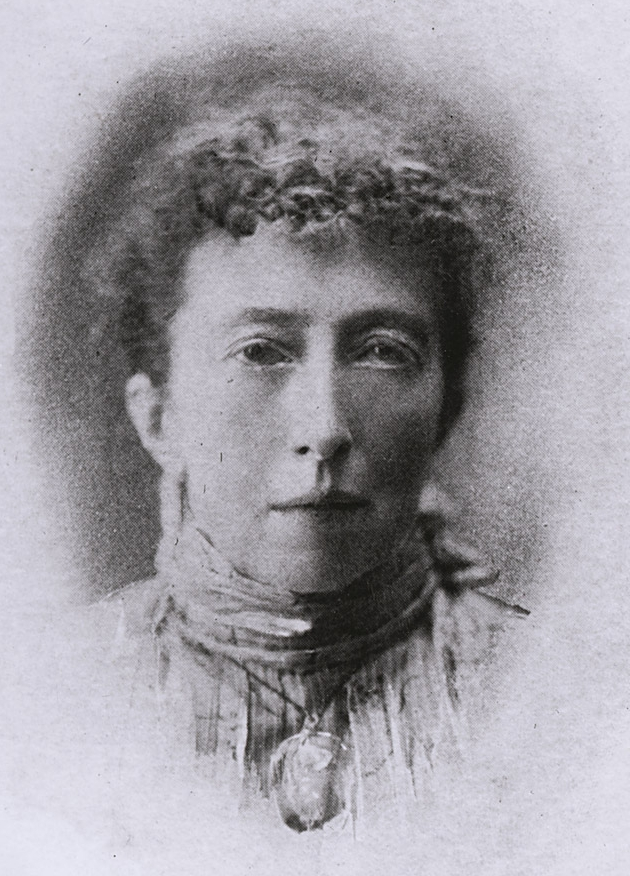
Agnes Mary Clerke

- Susan Jane Cunningham (1842-1921) matemàtica i astrònoma nord-americana.[130] Va ser una persona clau en la fundació i desenvolupament del Swarthmore College. Va estudiar matemàtiques i astronomia amb Maria Mitchell en el Vassar College.[131]

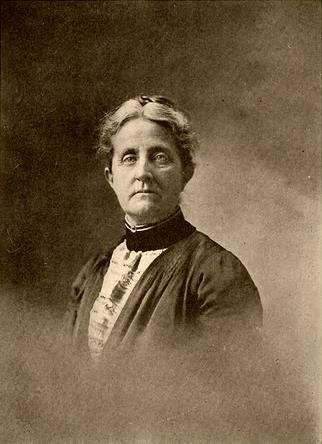
Mary W. Whitney

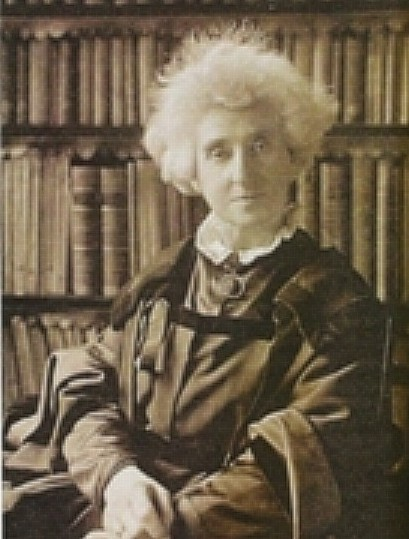
Margaret L. Huggins

- Mary W. WhitneyMary Watson Whitney (1847-1921) astrònoma nord-americana.[132] Va aprendre de Maria Mitchell i durant 22 anys va ser la responsable del Vassar Observatory : es van publicar 102 articles científics sota la seva direcció. L'any 1872 va obtenir Margaret L. Hugginsun mestratge en la Vassar University. Posteriorment va estudiar matemàtiques i mecànica celeste a la Universitat de Zürich, Suïssa, (1873-1876).[133] A partir d'aquest moment es va centrar en l'ensenyament i la recerca relacionada amb els estels dobles, estels variables, asteroides, estels i mesures de cúmuls d'estels mitjançant plaques fotogràfiques.[134]
- Margaret Lindsay Huggins (1848-1915) astrònoma britànica d'origen irlandès.[135] Al costat del seu marit, l'astrònom William Huggins (1824-1910), va ser una pionera en espectroscòpia, publicant l'Atles of Representative Stellar Spectra (en 1899).[136]

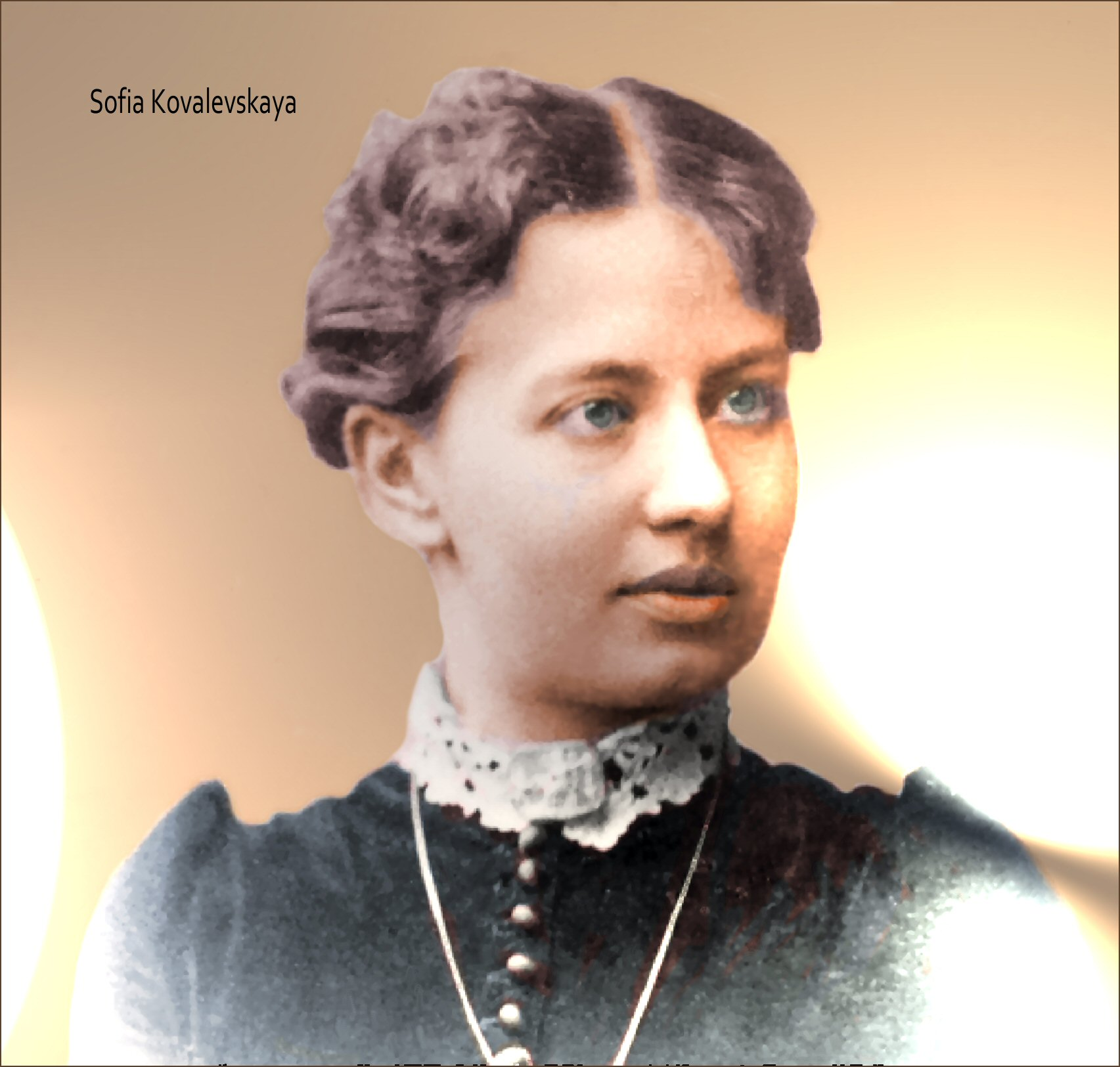
Sófia Kovalévskaia

- Sófia Kovalévskaia (1850-1891) matemàtica russa.[137] No només va ser una gran matemàtica, sinó també escriptora i defensora dels drets de les dones al segle xix.[138] Potser la seva aportació més coneguda sigui el teorema de Cauchy-Kovalevskaya[139] sobre equacions diferencials. Durant l'etapa de Berlín al costat de Karl Weiestrass, va fer tres treballs de recerca: «Sobre la teoria d'equacions en derivades parcials», «Suplements i observacions a les recerques de Laplace sobre la forma dels anells de Saturn» i «Sobre la reducció d'una determinada classe d'integrals abelianes de tercer ordre a les integrals el·líptiques», amb els quals va obtenir el seu grau de doctora l'any 1874.[140] L'any1888 va obtenir el Premi Bordin de l'Acadèmia de les Ciències francesa pel seu treball Mémoire sud un cas particulier du problème de le rotation d'un corps pesant autour d'un point fixe, où l'intégration s'effectue à l'aide des fonctions ultraelliptiques du temps.[141]

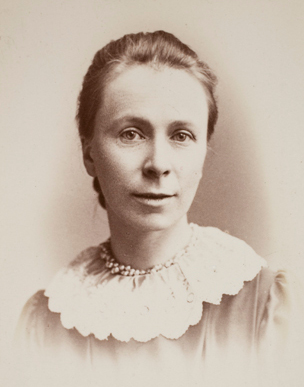
Sophie Bryant

- Sophie Willock Bryant (1850-1922) matemàtica, educadora i feminista britànica d'origen irlandès.[142] Va ser la primera dona a obtenir un grau en matemàtiques per la University of London (1881), on tres anys més tard va obtenir també el grau de doctora en ciències, convertint-se en la primera dona a obtenir un doctorat en ciències a Anglaterra. Va ser una de les tres primeres dones a entrar a formar part d'una Royal Commission –la comissió Bryce[143] en educació secundària entre 1894 i 1895– i una de les tres primeres dones a ser escollida pel Senat de la University of London.[144]

### Nascudes al tercer quart delseglexix(1851-1875)

#### 1851-1860
- Ellen Amanda Hayes (1851-1930) astrònoma i matemàtica nord-americana.[145] Autora de diversos llibres de text de matemàtiques. El seu treball científic més important es va centrar en l'astronomia: va calcular l'òrbita de l'asteroide 267 Tirza i va observar cometes i altres asteroides. Preocupada per la insuficient representació de les dones en matemàtiques i ciències, va ser activista en diferents causes socials.[146]
- Isis Pogson (1852-1945) astrònoma i meteoròloga britànica.[147] En 1860 l'astrònom Norman Pogson, el seu pare, va ser nomenat director de l'Observatori de Madràs i Isis va treballar allà com la seva assistent. L'any 1873, Isis va obtenir un lloc de «computadora» en l'observatori, on va treballar durant vint-i-cinc anys, també com superintendenta meteorològica. Va ser la primera dona nominada per entrar com a membre de la Royal Astronomical Society, i fou de les primeres a ser admesa, l'any 1920.[148]
- Hertha Marks Ayrton (1854-1923) enginyera, matemàtica, física i inventora britànica.[149] Ayrton va rebre la Medalla Hughes de la Royal Society en 1906 per les seves recerques experimentals sobre l'arc elèctric, i també sobre ones de sorra. Ayrton va ser membre actiu de la «Unió Social i Política de la Dona», així com membre fundador de la «Federació Internacional de Dones Universitàries» i de la «Unió Nacional de Treballadors Científics».[150]
- Ida Martha Metcalf (1857- 1952) matemàtica nord-americana.[151] En 1893 es va convertir en la segona dona nord-americana a rebre un doctorat en matemàtiques, amb una dissertació titulada «Dualitat geomètrica en espais». Durant un temps va ser assistent en la redacció de llibres de text matemàtics, exercicis d'àlgebra i trigonometria, i taules de logaritmes i interessos. També va treballar com a analista de seguretat en una oficina bancària a Nova York, i en el «Servei Civil» a l'Oficina del Contralor de la ciutat de Nova York, sent la primera dona a accedir a aquest lloc.[152]
- Williamina Fleming  (1857-1911) astrònoma nord-americana d'origen escocès.[153] Va dirigir a l'equip de dones calculadores del Harvard College Observatory d'Edward Charles Pickering. Va descobrir la nebulosa del Cap de Cavall, a més de gran quantitat de noves, nebuloses gasoses i estels variables.[154]
- Charlotte Angas Scott (1858-1931) matemàtica britànica.[155] Especialista en geometria analítica, va ser coeditora de la revista American Journal of Mathematics i cofundadora de l'American Mathematical Society de la que va ser vicepresidenta. Va ser una figura clau en l'accés de les dones a l'educació en matemàtiques.[156]
- Anna Julia Haywood Cooper (1858-1964) docent i matemàtica nord-americana.[157] Va ser filla d'una esclava i el seu amo blanc. Es va graduar a l'Oberlin College d'Ohio amb una llicenciatura en matemàtiques l'any 1884 i un mestratge en matemàtiques el 1888. El seu primer llibre, A Voice from the South: By a Woman from the South, publicat l'any 1892, la va convertir en una de les primeres referències del feminisme negre. Va obtenir el seu Ph.D. a la Universitat de París (Sorbona), el 1925, amb una tesi (escrita en francès) sobre «L'actitud de França sobre la qüestió de l'esclavitud entre 1789 i 1848», convertint-se en la quarta dona afroamericana a obtenir el Ph.D.[158]
- Alicia Boole Stott (1860-1940) matemàtica britànica d'origen irlandès.[159] És coneguda per les seves aportacions a la geometria en quatre dimensions i per la seva capacitat per visualitzar seccions tridimensionals de poliedres de quatre dimensions. Va encunyar la paraula «polítop» per a un poliedre en qualsevol dimensió.[160]

#### 1861-1867
- Dorothea Klumpke Roberts (1861-1942) astrònoma nord-americana.[161] Va ser directora del Bureau des mesures de l'Observatoire de Paris (1892-1901), on va treballar determinant la posició dels estels partint de plaques fotogràfiques. Va ser la primera dona a obtenir un doctorat en ciències a la Sorbona (1893): va ser en astronomia i tractava sobre L’étude des Anneaux de Saturne. Al costat del seu marit, l'astrònom Isaac Roberts –i després de la defunció d'aquest l'any 1904–, Dorothea Klumpke va realitzar un atles fotogràfic de les 52 regions nebuloses de Herschel.[162]
- Ruth Gentry (1862-1927) matemàtica nord-americana.[163] Va defensar la seva tesi doctoral On the Forms of Plane Quartic Curves l'any 1896, sota la supervisió de Charlotte Angas Scott, després d'un període de formació a Europa. Gentry va ensenyar en el Vassar College de 1896 a 1902, sent la primera persona membre d'aquella institució amb un doctorat. Després es va traslladar a un col·legi privat i més tard es va allistar com a infermera voluntària als EUA. i Europa.[164]
- Winifred Edgerton Merrill (1862-1951) matemàtica nord-americana.[165] Va obtenir el títol de doctora en matemàtiques –la primera dona nord-americana a aconseguir-ho– en la Columbia University en 1886, malgrat l'oposició d'alguns acadèmics.[166] Va treballar també en astronomia, calculant, per exemple, l'òrbita del cometa de 1883.[167]
- Annie Jump Cannon (1863-1941) astrònoma nord-americana.[168] En 1896 es va convertir en membre fix del Harvard College Observatory, passant a formar part de l'anomenat «harem de Pickering», cobrant tan sols 50 centaus a l'hora.[169] Va descobrir 300 estels variables i va col·laborar en la preparació del gran catàleg estel·lar Henry Draper.[170]
- Fiammetta Wilson (1864-1920) astrònoma britànica.[171] Es va unir a la British Astronomical Association en 1910 i, al costat de l'astrònoma Alice Grace Cook, es va convertir en directora en funcions de la seva Secció de Meteors durant la guerra.[172] Va observar i va publicar dades sobre aurores, la llum zodiacal, estels i meteors. Per continuar la seva recerca, i per assegurar-se que la seva informació era precisa, va construir una plataforma de fusta en el seu jardí per poder observar l'espai sense la molèstia dels arbres. Entre els anys 1910 i 1920, va observar uns 10 000 meteors i va calcular amb precisió les trajectòries de 650 d'ells. Després de publicar nombrosos articles, l'any 1916 va ser triada membre de la Royal Astronomical Society. També va ser membre de la Société astronomique de France i de la Société d'astronomie d'Anvers.[173]
- Marie Gernet (1865–1924) matemàtica alemanya. Va ser la segona dona a obtenir, en 1895, un doctorat en Heidelberg University sobre el tema «Sobre la reducció d'integrals hiperelíptiques».[174]
- Flora Philip (1865-1943) matemàtica escocesa.[175] Primera dona membre de l'Edinburgh Mathematical Society i una de les primeres dones a graduar-se a la Universitat d'Edimburg, l'any 1893, va obrir el camí a les dones matemàtiques escoceses.[176][177]
- Antonia Maury (1866-1952) astrònoma nord-americana.[178] Va estudiar en el Vassar College sota la tutela de l'astrònoma Maria Mitchell, graduant-se l'any 1887. Va treballar al Harvard College Observatory sota les ordres d'Edward Charles Pickering, publicant un important catàleg d'espectres estel·lars.[179] Per discrepàncies amb Pickering, va deixar l'Observatori l'any1890 encara que no del tot perquè va tornar de manera intermitent fins que el seu treball va ser publicat el 1897. Després de la seva carrera a Harvard, va fer classes a l'escola Miss Masson i va gestionar el Draper Park Museum. L'any 1918 va tornar com a ajudant a Harvard, quan Harlow Shapley ja ocupava el lloc de director. En aquest període, l'any 1933, va publicar un dels seus treballs de recerca més famosos sobre l'estrella Beta Lyrae.[180]
- Maria Skłodowska-Curie (1867-1934) física, matemàtica i química polonesa nacionalitzada francesa.[181] Pionera en el camp de la radioactivitat, va ser la primera persona a rebre dos Premis Nobel en diferents especialitats –Física (el 1903, compartit amb Antoine Henri Becquerel i Pierre Curie) i Química (l'any 1911)– i la primera dona a ser professora a la Universitat de París. Va ser mare de Irène Joliot-Curie (1897-1956) i d'Eva Curie (1904-2007), així com àvia de Hélène Langevin-Joliot (1927-).[182]
- Wrexie Leonard (1867-1937) astrònoma nord-americana.[183] Va treballar com a assistent de l'astrònom Percival Lowell; era la responsable de l'Observatori Lowell en absència de l'astrònom. Entre altres, va realitzar observacions dels planetes Mercuri, Venus, Júpiter i Mart, publicant els seus estudis sobre aquest últim planeta. El cràter Leonard de Venus porta el seu nom.[184]

#### 1868-1869
- Anne Lucy Bosworth Focke (1868-1907) matemàtica nord-americana.[185] Es va graduar al  Wellesley College  l'any 1890 i va obtenir un mestratge a la Universitat de Chicago el 1896.[186] va ser la primera estudiant (dona) de doctorat de David Hilbert: Anne Lucy va defensar la tesi doctoral  Begründung einer vom Parallelenaxiome Unabhängigen Streckenrechnung  a la Universitat de Göttingen l'any 1899.[187]
- Henrietta Swan Leavitt (1868-1921) astrònoma nord-americana.[188] Henrietta va estudiar les estrelles variables Cefeides a l'Observatori del Harvard College: era una de les «calculadores» a l'«harem de Pickering».[189] El 1925, el matemàtic Gösta Mittag-Leffler va escriure una carta a Henrietta Leavitt per proposar la seva nominació el Premi Nobel pels seus treballs sobre les estrelles variables i els càlculs de les distàncies estel·lars: desconeixia que havia mort quatre anys abans.[190]
- Grace Chisholm Young (1868-1944) matemàtica anglesa.[191] Es va doctorar l'any 1895 amb una tesi sobre grups algebraics en trigonometria esfèrica, sota la direcció de Felix Klein. Va ser mare de sis fills i va començar a interessar-se en l'ensenyament infantil, escrivint diversos llibres sobre el tema, en col·laboració amb el seu marit, William Young.[192] Els treballs de recerca sempre es publicaven amb el nom del seu marit: dels 220 articles i diversos llibres que són obra conjunta, només una petita part té la signatura de Grace.[193]
- Annie Russell Maunder (1868-1947) astrònoma i matemàtica irlandesa.[194] Entre les seves aportacions es troben el descobriment del Mínim de Maunder -en el qual es visualitzen els patrons de migració de les taques solars, descobriment que va realitzar al costat del seu marit Edward Walter Maunder- i la creació d'una càmera gran angular que va usar per obtenir imatges d'emissions de la corona solar estenent sobre la fotosfera. En 1916 es va convertir en una de les primeres quatre dones membres de la Reial Societat Astronòmica.[195]
- Philippa Garrett Fawcett(1868-1948) matemàtica britànica.[196] Després del seu extraordinari èxit en el Mathematical Tripos (1890), va guanyar una beca a la Universitat de Cambridge, gràcies a la qual va investigar sobre dinàmica de fluids. Va deixar Cambridge l'any 1902 en ser nomenada professora a la Normal School de Johannesburg (Sud-àfrica), tornant anys més tard a la Gran Bretanya on va continuar amb la seva dedicació a l'educació.[197]
- Alice Bache Gould (1868-1953) matemàtica i historiadora nord-americana establerta a Espanya.[198] Encara que va començar la seva tesi a la University of Chicago sota la supervisió d'Eliakim Moore, no va aconseguir acabar-la. Establerta a Espanya, els seus èxits com a historiadora van sobrepassar els matemàtics: va estudiar principalment els viatges de Cristòfor Colom i el descobriment d'Amèrica, i va ser una experta sobre el regnat dels Reis Catòlics. Va ser la iniciadora de la Fundació Benjamin Gould per al suport i desenvolupament de l'Astronomia (Argentina), en homenatge al seu pare, l'astrònom Benjamin Apthorp Gould (1824-1896).[199]
- Emilie Norton Martin (1869-1936) matemàtica nord-americana.[200] Va realitzar els seus estudis en el Bryn Mawr College sota la supervisió de Charlotte Angas Scott. La seva tesi doctoral On the Imprimitive Substitution Groups of Degree Fifteen and the Primitive Substitution Groups of Degree Eighteen (1899) va ser supervisada per Charlotte Angas Scott i James Harkness. El 1903 va començar a treballar com a professora al Mount Holyoke College.[201]
- Caroline Ellen Furness (1869-1936) astrònoma nord-americana.[202] Va aprendre de Mary Watson Whitney al Vassar College i va ser la primera dona a obtenir un doctorat en astronomia a Columbia. Va col·laborar en l'observació d'estrelles variables amb Whitney entre 1909 i 1911. El 1915, va publicar Introduction to the Study of Variable Stars.[203]
- Ada Isabel Maddison (1869-1950) matemàtica britànica.[204] Va obtenir un títol de primera classe en els exàmens de Mathematical Tripos de 1892. Va defensar la seva tesi doctoral al Bryn Mawr College l'any 1896: Singular solutions of differential equations of the first order in two variables and the geometric properties of certain invariants and covariants of their complete primitives, sota la direcció de Charlotte Angas Scott. És sobretot coneguda pel seu treball en equacions diferencials. El seu article On certain factors of c and p- discriminants and their relations to fixed points in the family of curves -basat en la seva tesi- va rebre el Premi Gambel.[205]
- Mary Frances Winston Newson (1869-1959) matemàtica nord-americana.[206] Va ser la primera dona americana en obtenir un doctorat per una universitat europea: va ser a la Universitat de Göttingen i sota la direcció de Felix Klein. Entre d'altres molts treballs, va traduir a l'anglès els 23 problemes proposats per David Hilbert al Congrés Internacional de Matemàtics de París (1900).[207]

#### 1870-1875
- Agnes Sime Baxter (1870-1917) matemàtica canadenca.[208] Es va doctorar en matemàtiques a la Universitat de Cornell l'any 1895 amb la tesi titulada  On Abelian integrals, a resume of Neumann’s ‘Abelsche Integrele’ with comments and applications, sent la segona dona canadenca i la quarta a Amèrica de Nord a rebre un doctorat en matemàtiques.[209]
- Virgínia Ragsdale (1870-1945) matemàtica nord-americana.[210] L'any 1892 va obtenir una beca per cursar estudis en el Guilford College. Va assistir a les classes de la matemàtica Charlotte Agnes Scott en el Bryn Mawr College on també va estudiar física. Allí va obtenir una beca per estudiar a Europa i va viatjar a la Universitat de Göttingen (Alemanya) on va ampliar els seus estudis al costat dels matemàtics Felix Klein i David Hilbert. Després del seu retorn es va dedicar a l'ensenyament i va continuar amb els seus estudis fins a aconseguir el doctorat. L'any 1903 es va especialitzar en Matemàtica Pura, Física i Matemàtica Aplicada. Va ser una de les primeres dones als Estats Units a obtenir un doctorat i és coneguda per la Conjectura de Ragsdale[211] que va formular el 1906 a l'article On the Arrangement of the Real Branches of Plane Algebraic Curve (Sobre la classificació de les branques reals de les corbes algebraiques planes), publicat a  American Journal of Mathematics .[212]
- Anne Sewell Young(1871-1961) astrònoma estatunidenca.[213] Va ser professora d'astronomia al Mount Holyoke College durant trenta-set anys, on va influir en la vocació de la seva alumna, l'astrònoma Helen Sawyer Hogg. Nomenada directora de l'Observatori John Payson Williston, va supervisar un programa d'observació per al seguiment de les taques solars. Es va interessar especialment per les estrelles variables, sent una dels vuit membres fundadors de la American Association of Variable Star Observers (AAVSO).[214]
- Jessie Chrystal MacMillan (1872-1937) advocada, matemàtica, feminista i pacifista britànica.[215] Va ser la primera dona a graduar-se en ciència en la Universitat d'Edimburg, l'any 1896. L'any següent (1897), va entrar a formar part de la  Edinburgh Mathematical Society (fins a 1915): va ser la segona dona a aconseguir-ho, després de Flora Philip (1886); la tercera dona a ingressar com a membre en aquesta societat seria Charlotte Angas Scott.[216]
- Mary Ann Elizabeth Stephansen (1872-1961) matemàtica noruega.[217] Va rebre el seu grau en matemàtiques a la Universitat de Zúric  l'any 1902; va ser la primera dona a Noruega a rebre un títol de doctora en qualsevol disciplina. Va publicar quatre articles d'investigació sobre equacions en derivades parcials i equacions en diferències i va ensenyar matemàtiques i física en el  Norges Landbrukshøgskole  des de 1906 fins a la seva jubilació l'any 1937.[218]
- Mileva Marić (1875-1948) física i matemàtica sèrbia.[219] Primera dona d'Albert Einstein, hi ha una gran controvèrsia sobre el paper que va jugar en els èxits científics del físic.[220] Les 43 cartes entre ells que es conserven parlen sovint de «els nostres treballs» i de «la nostra teoria del moviment relatiu», «el nostre punt de vista» o «els nostres articles». En divorciar-se van acordar que si ell guanyava el Premi Nobel, ella es quedaria amb els diners del guardó.[221]

### Nascudes al darrer quart delseglexix(1876-1900)

#### 1876-1880
- Tatiana Ehrenfest-Afanassjewa (1876-1964) matemàtica i física rus-neerlandesa.[222] El 1904 es va casar amb el físic Paul Ehrenfest (1880–1933); una de les seves filles –Tatjana Pavlovna Ehrenfest– també va ser matemàtica. Va publicar diversos articles en temes variats com a mecànica estadística, entropia, el paper de l'aleatorietat en els processos físics i l'ensenyament de la geometria per a nens i nenes.[223]
- Alice Grace Cook (1877-1958) astrònoma britànica.[224] Es va unir a l'Associació Astronòmica Britànica l'any 1911 i va ser triada membre de la Royal Astronomical Society l'any 1916, com a part del primer grup de dones triades becàries. Va ser reconeguda pels seus treballs en l'observació de meteorits, i també per l'observació de fenòmens a simple vista, com la llum zodiacal i les aurores.[225]
- Gabrielle Renaudot Flammarion (1877-1962) astrònoma francesa.[226] Va treballar a l'Observatori de Juvisy-sur-Orge (França) i va ser la Secretària General de la Societat Astronòmica de França fundada pel seu marit, l'astrònom Camille Flammarion (1842-1925). Va publicar diversos treballs sobre l'evolució de les característiques de la superfície de Mart, sobre la Gran Taca Vermella de Júpiter i sobre observacions fetes d'altres planetes, planetes menors i estels variables. Un cràter de Mart porta el seu cognom, el cràter Renaudot, i l'asteroide (355) Gabriela es denomina així en el seu honor.[227]
- Kirstine Smith (1878-1939) estadística danesa.[228] Se li atribueix la creació del camp del disseny òptim d'experiments. Va ser admesa com a candidata a un doctorat en estadística (1916) a la Universitat de Londres. Va ser alumna del matemàtic Karl Pearson. La seva tesi va ser publicada a Biometrika el 1918; tractava sobre estimació khi quadrat mínima del coeficient de correlació: va ser precursora de la teoria del disseny òptim.[229]
- Margherita Beloch Piazzolla (1879-1976) matemàtica italiana.[230] Va treballar en geometria algebraica, topologia algebraica i fotogrametria. Després de la seva tesi va treballar en la classificació de superfícies algebraiques estudiant les configuracions de línies que podrien estar contingudes en superfícies. També va estudiar corbes racionals en superfícies i va fer aportacions sobre corbes algebraiques. Més tard es va interessar per la fotogrametria i la seva aplicació a les matemàtiques, en particular a la geometria algebraica. També va realitzar contribucions a les matemàtiques de la papiroflèxia. Sembla haver estat la primera persona a formalitzar un moviment (anomenat plec Beloch) d'origami que permet, quan és possible, construir mitjançant doblegat de paper les tangents comunes a dues paràboles. Com a conseqüència, va mostrar com extreure les arrels cúbiques mitjançant el plegat del paper, alguna cosa impossible de fer amb regla i compàs.[231]
- Louise Petrén-Overton (1880-1977) matemàtica sueca.[232] Va obtenir un grau en ciències a la Universitat de Lund el 1902. Va defensar la tesi doctoral l'any 1911 -va ser la primera dona a Suècia a obtenir un doctorat en matemàtiques- amb la dissertació Extension de la méthode de Laplace aux équations. Va realitzar contribucions en teoria d'integració d'equacions en derivades parcials.[233]
- Annie Leuch-Reineck (1880-1978) matemàtica i feminista suïssa.[234] Va estudiar matemàtiques a la Universitat de Berna. El 1907 es va convertir en la primera dona en llengua alemanya de la Universitat de Berna a doctorar-se en Matemàtiques amb el treball «Relació entre funcions esfèriques i funcions de Bessel» (Die Verwandtschaft zwischen Kugelfunktionen und Besselschen Funktionen).

#### 1881-1885
- Ethel Frances Butwell Bellamy (1881-1960) informàtica astronòmica i sismòloga anglesa, Va ajudar a catalogar la posició de al voltant d'un milió d'estels com a assistent a l'Observatori Radcliffe de la Universitat d'Oxford.[235] L'any 1918 es va convertir en l'assistent de sismologia de l'observatori. Com a part de la seva tasca, manejava sismògrafs, gestionava la correspondència amb unes sis-centes estacions de sismògrafs i recopilava les dades per analitzar-los.[236]
- Hilda Phoebe Hudson (1881-1965) matemàtica anglesa.[237] Va treballar en geometria algebraica, interessant-se en particular en les transformacions de Cremona. Va publicar l'any 1927 el tractat Cremona Transformations in Plane and Space, la seva obra mestra, realitzada gràcies a molts anys de recerca i complementada amb una exhaustiva bibliografia, recopilant l'editat sobre el tema durant més de seixanta anys.[238]
- Isabel Martin Lewis (1881-1966) astrònoma nord-americana.[239] Entre 1905 i 1907 va treballar com a «calculadora astronòmica» per a l'astrònom i matemàtic Simon Newcomb, amb qui va adquirir una gran experiència sobre eclipsis. L'any 1908 va ser la primera dona contractada com a astrònoma assistent pel United States Naval Observatory; Maria Mitchell va ser contractada l'any 1849, però com a «calculadora». Va desenvolupar mètodes per determinar eclipsis i per predir ocultacions lunars. A més va realitzar una important labor de divulgació científica, publicant diversos llibres i nombrosos articles en revistes.[240]
- Emmy Noether (1882-1935) matemàtica alemanya.[241] És coneguda per les seves contribucions fonamentals en els camps de la física teòrica i l'àlgebra abstracta. En matemàtiques, va revolucionar les teories d'anells, cossos i àlgebres. En física, el teorema de Noether explica la connexió fonamental entre la simetria en física i les lleis de conservació.[242]
- Anna Johnson Pell Wheeler (1883-1966) matemàtica nord-americana.[243] Va treballar en equacions integrals i va ser pionera en la recerca en àlgebra lineal en dimensió infinita. Va ser la primera dona a impartir un Colloquium Lecture en la trobada de l'American Mathematical Society (1927).[244]
- Frieda Nugel (1884-1966) matemàtica alemanya. Va ser una de les primeres dones a obtenir un doctorat en matemàtiques a Alemanya: va ser el 1912 en Halle-Wittenberg. Abans d'ella ho havien obtingut Marie Gernet (1895, en Heidelberg), Annie Reineck (1907, a Berna) i Emmy Noether (1908, a Erlangen).
- Mary R. Calvert (1884-1974) astrònoma nord-americana.[245] La seva especialitat va ser l'astrofotografía i la computació. Va començar a treballar com a assistent del seu oncle, l'astrònom Edward Emerson Barnard (1857–1923) en el Yerkes Observatory. Quan Barnard va morir, va quedar a càrrec de la col·lecció fotogràfica de l'observatori i va completar –al costat de l'astrònom Edwin B. Frost (1866-1935)– el treball començat pel seu oncle A Photographic Atles of Selected Regions of the Milky Way (1927).[246]
- Edmée Chandon (1885-1944) matemàtica i astrònoma francesa.[247] L'any 1912 es va convertir en la primera astrònoma professional de França; va ser en l'Observatori de París. En aquell moment, l'altra dona admesa en el laboratori, Dorothea Klumpke, només tenia una autorització per utilitzar el material. També va ser la primera doctora en matemàtiques (1930) amb la tesi titulada Recherches sur les marées de la Mer Rouge et du Golfe de Suez, en la qual mostrava que les marees del Mar Roig proporcionen un cas típic d'ona estacionària. L'asteroide (1341) Edmée descobert l'any 1935 per Eugène Delporte va ser nomenat així en el seu honor.[248]
- Pauline Sperry (1885-1967) matemàtica nord-americana.[249] Va realitzar la seva tesi doctoral sota la direcció del fundador de la geometria diferencial projectiva Ernest Julius Wilczynski: Properties of a certain projectively defined two-parameter family of curves on a general surface. L'any 1923, va ser la primera professora ajudant en el Departament de Matemàtiques de la University of Califòrnia (Berkeley).[250]
- Margaret Harwood (1885-1979) astrònoma estatunidenca.[251] Va treballar a l'Observatori d'Harvard, en l'equip de dones «calculadores». El 1916 va ser nomenada directora de l'Observatori Maria Mitchell (Nantucket, Massachusetts, EUA). La seva especialitat era la fotometria: va mesurar la variació de la llum d'estels i asteroides, fonamentalment la de l'asteroide Eros.[252]

#### 1886-1890
- Ida Barney (1886-1982) astrònoma estatunidenca.[253] És coneguda pels seus 22 volums de mesures astromètriques de 150.000 estels. Va treballar la major part de la seva carrera a l'observatori de la Universitat Yale. L'any 1952 va rebre el Premi Annie J. Cannon en Astronomia de la American Astronomical Society.[254]
- Pia Maria Nalli (1886-1964) matemàtica italiana.[255] Els seus interessos en matemàtiques abasten temes que van des de la geometria algebraica fins a l'anàlisi funcional i l'anàlisi tensorial. Va haver de lluitar contra la discriminació de les dones en el sistema de contractació a la universitat italiana; un carrer a Roma porta el seu nom. Va ser conferenciant convidada al International Congress of Mathematicians de 1928.[256]
- Maria Gramegna (1887-1915) matemàtica italiana.[257] Alumna de Giuseppe Peano, va aplicar la teoria de matrius a l'estudi de les equacions diferencials. Es va graduar a Torí en 1910 i, poc després, va marxar a ensenyar a l'Escola Normal d'Avezzano (Província de L'Aquila, Itàlia).[258]
- Inge Lehmann (1888-1993) matemàtica, sismòloga i inventora danesa.[259] Coneguda per realitzar les primeres proves de magnituds de sismes i les seves conseqüències. Va ser la descobridora de la discontinuïtat que separa el nucli extern del nucli intern -descoberta en 1936, va demostrar que existia un límit entre el què avui coneixem com el nucli extern líquid i el nucli intern sòlid de la Terra- que va ser denominada «discontinuïtat de Lehmann» en el seu honor. Gràcies a les ones sísmiques produïdes pels terratrèmols, Lehmann va publicar l'any 1936 l'article científic titulat «P», confirmant la seva teoria. Durant tota la seva vida es va bolcar al món de la geofísica i, el 1971, va guanyar la Medalla William Bowie, la màxima distinció de la Unió Geofísica Americana, sent la primera dona a rebre aquest guardó.[260]
- Agnes Meyer Driscoll (1889-1971) matemàtica, física i criptoanalista estatunidenca.[261] L'any 1918, es va allistar a la Marina i la van assignar a la secció de «Codis i Senyals» a la Direcció de Comunicacions Navals. Es va especialitzar a dissenyar sistemes de xifrat i va desxifrar un gran nombre de sistemes navals japonesos. Fins al 1949, va treballar com criptògrafa de l'Armada, on era coneguda com a Madame X.[262]
- Julie Marie Vinter Hansen (1890-1960) astrònoma danesa.[263] Mentre estudiava a la Universitat de Copenhaguen, el 1915, va ser nomenada ‘calculadora’ en l'observatori de la Universitat. Més tard va ser nomenada assistent de l'observatori i, l'any 1922, observadora. Va ser àmpliament reconeguda pels seus càlculs precisos d'òrbites de planetes menors i estels. Va rebre nombrosos reconeixements, en particular, el planeta menor 1544 Vinterhansenia, descobert per l'astrònoma Liisi Oterma als anys 1940, porta el seu nom.[264]
- Olive Clio Hazlett (1890-1974) matemàtica estatunidenca.[265] Va investigar principalment en àlgebra. Durant la Segona Guerra Mundial va treballar per al Comitè d'Anàlisi Criptogràfica de la Societat Matemàtica Americana.[266]
- Euphemia Lofton Haynes (1890-1980) matemàtica i educadora estatunidenca.[267] Va ser la primera dona afroamericana a aconseguir un doctorat en matemàtiques (la segona va ser Evelyn Boyd Granville): la defensa va tenir lloc en la Catholic University of America (1943), amb la tesi The Determination of Sets of Independent Conditions Characterizing Certain Special Cases of Symmetric Correspondences dirigida per Aubrey Landrey. Destacada activista en pro dels drets civils, va lluitar durant tota la seva vida contra la segregació a les escoles.[268]

#### 1891-1895
- Maud Worcester Makemson (1891-1977) astrònoma estatunidenca. Especialista en arqueoastronomía, va dirigir l'Observatori del Vassar College en el període 1936-1957, substituint a Caroline Furness. Es va interessar pel coneixement astronòmic no occidental, tema sobre elque va escriure diverses monografies com The Morning Star Rises: An Account of Polynesian Astronomy (1941), The Astronomical Tables of the Maya (1943), The Maya Correlation Problem (1946) o The Book of the Jaguar Priest (1951, una traducció d'un text del segle xvi). En els anys 1960 va treballar en selenografía i va desenvolupar un sistema perquè els astronautes sobre la Lluna situessin la seva posició amb precisió.[269]
- Hilda Geiringer (1893-1973) matemàtica estatunidenca d'origen austríac.[270] La seva vida resumeix els èxits i frustracions de les dones al món acadèmic a principis del segle xx. Pionera en matemàtica aplicada, va ser la primera dona a rebre un nomenament acadèmic en matemàtiques a la Universitat de Berlín. Després d'emigrar a EE.UU, només va poder trobar llocs de treball en centres universitaris per a dones.[271]
- Anna Margaret Mullikin (1893-1975) matemàtica estatunidenca.[272] Va ser la tercera estudiant de tesi de Robert Lee Moore, doctorant-se el 1922 amb la memòria titulada Certain Theorems Relating to Plane Connected Point Sets: es va publicar aquest mateix any en la revista Transactions of the American Mathematical Society, convertint-se en un treball de referència en el camp de la topologia general. La seva carrera posterior es va desenvolupar en una escola de secundària, en la qual animava als seus estudiants a aprendre matemàtiques.[273]
- Cypra Cecilia Krieger-Dunaij (1894–1974) matemàtica canadenca.[274] Va ser la tercera persona (i primera dona) a obtenir un doctorat en matemàtiques (1930) –On the summability of trigonometric series with localized parameters on Fourier constants and convergence factors of double Fourier series, dirigida per W.J. Webber– en una universitat al Canadà. També va ser la tercera dona que va obtenir un doctorat (en qualsevol disciplina) al Canadà. El Premi Krieger-Nelson –atorgat anualment per la Societat Matemàtica del Canadà des de l'any 1995– a la recerca realitzada per una dona matemàtica, porta el seu nom i el d'Evelyn Merle Nelson.[275]
- Dorothy Maud Wrinch (1894-1976) matemàtica i bioquímica anglesa d'origen argentí.[276] Al principi de la seva etapa investigadora, va treballar en matemàtica pura, física matemàtica i filosofia de la ciència. Més endavant, va dirigir els seus interessos cap a la biologia molecular, presentant un discutit model de l'estructura de la proteïna, que va denominar hipòtesi del ciclol.[277]
- Allie Vibert Douglas (1894-1988) astrònoma canadenca.[278] Va ser la primera dona canadenca a obtenir un doctorat en astrofísica (1926). En col·laboració amb l'astrònom John Stuart Foster, va investigar l'espectre dels estels de tipus A i tipus B i l'efecte Stark en l'Observatori Astrofísic Dominion. L'any 1947 es va convertir en la primera persona canadenca a presidir la Unió Astronòmica Internacional. Un cràter irregular en Venus, la pastera Vibert-Douglas, es va nomenar en el seu honor. També porta el seu nom l'asteroide (3269) Vibert-Douglas.[279]
- Maria Pastori. (1895-1975) matemàtica i física italiana.[280] Es va graduar en matemàtiques l'any 1920 amb la màxima puntuació. L'activitat científica de Pastori es va desenvolupar principalment durant la llarga col·laboració amb Bruno Finzi en temes relacionats amb l'anàlisi tensorial. Durant la seva carrera, Maria Pastori va publicar més de cent treballs que van des d'anàlisis tensorials fins a geometria diferencial; des de la mecànica de cossos deformables continus fins a la teoria de la propagació d'ones; i, novament, de l'electromagnetisme a la teoria de la relativitat i la mecànica analítica.[281]

#### 1896-1900
- Sofia Aleksandrovna Janovskaja (1896-1966) matemàtica soviètica.[282] Va treballar en la filosofia, lògica i història de les matemàtiques, realitzant diverses publicacions sobre la geometria de René Descartes, les matemàtiques egípcies i les paradoxes de Zenó d'Elea.[283]
- Priscilla Fairfield Bok (1896-1975) astrònoma estatunidenca. Va publicar nombrosos articles científics sobre cúmuls de galàxies, magnituds estel·lars i l'estructura de la Via Làctia. A causa de la seva dedicació a la divulgació de l'astronomia, el periòdic The Boston Globe els va definir com «els venedors de la Via Làctia». El seu llibre La Via Làctia (1941) ha estat «un dels textos astronòmics més reeixits mai escrits»”. L'asteroide (2137) Priscilla es va nomenar així en el seu honor.[284]
- Mary Lea Heger (1897-1983) astrònoma estatunidenca.[285] Va realitzar importants descobriments sobre el mitjà interestel·lar. Va ser la descobridora, l'any 1922, de les bandes difuses interestel·lars.[286] Va fundar els arxius de l'Observatori Lick.[287]
- Gertrude Blanch (1897-1996) matemàtica estatunidenca.[288] Pionera en anàlisi numèrica i computació, l'any 1938, es va convertir en directora tècnica del Mathematical Tables Project, un equip de persones de l'agència Works Progre Administration dedicades a la computació que calculaven taules de funcions matemàtiques. Va publicar una trentena d'articles sobre aproximació de funcions, anàlisi numèrica i funcions de Mathieu.[289]
- Mary Taylor Slow (1898-1984) física i matemàtica britànica.[290] Va ser la primera dona a treballar en la teoria de propagació d'ones de ràdio, sota la direcció del físic Edward Appleton. Va defensar la seva tesi sobre ones electromagnètiques a la Universitat de Göttingen l'any 1926. Va treballar també en equacions diferencials, centrant-se en particular, en les seves aplicacions a la física.[291]
- Marguerite Lehr (1898-1987) matemàtica estatunidenca.[292] Va impartir docència a diverses universitats, va estar vinculada fonamentalment al Bryn Mawr College, en el qual es va formar. Va treballar en geometria algebraica –la seva tesi doctoral The Plane Quintic with Five Cusps, defensada l'any 1925, va ser supervisada per Charlotte Angas Scott– i educació matemàtica. Va produir vídeos educatius en matemàtiques i va conduir un curs televisat en aquesta matèria en els anys 1953 i 1954.[293]
- Charlotte Moore Sitterly (1898-1990) astrònoma estatunidenca.[294] Les seves taules d'espectres atòmics i nivells d'energia han estat referències essencials en espectroscopía durant dècades. Una de les seves contribucions més rellevants a la física va ser la identificació del tecneci en la llum solar, el primer exemple de tecneci natural. L'any 1990 va guanyar la Bruce Medal atorgada per la Astronomical Society of the Pacific.[295]
- Odette Jasse (1899-1949) astrònoma francesa. La seva carrera científica i administrativa va tenir lloc en l'Observatori de Marsella. Va observar planetes nans i ocultacions de l'estel Aldebaran per la Lluna, i va fotografiar estels. Durant vint-i-quatre anys va ser també secretària de redacció del Journal des Observateurs, una publicació internacional fundada a Marsella l'any 1915 per reemplaçar la revista alemanya Astronomische Nachrichten. A partir de 1934, va assumir l'administració de l'Observatori de Marsella.[296]
- Vera Fedorovna Gaze (1899-1954) astrònoma soviètica.[297] Va estudiar nebuloses d'emissió i planetes menors. Va investigar el contingut molecular dels isòtops de carboni en els estels i va estudiar l'estructura de les nebuloses, intentant determinar la seva grandària i el paper de la pols i el gas en la seva formació. Va descobrir a prop de 150 nebuloses d'emissió registrant la seva llum en l'emissió vermella d'H-alfa. Per totes les seves aportacions, el planetoide 2388 Gase (descobert en 1977) i el cràter Gaze de Venus porten el seu nom.[298]
- Pelageya Polubarinova-Kotxina (1899-1999) matemàtica soviètica.[299] És coneguda pel seu treball sobre mecànica de fluids i hidrodinàmica, i va treballar també en història de les matemàtiques.[300]
- Gertrude Mary Cox (1900-1978) matemàtica i estadística estatunidenca.[301] L'any 1933, després de llicenciar-se en matemàtiques i graduar-se en estadística, va començar a col·laborar amb George Snedecor i a investigar en disseny experimental, publicant al costat de William G. Cochran el llibre Experimental Designs (1950). L'any 1940 va ser triada per dirigir el Departament d'Estadística Experimental en la Facultat d'Agricultura de la Universitat de Carolina del Nord. L'any 1944 es va fundar l'Institut d'Estadística de la Universitat de Carolina del Nord, amb Cox com a directora. Va contractar a Harold Hotelling per dirigir el nou Departament d'Estadística Matemàtica en 1946, i en 1949 va ajudar a implantar el Departament de Bioestadística en la Facultat de Salut Pública.[302]
- Ida Rhodes (1900-1986) matemàtica estatunidenca nascuda a Ucraïna com Hadassah Itzkowitz.[303] La seva família va emigrar als EUA l'any 1913, i va canviar el seu nom en aquest moment. Va estudiar matemàtiques a la Universitat de Cornell i es va unir en 1940 al Projecte de Taules Matemàtiques, on va treballar sota la direcció de Gertrude Blanch, la seva mentora. Va ser pionera en l'anàlisi de sistemes de programació, i a principis dels anys 1950, i al costat de Betty Holberton, va dissenyar el llenguatge de programació C-10 per a la computadora UNIVAC I. També va dissenyar la primera computadora original utilitzada per l'Administració de la Seguritat Social d'EE.UU.[304]
- Mary Lucy Cartwright (1900-1998) matemàtica britànica.[305] Va obtenir el seu doctorat l'any 1930, sota la direcció de Godfrey Harold Hardy. Porta el seu nom el teorema de Cartwright sobre màxims de funcions. Guardonada amb nombroses distincions, va ser la primera dona matemàtica a ingressar a la Royal Society (1947) i també la primera dona a presidir la Societat Matemàtica de Londres (1961).[306][306]

## Irrupció de la dona a l'espai públic (s. XX)

### 1901-1905
- Nina Karlovna Bari (1901-1961) matemàtica soviètica.[307] És coneguda pel seu treball en sèries trigonomètriques. Va pertànyer a l'anomenat grup Luzitania –grup de joves matemàtics de Moscou interessats en la recerca–, estudiant funcions i sèries trigonomètriques sota la tutela de Nikolai Luzin (1883-1950).[308]
- Grete Hermann (1901-1984) matemàtica i filòsofa alemanya.[309] Va estudiar matemàtiques a la Universitat de Göttingen, on va tenir com a professora a Emmy Noether. La seva tesi doctoral, dirigida per Emmy Noether i Edmund Landau –Die Frage der endlich vielen Schritte in der Theorie der Polynomideale, La qüestió de les etapes finites en teoria d'ideals de polinomis–, fou un treball fundacional sobre àlgebra computacional. En aquesta memòria, establia l'existència d'algorismes per a molts dels problemes bàsics d'àlgebra abstracta; l'algorisme d'Hermann per a descomposició primària d'ideals s'usa àdhuc avui dia. És coneguda pel seu treball filosòfic sobre els fonaments de la mecànica quàntica, i per una primerenca (però ignorada) refutació d'un teorema emmarcat en la teoria de variables no ocultes de John von Neumann.[310]
- Winifred Margaret Deans (1901-1990) matemàtica britànica. Va estudiar matemàtiques a la Universitat de Cambridge. Després d'un període en l'ensenyament es va unir a l'editorial Messrs Blackie and Sons, Ltd com a editora assistent en ciències. Gràcies als seus coneixements de matemàtiques i física i a les seves habilitats de llenguatge, va traduir per a aquesta editorial importants textos científics en alemany, com Selected Papers on Wave Mechanics de L. de Broglie i L. Brillouin (1928) o The restless universe de Max Born (1935).[311]
- María del Carmen Martínez Sancho (1901-1995)  matemàtica espanyola.[312] Va ser la primera dona del país a aconseguir un doctorat en Matemàtiques i una càtedra d'institut en aquesta mateixa disciplina. Va estudiar amb diversos dels grans matemàtics europeus. Va destacar en la seva faceta d'investigadora i docent i va exercir càrrecs destacats en la Societat Matemàtica Espanyola.[313]
- Marion Gray (1902-1979) matemàtica escocesa.[314] Va defensar la seva tesi doctoral en 1926 –The theory of singular ordinary differential equations of the second order– supervisada per Anna Wheeler al Bryn Mawr College (EUA). L'any 1930 va començar a treballar en el Departament de Desenvolupament i Recerca de l'merican Telephone and Telegraph Company de Nova York, on va descobrir el graf que porta el seu nom (1932), un graf cúbic amb 54 vèrtexs i 81 arestes.[315][316]
- Henrietta Hill Swope (1902-1980) astrònoma nord-americana. Va estudiar els estels variables, en particular va mesurar la relació període-lluminositat dels estels Cefeides. En el seu honor, un telescopi en l'Observatori Las Campanas (Xile) porta el seu nom.[317]
- Edna Ernestine Kramer Lassar (1902-1984) matemàtica nord-americana.[318] Va defensar la seva tesi Polygenic functions of the dual variable w=u+jv; (Part II) The Laguerre group (1930) en la Columbia University sota la supervisió d'Edward Kasner. És autora de diversos llibres, entre ells The Nature and Growth of Modern Mathematics (1970) es considera la seva major contribució. Unes altres de les seves publicacions són: A First Course in Educational Statistics (1935), Mathematics Takes Wings: An Aviation Supplement to Secondary Mathematics (1942) i The Main Stream of Mathematics (1951).[319]
- Mina Spiegel Rees (1902-1997) matemàtica nord-americana. Va ser la primera dona a presidir la American Association for the Advancement of Science (1971) i va ser directora del Departament de Matemàtiques del Office of Naval Research dels EE.UU. Va dirigir projectes en temes variats, com a logística, desenvolupament numèric, programació, etc.[320]
- Irmgard Flügge-Lotz (1903-1974) matemàtica i enginyera alemanya.[321] Va treballar en mètodes numèrics per resoldre equacions diferencials, especialment en dinàmica de fluids. Doctora en enginyeria (1929), va ser la primera dona professora d'enginyeria a la Universitat Stanford.[322]
- Margaret Rock (1903-1983) matemàtica britànica.[323] Va ser una de les moltes dones matemàtiques que van treballar en Bletchley Park durant la Segona Guerra Mundial. Amb les seves habilitats de matemàtiques i la seva educació, Margaret Rock va ajudar a descodificar la màquina Enigma. El seu treball durant la guerra va ser classificat per la Llei de Secrets Oficials de 1939 del Regne Unit, per la qual cosa el seu treball no es va fer públic durant la seva vida.[324]
- María Reiche (1903-1998) matemàtica i arqueòloga alemanya-peruana.[325] Era coneguda com La dama de la Pampa, i cèlebre per les seves recerques sobre les línies de Nazca (Perú).[326]
- Bertha Swirles Jeffreys (1903-1999) matemàtica i física anglesa.[327] Va realitzar importants contribucions a la física quàntica. Al costat del seu marit –Harold Jeffreys (1891–1989)– va treballar en sismologia i va escriure el text Methods of Mathematical Physics (1940). Va ser un model per a moltes de les seves alumnes, a les quals animava en els seus estudis científics.[328]
- Ljudmila Vsevolodovna Keldyx (1904-1976) matemàtica russa. L'any 1941 va defensar la seva tesi doctoral sota la direcció de Nikolai Nikolaevich Luzin. Va treballar en teoria de conjunts i topologia, començant amb la teoria descriptiva de conjunts, especialment l'estructura dels conjunts de Borel. Després es va dedicar a la topologia geomètrica a l'escola de Moscou de Pavel Alexàndrov.[329]
- Marie-Louise Dubreil-Jacotin (1905-1972) matemàtica francesa.[330] Encara que la seva tesi (1934) tractava sobre mecànica de fluids, va començar a treballar en àlgebra després de conèixer a Emmy Noether –gràcies al seu matrimoni amb el també matemàtic Paul Dubreil–. Al costat del seu marit va publicar un llibre de gran difusió en aquesta àrea. També es va interessar pel lloc de les dones en la ciència: va contribuir amb el capítol Figures de mathématiciennes en el llibre Els grands courants de la pensée mathématique de François Le Lionnais.[331]
- Ruth Moufang  (1905–1977) matemàtica alemanya.[332] L'any 1931 va defensar la seva tesi en geometria projectiva, sota la direcció de Max Dehn. La seva principal contribució es va centrar en els fonaments de la geometria, treballant en estructures algebraiques no associatives, incloent-hi els llaços de Moufang. Basant-se en el treball de David Hilbert, va iniciar una nova branca de la geometria denominada plans de Moufang. Va ser la primera professora a la Universitat de Frankfurt (1946).[333]
- Rózsa Péter (1905-1977) matemàtica hongaresa.[334] És coneguda pels seus treballs sobre la teoria de funcions recursives, en particular va definir una funció de dues variables coneguda com a funció de Ackermann, variant de la funció original. És autora de Playing with Infinity: Mathematical Explorations and Excursions traduït a 14 idiomes almenys i de Recursive Functions in Computer Theory.[335]
- Tatiana Pavlovna van Aardenne-Ehrenfest (1905-1984) matemàtica neerlandesa d'origen austríac.[336] És coneguda per les seves contribucions en successions de De Bruijn, el teorema de discrepància i el teorema BEST de teoria de grafs. Filla del físic Paul Ehrenfest (1880-1933) i la matemàtica Tatiana Ehrenfest-Afanassjewa (1876–1964).[337]
- María Montserrat Capdevila d'Oriola (1905-1993) matemàtica i astrònoma catalana.[338] L'any 1931 va ser becada per la Junta per a l'Ampliació d'Estudis per estudiar teoria de funcions a la Universitat de la Sorbona (París). Durant el curs de 1931-1932 va treballar com a professora auxiliar d'Astronomia General i Física del Globus de la Facultat de Ciències de la Universitat de Barcelona, sent la seva primera professora universitària matemàtica. La seva carrera com a investigadora va quedar interrompuda per la Guerra Civil: després de 1939, els seus càrrecs docents van deixar de tenir validesa, i li va ser necessari passar un procés de depuració. L'any 1940 va recuperar el càrrec de catedràtica d'institut de setena categoria amb una plaça a Figueres.[339]
- Helen Battles Sawyer Hogg (1905-1993) astrònoma canadenca.[340] Va ser pionera en la recerca dels cúmuls globulars i estels variables. Va ser la primera dona presidenta de diverses organitzacions astronòmiques, i una científica notable en un moment en què moltes universitats no atorgaven títols científics a dones.[341]
- Margaret Edward Boyle (1905-1995) matemàtica escocesa. Després de graduar-se a la University of St Andrews (Escòcia), va ensenyar matemàtiques en la Dalkeith High School, activitat que va haver d'abandonar l'any 1930 a causa d'una malaltia. El 1931 es va casar amb David Gardyne Dorward, director del Logie Pert School. A partir de llavors, només es va dedicar a les labors de la llar; van tenir dos fills: el major David Campbell Dorward (1933-) és un conegut compositor de música clàssica.[342]
- Angie Turner King (1905-2004) matemàtica i química nord-americana.[343] Va ser una de les primeres dones afroamericanes a obtenir graus en química i matemàtiques, i un doctorat en educació matemàtica. Va tenir una gran influència sobre les seves alumnes, estudiants que inclouen a la zoòloga Margaret Strickland Collins o la matemàtica Katherine Johnson.[344]

### 1906-1910
- Vera Nikolaevna Faddeeva (1906-1983) matemàtica soviètica.[345] Especialista en mètodes numèrics, és famós el seu llibre Computational methods of linear algebra (1950).[346]
- Maria Cibrario Cinquini (1906-1992) matemàtica italiana.[347] Va ser deixebla de Guido Fubini, sota la direcció del que es va graduar l'any 1927 amb una tesi sobre la transformada de Laplace i les seves aplicacions a cert tipus d'equacions lineals. Posteriorment, va passar a ser ajudant de Giuseppe Peano, i d'allà a ser professora ajudant de l'Escola de Càlcul Infinitesimal que dirigia aquest matemàtic. Va ser la quarta dona matemàtica italiana que va aconseguir una càtedra universitària en la primera meitat del segle xx, i ho va fer després de Pia Nalli, Margherita Beloch Piazzolla i Maria Pastori.[348]
- Grace Murray Hopper (1906-1992) matemàtica i informàtica nord-americana.[349] Pionera al món de les ciències de la computació, va ser la primera programadora a utilitzar l'ordinador Mark I. Va ser la responsable del primer compilador (1951) i dels llenguatges de programació Flow-Matic (1957) del llenguatge COBOL (1957).[350][351][352]
- Olga Taussky-Todd (1906-1995) matemàtica nord-americana d'origen austríac.[353] Va ser especialista en teoria dels nombres i teoria de matrius. Els seus treballs van contribuir al desenvolupament de la computació, publicant més de 300 articles sobre el tema.[354]
- Mary Celine Fasenmyer (1906-1996) matemàtica nord-americana.[355] És conegut el seu treball sobre relacions de recurrència de sèries hipergeométriques descrit en la seva tesi Some generalized hypergeometric polynomials (1945). Els polinomis hipergeomètrics que va estudiar es diuen polinomis de Sister Celine.[356]
- Emma Lehmer (1906-2007) matemàtica nord-americana d'origen rus.[357] És coneguda pel seu treball en teoria de la computació i en les lleis de reciprocitat en teoria algebraica de nombres.[358] Va realitzar una traducció del rus a l'anglès del llibre Grups topològics de Lev Semiónovich Pontryaguin.[359]
- Dorrit Hoffleit (1907-2007) matemàtica i astrònoma nord-americana. Es va llicenciar en matemàtiques en el Radcliffe College (1928) i es va doctorar en astronomia a Harvard (1938) sota la tutela de l'astrònom Harlow Shapley.[360] Va dirigir l'Observatori Maria Mitchell (1956-1978). És coneguda pel seu treball en estels variables, astrometria, espectroscòpia i meteors, havent format a una llarga llista de joves dones i a generacions d'astrònoms.[361] És autora de Yale Catalog of Bright and Near Stars  i coautora (al costat de W. F. van Altena i J.T. Lee) del Catalogue of Trigonometric Parallaxes.[362]
- Herta Taussig Freitag (1908-2000) matemàtica nord-americana d'origen austríac.[363] És coneguda pel seu treball sobre els nombres de #Fibonacci. En 1962 va ser la primera dona presidenta d'una secció de la Mathematical Association of America. Va contribuir sovint en la revista Fibonacci Quarterly, que en 1996 li va dedicar un nombre amb motiu del seu 89 aniversari –89 és un nombre de #Fibonacci–.[364]
- Florence Nightingale David (1909-1993) estadística nord-americana.[365] La infermera i estadística Florence Nightingale era amiga dels seus pares, per això van posar aquest nom a la seva filla.[366] Va realitzar importants contribucions en combinatòria, coeficients de correlació i història de la probabilitat.[367]
- Muriel Elizabeth Mussells (1909–1997) astrònoma nord-americana. Va treballar en l'Observatori de l'Harvard College. En 1936 va descobrir tres nous anells de nebuloses en la Via Làctica.[368]
- Sheila Scott Macintyre (1910-1960) matemàtica escocesa.[369] És sobretot coneguda pel seu treball sobre la constant de Whittaker. Al costat d'Edith Witte va escriure un diccionari matemàtic alemany-anglès: German-English Mathematical Vocabulary (1956).[370]
- Esther Szekeres (1910-2005) matemàtica australiana d'origen hongarès.[371] Esther Klein (cognom de família) formava part d'un grup de persones (a Hongria) que estudiaven problemes matemàtics interessants: entre ells estaven Paul Erdős, George Szekeres i Pál Turán.[372] En 1933, Esther va proposar al grup un problema de combinatòria: Erdös ho va nomenar el problema del final feliç ja que Esther i George Szekeres van acabar casant-se en 1937. Després de l'esclat de la Segona Guerra Mundial, el matrimoni va emigrar a Austràlia. Allí, Esther va participar amb nombroses activitats en l'enriquiment matemàtic per a estudiants de secundària.[373]
- Dorothy Johnson Vaughan (1910-2008) matemàtica nord-americana.[374] Va ser professora de matemàtiques en una escola de secundària de Virgínia, fins que va entrar a treballar en la National Advisory Committee for Aeronautics (NACA), l'agència que va precedir la NASA. En 1949 es va fer càrrec de l'adreça de la West Area Computers, un equip de treball compost exclusivament per dones afroamericanes amb formació matemàtica: Katherine Johnson va ser assignada a aquest grup. Quan la NACA es va convertir en la NASA, va seguir treballant en la Divisió d'Anàlisi i Computació del Centre de Recerca de Langley, especialitzant-se en computació i programació en FORTRAN. Va participar en les proves del projecte Solid Controlled Orbital Utility Test system (SCOUTS).[375]
- Johanna Weber (1910-2014) matemàtica anglo-germana.[376] Especialista en aerodinàmica, és coneguda per les seves contribucions en el desenvolupament del bombarder de reacció Handley Page Victor i de l'avió supersònic Concorde. Va mantenir una estreta col·laboració amb l'especialista en aerodinàmica Dietrich Küchemann, primer en l'Aerodynamische Versuchsanstalt (Gotinga, 1939-1946) i després en el Royal Aircraft Establishment (Farnborough, 1947-1975).[377]

### 1910-1915

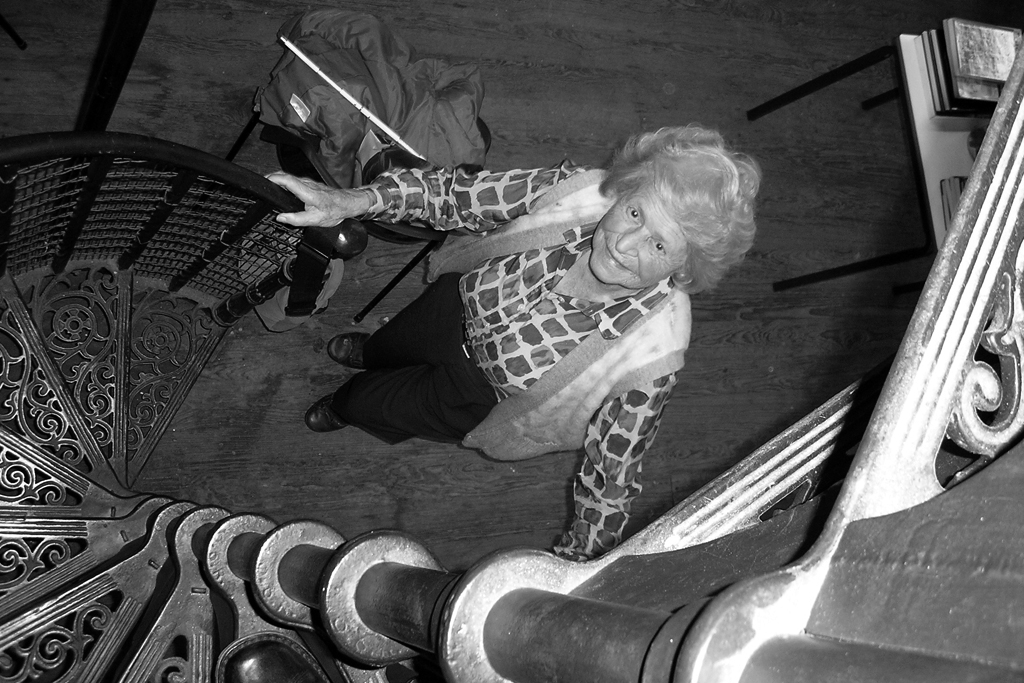
Kathleen Ollerenshaw matemàtica britànica

- Kathleen Ollerenshaw matemàtica britànicaCora Ratto (1912-1981) matemàtica argentina.[378] Es va doctorar en matemàtiques per la Universitat de Buenos Aires amb la tesi Conditions of Continuity of Generalized Potential Operators with Hyperbolic Metric, dirigida per Mischa Cotlar. Va participar activament en la Federació Universitària Argentina, recolzant al bàndol republicà durant la Guerra Civil Espanyola. La seva filla, Cora Sadosky, va anar també una destacada matemàtica.[379]
- Doris Mary Cannell (1913-2000) historiadora de les matemàtiques britànica. Va ser mestra, formadora de professorat i historiadora de les matemàtiques, molt coneguda pels seus articles i el seu llibre sobre la vida i treball del matemàtic George Green, científic autodidacte i figura essencial en física.[380]
- Kathleen Ollerenshaw (1912-2014) matemàtica i educadora britànica.[381] Doctora en matemàtiques (1945), va ser especialista en quadrats màgics, sent el seu llibre Most-perfect Pandiagonal Magic Squares (al costat de David Brée) la seva aportació més coneguda. En 1971, va ser nomenada Dame Commander of the Order of the British Empire pels seus serveis en educació.[382]
- Suzan Kahramaner (1913-2006) matemàtica turca.[383] Va ingressar a la Universitat de Matemàtiques i Astronomia a la Universitat d'Istanbul l'any 1934. Professora del Departament de Matemàtiques de la Universitat d'Istanbul des de 1963, va fer el seu doctorat en problemes de coeficients en la teoria de nombres complexos. Va fer estudis científics a diverses universitats de Londres, París i Niça, així com en Zúric, Califòrnia i Hèlsinki.[384] Dominava els idiomes anglès, francès, alemany i àrab, i això li va permetre acudir a diferents esdeveniments, viatjar a diferents països i publicar els seus articles de recerca en diferents llengües. Va ser una de les primeres dones matemàtiques en l'acadèmia turca.[385]
- Emma Castelnuovo (1913-2014) matemàtica italiana.[386] És filla del també matemàtic Guido Castelnuovo. Especialista en educació matemàtica i professora d'educació secundària, la Societat Madrilenya de professors de Matemàtiques (SMPM) porta el seu nom.[387]
- Hanna Neumann (1914–1971) matemàtica alemanya.[388] Va realitzar la seva tesi doctoral en teoria de grups en 1944, sota la direcció d'Olga Taussky-Todd. Porta el seu nom la conjectura de Hanna Neumann i l'extensió HNN (de Graham Higman, Bernhard H. Neumann i Hanna Neumann).[389]
- Marjorie Lee Browne (1914-1979) matemàtica i educadora nord-americana.[390] En 1949 va obtenir el seu doctorat en matemàtiques: va ser la tercera afroamericana a aconseguir aquest reconeixement acadèmic als EUA. Més tard va treballar a la Universitat de Carolina del Nord, on va ensenyar i va investigar durant trenta anys. Hi va treballar com a investigadora principal, coordinadora de la secció de matemàtica.[391] Es va interessar per l'educació contínua del professorat d'ensenyament secundari.[392]
- Mary Helen Wright Greuter (1914-1997) astrònoma i historiadora de la ciència nord-americana.[393] El 1937, va entrar a treballar com a assistent en l'Observatori de la Muntanya Wilson, on va estudiar la història dels seus telescopis. Aquest mateix any, va treballar com a assistent en l'Observatori del Vassar College. Entre 1942 i 1943 va ser com a assistent en l'Observatori Naval dels Estats Units, i posteriorment es va incorporar a l'Observatori Palomar. Entre les seves publicacions més conegudes destaquen Explorer of the Universe: A Biography of George Ellery Hale (Explorador de l'univers: una biografia de George Ellery Hale, 1966) o Sweeper in the Sky, the Life of Maria Mitchell (Escombrariaire del cel: la vida de Maria Mitchell, 1949).[394]
- Dorothy Lewis Bernstein (1914-1988) matemàtica nord-americana.[395] És coneguda pel seu treball en matemàtica aplicada, estadística i programació, i per la seva recerca sobre la transformada de Laplace. La seva tesi The Double Laplace Integral va ser publicada en Duke Mathematical Journal l'any 1939.[396] Va ser la primera dona a ser elegida presidenta de la Mathematical Association of America.[397]
- Edith Jones Woodward (1914 2002) matemàtica i astrònoma nord-americana. Va obtenir un doctorat en astronomia en el Radcliffe College l'any 1941. Va treballar amb Harlow Shapley i Cecilia Payne-Gaposchkin a la Universitat Harvard. Va investigar sobre estels binaris. Va ensenyar astronomia, matemàtiques i geologia durant més de quaranta anys en el Mount Holyoke College (1938-1940), el Hunter College (1951-1952) i el William Paterson College de Nova Jersey (1959-1983).[398]
- Antonia Ferrín Moreiras (1914-2009) matemàtica i astrònoma espanyola.[399] Va ser la primera dona a defensar una tesi doctoral en astronomia en l'estat espanyol. Les seves contribucions principals a l'astronomia consisteixen en treballs sobre ocultacions estel·lars, mesures d'estels dobles i determinació de passos per dues verticals.[400]
- Madeline Scotto (1914-2015) educadora i professora de matemàtiques nord-americana.[401] Amb 40 anys i cinc fills, va començar a ensenyar matemàtiques en un col·legi. Després de la seva jubilació, va continuar com a professora de suport de matemàtiques, tutoritzant i preparant a nenes i nens per a concursos de matemàtiques en l'àmbit regional.[402]
- Manuela Garín Pinillos (1914-2019) matemàtica mexicana.[403] És una de les pioneres de la matemàtica mexicana, i una de les primeres egressades en aquesta carrera. Va exercir un important paper en la creació de l'Escola de Matemàtiques de la Universitat de Yucatán i la d'Alts Estudis a la Universitat de Sonora. Va passar cinc dècades en l'ensenyament de les matemàtiques en tots els seus nivells. Va morir el 30 d'abril de 2019, als 105 anys.[404]
- Mollie Orshansky (1915-2006) matemàtica, estadística i economista nord-americana.[405] Entre altres, va treballar en estudis biomètrics de la salut infantil, el creixement i la nutrició en el Children’s Bureau (1939), va investigar sobre la incidència i les teràpies per a la pneumònia en el New York City Department of Health (1942) i va treballar en l'O.S. Department of Agriculture (1945-1958) com a economista especialitzada en família i alimentació. L'any 1958, es va unir a la Social Security Administration com a analista de recerca en ciències socials en el Office of Research and Statistics. El 1963 va desenvolupar el Orshansky Poverty Thresholds, utilitzat als EUA com una mesura dels ingressos que una família no ha de superar per ser considerada com a pobra.[406]
- Olive Jean Dunn (1915-2008) matemàtica i estadística nord-americana.[407] Professora de bioestadística de la Universitat de Califòrnia a Los Angeles, va descriure mètodes per calcular intervals de confiança i també va codificar l'aplicació de la correcció de Bonferroni –eina per ajustar els resultats estadístics en comparacions múltiples– als intervals de confiança. Va escriure l'any 1977 el llibre de text Basic Statistics: A Primer for the Biomedical Sciences.[408]
- Alice Turner Schafer (1915-2009) matemàtica nord-americana.[409] Va rebre una beca per estudiar a la Universitat de Richmond (Virgínia): era l'única dona estudiant, en un temps en el qual les dones no tenien permesa l'entrada a la biblioteca del campus. Va obtenir brillants resultats i va defensar la seva tesi doctoral en 1942, en geometria diferencial projectiva. Va ser una de les fundadores de la Association for Women in Mathematics en 1971.[410]

### 1916-1920
- Sheila May Edmonds (1916-2002) matemàtica britànica.[411] Va realitzar la seva tesi doctoral, sota la supervisió del conegut matemàtic Godfrey Harold Hardy, titulada Some Multiplication Problems (1944), contenia 44 teoremes, 21 lemes i nombroses gràfiques acolorides en vermell i negre. Les seves tasques docents i administratives la van obligar a abandonar gairebé totalment la recerca, fou un exemple per a moltes dones que van tenir la sort de ser les seves alumnes.[412]
- Hélène Cartan (1917-1952) matemàtica francesa.[413] Filla del matemàtic Élie Cartan, el 1937 va ingressar a l'Escola Normal Superior –en principi reservada a nois– i va passar la seva primera agrégation el 1940. Va ensenyar a diversos centres d'educació secundària, però també va dedicar el seu temps a la recerca.[414]
- Phyllis Nicolson (1917-1968) física i matemàtica britànica.[415] Doctora en física –Three Problems in Theoretical Physics (1946)–, és sobretot coneguda pel seu treball sobre el mètode de Crank–Nicolson en anàlisi numèrica, al costat del físic i matemàtic John Crank.[416]
- Elizabeth Scott (1917-1988) matemàtica nord-americana.[417] Va escriure més de 30 articles sobre astronomia i altres 30 sobre l'anàlisi de modificació del clima, incorporant i estenent l'ús d'anàlisis estadístiques en aquests camps. També va utilitzar l'estadística per promoure la igualtat d'oportunitats i de salari per a les dones acadèmiques.[418]
- Helena Rasiowa (1917-1994) matemàtica polonesa.[419] Va treballar en fonaments de la matemàtica i en lògica. Va defensar la seva tesi doctoral en 1950, sota la direcció d'Andrzej Mostowski: Algebraic Treatment of the Functional Calculi of Lewis and Heyting.[420]
- Joan Elisabeth Lowther Clarke Murray (1917-1996) criptoanalista britànica, més coneguda com a Joan Clarke.[421] Va ser desxifradora de codis a Bletchley Park durant la Segona Guerra Mundial. Va treballar amb Alan Turing en la secció de Bletchley Park coneguda com a Hut 8, de la qual va arribar a convertir-se en el seu responsable.[422]
- Winifred Asprey (1917-2007) matemàtica i informàtica nord-americana.[423] Va ser una de les al voltant de dues-centes dones a aconseguir un doctorat en matemàtiques en universitats nord-americanes durant els anys 1940. Va estar involucrada en el desenvolupament del contacte entre el Vassar College i IBM, contacte que va portar a l'establiment del primer laboratori d'informàtica a Vassar: va ser el segon college als EUA a adquirir un ordinador IBM S/360 (1967).[424]
- Dorothy Maharam Stone (1917-2014) matemàtica nord-americana.[425] Va defensar la seva tesi doctoral, On measure in abstract sets, l'any 1940, sota la supervisió d'Anna Johnson Pell Wheeler (Bryn Mawr College). Va realitzar importants contribucions a la teoria de la mesura: porten el seu nom el teorema de Maharam (sobre descomponibilitat d'espais de mesura) i l'àlgebra de Maharam (un tipus d'àlgebra de Boole completa).[426]
- Jacqueline Ferrand (1918-2014) matemàtica francesa.[427] Els seus treballs se centren principalment en anàlisi real i complex i geometria diferencial. És autora de nombroses publicacions i manuals universitaris, entre ells els quatre toms de Cours de Mathématiques al costat de Jean-Marie Arnaudiès, utilitzat durant els anys 1970-1990. Va rebre el Premi Servant de la Académie des sciences de l'any 1974.[428]
- Katherine Johnson (1918-2020) matemàtica nord-americana. Va contribuir a l'aeronàutica i als programes espacials dels EUA a través de l'ús d'ordinadors electrònics digitals primerencs a la NASA. Coneguda per la seva gran precisió en la navegació astronòmica, va calcular, entre d'altres, la trajectòria per al Projecte Mercury (1961) i per al vol de l'Apol·lo 11 a la Lluna (1969).[429]
- Julia Bowman Robinson (1919-1985) matemàtica nord-americana.[430] Els seus treballs més importants tracten sobre equacions diofàntiques i teoria de la decidibilitat: va contribuir en gran manera a la demostració del teorema de Matiyasevich sobre la irresolubilitat del desè problema de Hilbert. Va fer a més una important aportació a la teoria de jocs, demostrant que la dinàmica d'un jugador fictici convergeix cap a un equilibri de Nash en una estratègia mixta en el marc d'un joc de summa zero amb dos jugadors.[431]
- Kateryna Yushchenko (1919-2001) matemàtica i informàtica soviètica.[432] Va treballar en teoria de la probabilitat, llenguatges algorítmics i llenguatges de programació. Va desenvolupar un dels llenguatges d'alt nivell amb aplicació en programació: el Address programming language. Autora de més de 200 treballs (incloent-hi 23 monografies), va supervisar 45 tesis doctorals. Va ser membre corresponent de l'Acadèmia de Ciències de l'URSS i membre de The International Academy of Computer Science.[433]
- Paulette Libermann (1919-2007) matemàtica francesa.[434] Va ser especialista en geometria diferencial, un camp en el qual va publicar nombrosos articles. El seu primer treball, conjunt amb Ehresmann, va aparèixer el 1949 i després de dotze publicacions més, va culminar en la seva tesi, Sur le problème d'équivalence de certaines estructures infinitésimales, el 1953, que es va publicar a Annali di Matematica Pura ed Applicata l'any 1954. La primera part és una exposició de la teoria d'equivalència de Cartan i la segona part conté un estudi detallat de diversos casos especials.[435]
- Irene Ann Stegun (1919-2008) matemàtica nord-americana. Es va unir al Comitè de Planificació del Projecte de Taules Matemàtiques: va aprendre els conceptes bàsics de l'anàlisi numèrica de la presidenta del comitè, Gertrude Blanch.[436] Juntament amb el matemàtic Milton Abramowitz, treballant en l'Institut Nacional d'Estàndards i Tecnologia, va editar un llibre clàssic de taules matemàtiques anomenat A Handbook of Mathematical Functions.[437]
- Adele Goldstine (1920-1964) matemàtica i programadora nord-americana.[438] Va ser una de les primera programadora de la computadora ENIAC. Especialista en llenguatge màquina, va ser la primera a documentar un manual tècnic de computació amb l' ENIAC. per després liderar i formar al grup de programadores conegudes com Les dones ENIAC.[439]
- Cesarina Tibiletti (1920-2005) matemàtica italiana.[440] Especialista en geometria algebraica, va ser autora d'uns 70 articles de recerca i algunes publicacions de didàctica de la matemàtica i divulgació científica.[441]
- Vera Nikolàievna Kublanóvskaia (1920-2012) matemàtica soviètica.[442] És reconeguda pel seu treball en el desenvolupament de mètodes computacionals per a la solució de problemes espectrals en àlgebra. Va proposar l'algorisme QR per al càlcul d'autovalors i autovectors l'any 1961 -de manera independent a John G. F. Francis-. Aquest algorisme és un dels més importants del segle xx.[443]

### 1921-1925
- Edith Hirsch Luchins (1921-2002) matemàtica polonesa-nord-americana.[444] La recerca de Luchins es va centrar en l'aplicació de les matemàtiques als problemes de la filosofia de la ciència i la psicologia, particularment a les àrees de fonaments lògics, aprenentatge i percepció. Casada amb el psicòleg Abraham S. Luchins, l'experiment Luchins and Luchins' Water Jar Experiment porta el nom de tots dos. Va escriure diversos llibres al costat del seu marit, interessada en la matemàtica educativa.[445]
- Frédérique Papy-Lenger (1921-2005) matemàtica i pedagoga belga.[446] Va treballar al costat del seu marit Georges Papy (1920-2011) en la reforma de la pedagogia de les matemàtiques des de mitjans dels anys 1950. Entre 1963 i 1966, va publicar al costat de Georges Papy un programa pedagògic en sis volums per a les matemàtiques de secundària Mathématique moderne: proposaven unificar els grans temes del programa recolzant-se en la teoria de conjunts, el concepte d'aplicació i les estructures algebraiques.[447]
- Mary Winston Jackson (1921-2005) matemàtica i enginyera aeroespacial nord-americana.[448] Va treballar per al Comitè Conseller Nacional per a l'Aeronàutica (NACA) que més tard es transformaria en la NASA. Va treballar la major part de la seva vida al Centre de Recerca de Langley, des de calculista a enginyera, i sota les ordres de Dorothy Vaughan en la Secció d'Informàtica de l'Àrea Oest. Autora o coautora de dotze articles tècnics per la NACA i NASA, va ajudar dones i altres minories a ascendir en les seves carreres, assessorant-les sobre la manera de millorar les seves oportunitats de promoció.[449]
- Gloria Gordon Bolotsky (1921-2009) matemàtica i programadora nord-americana.[450] Va formar part d'un equip d'unes cent científiques i científics que van participar en la programació de la computadora ENIAC, dissenyada per realitzar càlculs d'artilleria per a l'exèrcit nord-americà. La programació inicial d'ENIAC va ser realitzada per sis dones: Betty Snyder Holberton, Betty Jean Jennings Bartik, Marlyn Wescoff Meltzer, Ruth Lichterman Teitelbaum, Kathleen McNulty Mauchly Antonelli i Frances Bilas Spence. L'any 1963 es va unir a l'Institut Nacional de Normes i Tecnologia, on va treballar durant vint anys en xarxes de computadores, incorporació de xarxes en sistemes de telecomunicacions i tècniques d'optimització de costos.[451]
- Mavis Lilian Batey (1921-2013) criptoanalista britànica.[452] Va treballar com desxifradora de codis a Bletchley Park (Buckinghamshire, Anglaterra) durant la Segona Guerra Mundial. El seu treball va ser una de les claus de l'èxit de l'exèrcit aliat durant la batalla de Normandia.[453]
- Marília Chaves Peixoto (1921-1960) matemàtica brasilera.[454] Esposa del matemàtic Maurício Peixoto, autors ambdós del teorema de Peixoto.
- Anneli Cahn Lax (1922-1999) matemàtica nord-americana.[455] La seva tesi doctoral Cauchy’s Problem for a Partial Differential Equation with Real Multiple Characteristics (1955) va ser dirigida per Richard Courant. Va treballar per fer les matemàtiques accessibles a estudiants i públic en general, sobretot com a editora de la New Mathematical Library Series de la Mathematical Association of America.[456]
- Olga Aleksandrovna Ladijenskaia (1922-2004) matemàtica russa.[457] És coneguda pel seu treball en equacions en derivades parcials (especialment en el problema 19 de Hilbert) i en dinàmica de fluids. Va ser guardonada amb la Medalla Lomonósov de l'any 2002.[458]
- Betty Shannon (1922-2017) matemàtica nord-americana.[459] Va conèixer al seu marit, Claude Shannon, el «pare de la teoria de la informació», en els Laboratoris Bell en els quals tots dos treballaven, ella com a analista numèrica. Betty va col·laborar amb Shannon en algun dels seus invents més famosos.[460]
- Ann Katharine Williamson Mitchell (1922-2020) matemàtica, psicòloga i criptoanalista britànica.[461] Va passar de treballar en la descodificació de la màquina Enigma -que va servir per xifrar els missatges alemanys durant la Segona Guerra Mundial- formant part de l'equip d'Alan Turing a Bletchley Park, a investigar l'efecte del divorci en els nens. La seva recerca, pionera en aquest camp, no només li va valer un títol acadèmic de la Universitat d'Edimburg, sinó que va suposar un canvi en la llei escocesa que regulava el divorci per assegurar que les necessitats dels fills es tinguessin degudament en compte en els acords de divorci.[462]
- Gloria Olive (1923-2006) matemàtica nord-americana.[463] Especialista en combinatòria, va ser un dels membres fundadors de la Societat Matemàtica de Nova Zelanda. Opinava que l'ensenyament ha de centrar-se en l'estudiant, enfrontant-se a l'oposició del seu entorn acadèmic.[464]
- Cathleen Synge Morawetz (1923-2017) matemàtica canadenca.[465] La seva recerca se centra fonamentalment en l'estudi d'equacions diferencials parcials associades a fluids. Ha publicat treballs en varietat de temes que inclouen viscositat, fluids compressibles i fluxos transsònics. L'any 1981, va ser la primera dona a dictar la Gibbs Lecture de The American Mathematical Society.[466]
- Marjorie Rice (1923-2017) matemàtica aficionada nord-americana.[467] Va desenvolupar el seu propi sistema de notació matemàtica per representar les restriccions i les relacions entre els costats i angles dels polígons. Va aconseguir descobrir quatre nous tipus de tessel·lacions pentagonals i més de seixanta teselacions diferents amb diferents tipus de pentàgons.[468]
- Yvonne Choquet-Bruhat (1923) matemàtica i física francesa.[469] L'any 1979 va ser la primera dona a ser triada membre de la Académie des sciences. És autora d'uns 200 articles científics, amb impacte en matemàtiques i en física, en particular en teoria de la relativitat i hidrodinàmica relativista.[470]
- Betty Jean Jennings Bartik (1924-2011) programadora nord-americana.[471] Va ser una de les programadores originals de la computadora ENIAC. L'any 1997, al costat de les seves cinc companyes programadores de la ENIAC –Betty Snyder Holberton, Kathleen McNulty Mauchly Antonelli, Marlyn Wescoff Meltzer, Ruth Lichterman Teitelbaum i Frances Bilas Spence– va ser inclosa en el Women in Technology International Hall of Fame.[472]
- Mary Ellen Rudin (1924-2013) matemàtica nord-americana.[473] La seva recerca estava orientada cap a la topologia general. Va estimular la recerca en topologia durant més de vint anys, dirigint 18 tesis doctorals. És coneguda per les seves construccions i contraexemples a conjectures cèlebres, la més coneguda d'elles és l'espai de Dowker.[474]
- Mary Lee Woods (1924-2017) matemàtica i programadora britànica.[475] Va treballar en l'equip que va desenvolupar el Manchester Mark I (un dels primers ordinadors) al costat del seu marit, el també matemàtic i programador Conway Berners-Lee. El seu fill major, Tim Berners-Lee, és el pare de la World Wide Web.[476]
- Evelyn Boyd Granville (1924) matemàtica nord-americana.[477] Va ser la segona dona afroamericana dels EUA a doctorar-se en matemàtiques –la primera va ser Eufemia Haynes en 1943– amb la tesi titulada On Laguerre Series in the Complex Domain (1949). Va formar part de l'equip matemàtic –ella treballava a IBM– que va treballar per a la NASA.[478]
- Maria Assumpció Català i Poch (1925-2009) matemàtica i astrònoma catalana.[479] Va ser la primera dona a obtenir el doctorat en matemàtica per la Universitat de Barcelona: la seva tesi es titulava Contribució a l'estudi de la dinàmica dels sistemes estel·lars de simetria cilíndrica (1970). Va dur a terme observacions sistemàtiques de taques solars durant més de trenta anys.[480]
- Olga Arsénievna Oléinik (1925-2001) matemàtica soviètica.[481] Va dur a terme un treball pioner en teoria d'equacions en derivades parcials, teoria de l'elasticitat i teoria matemàtica de capes límit: va escriure (sola o en col·laboració) més de 370 treballs matemàtics. Activa i entusiasta docent i investigadora, va supervisar més de 50 tesis doctorals. Va rebre nombrosos premis, com la Medalla Lomonosov l'any 1964 o el Premi de l'Acadèmia de Ciències de Rússia de l'any 1995.[482]

### Nascudes en el segon quart delseglexx

#### 1926-1930
- Carol Ruth Karp (1926-1972) matemàtica estatunidenca.[483] Va ser especialista en lògica infinitaria. El seu llibre Languages with Expressions of Infinite Length va ser una de les seves majors contribucions en aquesta àrea. El Karp Prize de l'Association for Symbolic Logic es lliura en el seu honor des de 1973, cada cinc anys.[484]
- Erna Schneider Hoover (1926) matemàtica nord-americana.[485] Va inventar un sistema automatitzat de commutació del telèfon (US 3623007 A), que evitava sobrecàrregues del sistema en hores punta.[486] Usava un ordinador per supervisar les trucades entrants, i ajustava automàticament l'acceptació de la trucada. Va treballar durant més de trenta anys en els Laboratoris Bell, on va ser nomenada supervisora del servei tècnic: va ser la primera dona a aconseguir-ho.[487]
- María Josefa Wonenburger Planells (1927-2014) matemàtica espanyola.[488] Va rebre l'any 1953 una de les primeres Beques Fulbright, amb la qual va poder estudiar a la Universitat Yale (EUA); l'any 1957 va defensar la seva tesi doctoral, dirigida per l'algebrista Nathan Jacobson i titulada On the group of similituds and its projective group. La seva recerca es va centrar principalment en la teoria de grups i en la teoria d'àlgebres de Lie. Va dirigir vuit tesis doctorals i va publicar nombrosos articles de recerca. Des de 1983 va romandre apartada del món acadèmic, en haver de tornar a la seva Galícia natal per atendre a la seva mare malalta.[489] Des de l'any 2007 la Xunta de Galícia a través de la Unidade de Muller i Ciència atorga anualment el Premi María Josefa Wonenburger Planells que reconeix a dones científiques de Galícia.[490]
- Joan Birman (1927) matemàtica nord-americana.[491] És especialista en teoria de trenes i teoria de nusos. El seu llibre Braids, Links, and Mapping Class Groups és una introducció al tema: moltes i molts investigadors a l'àrea han après d'ell en els seus inicis.[492]
- Vera Cooper Rubin (1928-2016) astrònoma nord-americana.[493] Pionera en el mesurament de la rotació dels estels dins d'una galàxia, els seus mesuraments van provar que les corbes de rotació galàctiques es mantenien planes, contradient el model teòric i sent l'evidència més directa i robusta de la matèria fosca.[494]
- Hu Hesheng (1928) matemàtica xinesa.[495] Experta en geometria diferencial, va impartir la Noether Lecture en el International Congress of Mathematicians (ICM) 2002: Two-Dimensional Toda Equations and Laplace Sequences of Surfaces in Projective Space. Ha estat vicepresidenta de la Societat Matemàtica Xinesa, presidenta de la Societat Matemàtica de Xangai i acadèmica en l'Acadèmia de Ciència Xina.[496]
- Marion Walter (1928-2021)  matemàtica nord-americana nascuda a Alemanya.[497] Va treballar en diferents projectes relacionats amb l'ensenyament de les matemàtiques; per exemple, va ser assessora en matemàtiques en la sèrie de televisió per a nenes i nens Sesame Street. Va escriure, entre altres llibres, The Mirror Puzle Book, un llibre sobre l'ús de miralls per explorar la simetria. El teorema de Marion sobre triangles porta el seu nom.[498]
- Elizabeth Fennema (1928-2021), de soltera Hammer, pedagoga estatunidenca especialista en ensenyament de les matemàtiques. Va treballar a la universitat de Wisconsin i va publicar diferents llibres sobre metodologia de l'ensenyament de les matemàtiques als infants, molt influents en l'època d'implantació de les matemàtiques modernes en els currículums escolars.[499]
- Charlotte Froese Fischer (1929) matemàtica canadenca-nord-americana nascuda a Ucraïna.[500] Especialista en ciències de la computació, destaca fonamentalment pel desenvolupament i implementació del mètode de camp autoconsistent multiconfiguracional CASSCF de química computacional i per la seva predicció teòrica de l'existència dels ions de calci negatius.[501]
- Regina Iosifovna Tyshkevich (1929) matemàtica belarussa.[502] Especialista en teoria de grafs, els seus principals interessos estan centrats en grafs d'intersecció, seqüències de graus i la conjectura de la reconstrucció. És, a més, coinventora de la noció de grafs dividits. En 1998, va rebre el Premi Estatal de Belarús pel llibre Lektsii po teorii grafov Uchebnoe posobie (Lliçons de teoria de grafs) del que és coautora, a més d'altres importants guardons.[503]
- Thyrsa Frazier Svager (1930-1999)  matemàtica nord-americana.[504] Va ser una de les primeres dones afroamericanes a obtenir un doctorat en matemàtiques als EUA. (1965), amb la tesi On the Product of Absolutely Continuous Transformations of Measure Spaces dirigida per Paul Reichelderfer (Universitat d'Ohio). Va ser la directora del Departament de Matemàtiques de la Central State University (CSU) a Ohio durant dècades, acabant la seva carrera acadèmica com a vicerectora d'assumptes acadèmics. Durant les seves carreres, ella i el seu marit, el professor de física Aleksandar Svager, van invertir un dels seus salaris per establir un fons per a beques. Després de la seva defunció l'any 1999, es va crear el Fons Thyrsa Frazier Svager per becar a dones afroamericanes especialitzades en matemàtiques.[505]
- Maria Antònia Canals (1930) mestra i matemàtica catalana.[506] És coneguda pel seu enfocament lúdic de la matemàtica i la gran quantitat de material didàctic que ha generat.[507] La seva tasca ha estat reconeguda amb diversos premis i homenatges, i segueix activa compartint les seves propostes i sabers relacionats amb l'ensenyament de les matemàtiques.[508]
- Vera T. Sós (1930) matemàtica hongaresa.[509] Especialista en la teoria de nombres i combinatòria, alguns dels seus assoliments són el teorema Kővári–Sós–Turán (relacionat amb grafs bipartits), el teorema de l'amistat (demostrat amb Paul Erdős i Alfréd Rényi) o el teorema de tres distàncies (conjeturat per Hugo Steinhaus i demostrat independentment per ella i el matemàtic Stanisław Świerczkowski).[510]

#### 1931-1935
- Valentina Mikhailovna Borok (1931-2004) matemàtica ucraïnesa.[511] La seva especialitat era la teoria d'equacions en derivades parcials. Va escriure més de 80 articles en revistes de recerca i va dirigir 16 tesis doctorals. A més va ser una docent molt apreciada pel seu alumnat.[512]
- Vera Pless (1931-2020) matemàtica nord-americana.[513] La seva especialitat és la combinatòria i la teoria de codis. Va obtenir el seu grau de doctora en matemàtiques en 1957 amb la tesi Quotient Rings of Continuous Transformation Rings. És autora del llibre An Introduction to the Theory of Error-Correcting Codes i d'uns 100 articles de recerca.[514]
- Vivienne Malone-Mayes (1932–1995) matemàtica nord-americana.[515] Va ser la cinquena dona afroamericana a obtenir un doctorat en matemàtiques (1966), centrant-se la seva recerca en anàlisi funcional, en particular en propietats de funcions. També es va interessar pels mètodes d'ensenyament de les matemàtiques.[516]
- Mary Wynne Warner (1932-1998) matemàtica britànica.[517] Encara que no va arribar a completar el seu doctorat –el seu marit era diplomàtic i viatjaven amb freqüència–, va investigar –i va publicar– en topologia algebraica sota la supervisió d'Henry Whitehead.[518] En 2002, la London Mathematical Society va reconèixer el seu treball publicant en el seu Bulletin un extens Obituari.[519]
- Siobhán Vernon (1932-2002), de soltera O'Shea, primera dona irlandesa en obtenir un doctorat en matemàtiques.[520]
- Frances Elizabeth "Fran" Allen (1932) matemàtica, científica computacional i investigadora nord-americana.[521] Pionera en el camp d'optimització de compiladors, els seus assoliments inclouen treball en compiladors, optimització de codi, i computació paral·lela. També va tenir un rol important en la creació de llenguatges de programació i codis de seguretat per a l'Agència de Seguretat Nacional Americana. Va començar a treballar l'any 1957 en la secció de recerca d'IBM, sent pionera en el camp d'automatització de tasques paral·leles i optimització de compiladors.[522] A partir dels anys 80 va rebre nombrosos reconeixements, entre els quals destaca en 2006 la concessió del Premi Turing de la Association for Computing Machinery -considerat el Nobel de les Ciències de la Computació-, per les seves contribucions que van millorar fonamentalment el rendiment dels programes de computador i van accelerar l'ús de sistemes de computació d'alt rendiment.[523]
- Etta Zuber Falconer (1933-2002) matemàtica i educadora nord-americana.[524] Va ser una de les primeres afroamericanes a obtenir un doctorat en matemàtiques: va ser l'any 1969, la Emory University, amb una tesi sobre àlgebra abstracta, Quasigroup Invariant Under Isotopy, dirigida per Trevor Evans. Durant 37 anys va ensenyar matemàtiques i va ajudar en la millora de l'educació científica en el Spelman College.[525]
- Lesley Millman Sibner (1934-2013) matemàtica nord-americana.[526] Va treballar en geometria diferencial i teoria de Hodge. Entre molts altres problemes matemàtics va treballar en temes relacionats amb el teorema del punt fix d'Atiyah-Bott, el teorema de Riemann–Roch, l'equació de Yang-Mills, teoria gauge o de instantones.[527]
- Grace Wahba (1934) estadística nord-americana.[528] És pionera en mètodes de smoothing spline per extreure el senyal en dades amb soroll. És sobretot coneguda pel desenvolupament del mètode generalitzat de validació creuada –implementat en els paquets estadístics habituals– i per l'anomenat problema de Wahba. Els seus mètodes i tècniques tenen aplicacions en estudis demogràfics, microanàlisis d'ADN, modelització del risc, estudi d'imatges mèdiques o canvi climàtic, per citar algunes.[529]
- Graciela Salicrup López (1935-1982) matemàtica i arquitecta mexicana.[530] Va ser una investigadora pionera en la branca de topologia categòrica en les dècades de 1970 i 1980. El saló principal de l'Institut de Matemàtiques de la UNAM porta el seu nom.[531]
- Louise Schmir Hay (1935-1989) matemàtica nord-americana d'origen francès.[532] Va ser especialista en lògica matemàtica, teoria de funcions recursives i ciència de la computació teòrica. L'any 1980 va ser nomenada directora del Departament de Matemàtiques de la Universitat d'Illinois a Chicago, convertint-se en aquest moment en l'única dona dirigint un departament de matemàtiques d'una universitat important als EUA.[533]
- Gloria Conyers Hewitt (1935) matemàtica nord-americana.[534] L'any 1962, va ser la quarta dona afroamericana a obtenir un doctorat en matemàtiques, amb la tesi titulada Direct and Inverse Limits of Abstract Algebras dirigida per Richard Pierce. Va treballar durant 38 anys com a professora a la Universitat de Montana, dirigint una tesi doctoral i tutoritzant a diversos estudiants.[535]
- Nina Nikolaevna Uraltseva (1935) matemàtica russa.[536] La seva especialitat és l'estudi d'equacions en derivades parcials no lineals. Va defensar la seva tesi doctoral l'any 1960 a la Universitat Estatal de Sant Petersburg sota la supervisió d'Olga Aleksandrovna Ladyzhenskaya. La seva recerca sobre els problemes 19 i 20 de Hilbert li van valer Premi Chebyshev de l'Acadèmia de Ciències de Rússia en 1967 i el Premi Estatal de Rússia en 1969.[537]
- Alexandra Bellow (1935) matemàtica nord-americana d'origen romanès.[538] Ha realitzat importants contribucions en teoria ergòdica, probabilitat i anàlisi, sent una autora de referència en el primer dels temes.[539]
- Bhama Srinivasan (1935) matemàtica nord-americana natural de l'Índia.[540] És coneguda pel seu treball en teoria de representació de grups finits. Les seves contribucions han estat reconegudes a través d'una Conferència Noether el 1990: The Invasion of Geometry into Finite Group Theory. Va ser presidenta de la Association for Women in Mathematics entre 1981 i 1983.[541]

#### 1936-1940
- Margaret Hamilton (1936) matemàtica, informàtica i enginyera de sistemes nord-americà.[542] Va formar part del Charles Stark Draper Laboratory del Massachusetts Institute of Technology; en 1965 es va convertir en la responsable del desenvolupament del programari de navegació a bord dels ordinadors de la missió Apol·lo. Gran part del seu treball en la NASA va consistir a generar codis i dissenyar sistemes que van donar lloc al desenvolupament de conceptes base del disseny de programari actual. Ha realitzat importants contribucions a les idees sobre la tolerància a fallades i fiabilitat.[543]
- Geraldine Claudette Darden (1936) matemàtica nord-americana.[544] Va ser la catorzena dona afroamericana a obtenir un doctorat en matemàtiques: va ser en 1967, a la Universitat de Siracusa, sota la supervisió de James Reid, amb la dissertació titulada Sobre les sumes directes de grups cíclics. Després de rebre el seu títol de llicenciatura en 1957 va començar a fer classes. Gràcies a una subvenció de la National Science Foundation va poder assistir al Summer Institute in Mathematics celebrat a la Universitat Central del Nord de Carolina: allí va conèixer a Marjorie Lee Browne, la matemàtica que va dirigir l'Institut, qui encoratjaria a Darden a continuar estudis de postgrau en Siracusa.[545]
- Sally Shlaer (1938-1998) matemàtica i enginyera de sistemes nord-americà.[546] És coneguda fonamentalment per desenvolupar en els anys 1980 (al costat de l'informàtic Stephen J. Mellor) l'anomenat Shlaer–Mellor method per a desenvolupament de programari.[547]
- Marina Evseevna Ratner (1938-2017) matemàtica rus-nord-americà.[548] Especialista en teoria ergòdica, diversos teoremes en aquesta branca porten el seu nom.[549] Al voltant de 1990 va provar un grup important de teoremes relatius a fluxos unipotentes en espais homogenis coneguts com a teoremes de Ratner.[550]
- Lorraine Lois Foster (1938) matemàtica nord-americana. En 1964 es va convertir en la primera dona a rebre un doctorat en matemàtiques per l'Institut de Tecnologia de Califòrnia amb la memòria On the Characteristic Roots of the Product of Certain Rational Integral Matrius of Order Two. La seva directora de tesi va ser Olga Taussky-Todd. Ha treballat en teoria de nombres i simetria de grups.[551]
- Jitka Dupačová (1939-2016) matemàtica txeca.[552] Va ser una de les pioneres a l'àrea d'optimització coneguda originalment com a Programació Estocàstica (1960). Va treballar en el Departament de Probabilitat i Estadística Matemàtica de la Facultat de Matemàtiques i Física de la Universitat Charles de Praga, ocupant diferents càrrecs.[553]
- Mary W. Gray (1939) matemàtica nord-americana.[554] És autora d'articles i llibres sobre matemàtiques, educació matemàtica, ciències de la computació, estadística aplicada, lleis de discriminació i llibertat acadèmica. Va ser una de les fundadores de la Association for Women in Mathematics (AWM) i la seva primera presidenta de 1971 a 1973.[555]
- Doris Schattschneider (1939) matemàtica nord-americana.[556] És coneguda per escriure sobre teselaciones i sobre l'art de MC Escher, per ajudar Martin Gardner a validar i popularitzar els descobriments del mosaic del pentàgon de la matemàtica aficionada Marjorie Rice, i per codirigir amb Eugene Klotz el projecte que va desenvolupar el bloc de dibuix de The Geometer.[557][558]
- Cora Sadosky (1940-2010) matemàtica argentina.[559] Filla dels matemàtics Cora Ratto i Manuel Sadosky, les seves contribucions van aconseguir més de 50 articles a l'àrea d'anàlisi funcional i anàlisi harmònica.[560]
- Limita Goldway Keen (1940) matemàtica nord-americana.[561] Va defensar la seva tesi doctoral sobre superfícies de Riemann, sota la direcció de Lipman Bers. És a més especialista en geometria hiperbòlica –és coneguda sobretot pel lema del collaret–, grups kleinianos i fuchsianos, anàlisi complexa i dinàmica hiperbòlica.[562]

#### 1941-1945
- Lenore Blum (1942) matemàtica nord-americana.[563] Especialista en computació, va investigar sobre generadors assegurances de nombres aleatoris i avaluació de funcions racionals –veure el Blum Blum Shub–. En 1989, va publicar un article amb Michael Shub i Stephen Smale sobre completesa NP, funcions recursivas i màquines de Turing universals –veure el Blum–Shub–Smale machine–.[564] Ingressa en la Carnegie Mellon University (CMU) en 1998 on duu a terme reeixits programes com el Women @ SCS que va aconseguir que la titulació de Ciències de la Computació aconseguís gairebé la paritat de gènere. Més tard, el Projecte Olympus, que va crear més de la meitat de les startups de CMU i va exercir un paper catalitzador en l'escena de startups de la ciutat, es va associar amb el Centre Donald Jones pel Emprendimiento per formar el Centre Carnegie Mellon per a la Innovació i el Emprendimiento (CIE) que posteriorment es va transformar al Centre Swartz pel emprendimiento, del que va dimitir en 2018 per la deriva sexista que s'estava duent a terme.[565]
- Karen Keskulla Uhlenbeck (1942) matemàtica nord-americana.[566] Professora en la University of Texas in Austin, la seva recerca abasta, entre unes altres, la teoria geomètrica d'equacions en derivades parcials, el càlcul en variacions, la teoria gauge, els sistemes integrables o les equacions de Schrödinger no lineals. Entre altres premis i guardons, ha rebut la National Medal of Science de EE.UU. (2000), el Premi Steele de la American Mathematical Society (2007) i el Premi Abel (2019).[567]
- Gillian Lovegrove (1942) matemàtica britànica.[568] Especialista en ciències de la computació, en particular en programació orientada a objectes, és coneguda pel seu interès en el desequilibri de gènere a l'educació informàtica i l'ocupació, i per la seva discussió pública de les possibles solucions davant l'escassetat de persones graduades en tecnologies de la informació en el Regne Unit.[569] Al costat de l'especialista en ciències de la computació Wendy Hall va escriure dos coneguts articles sobre dones i educació en informàtica: Where Are All the Girls? (1987) i Where Are the Girls Now? (1991).[570]
- Christine Darden (1942) matemàtica, analista de dades i enginyera aeronàutica nord-americana.[571][572] Durant gran part dels seus quaranta anys de carrera, va treballar en aerodinàmica en la NASA, investigant sobre vols supersònics i bangs sònics. Va ser la primera dona afroamericana en el Langley Research Center de la NASA promocionada al Sènior Executive Service, el rang superior en la funció pública federal. És una de les investigadores destacades en el llibre Figures ocultes de Margoy Lee Shetterly.[573]
- Evelyn Merle Nelson (1943-1987) matemàtica canadenca.[574] Va realitzar contribucions a l'àrea de l'àlgebra universal amb aplicacions a la teoria de la computació. El Premi Krieger-Nelson –atorgat anualment per la Societat Matemàtica del Canadà des de l'any 1995– a la recerca realitzada per una dona matemàtica, porta el seu nom i el de Cecilia Krieger.[575]
- Margaret Hilary Millington (1944-1973) matemàtica anglesa.[576] Es va doctorar en matemàtiques en 1968 per la Universitat d'Oxford, amb la tesi Subgroups of the Classical Modular Group supervisada per a. O. L. Atkin. Va morir molt jove, d'un tumor cerebral. No obstant això, en 1983, durant un simposi sobre formes modulars organitzat per la London Mathematical Society, es va posar en evidència la importància del seu treball de tesi i de la seva recerca postdoctoral.[577]
- Graciela Chichilnisky (1944) matemàtica i economista argentí-nord-americà.[578] Experta en canvi climàtic, és professora d'economia a la Universitat de Colúmbia.[579] Després de traslladar-se a la Universitat de Califòrnia en Berkeley, va completar el seu doctorat en matemàtiques en 1971. Després va obtenir un segon doctorat en economia en 1976. És coneguda per proposar i dissenyar el comerç d'emissions de carboni subjacent al Protocol de Kyoto.[580] Chichilnisky també ha estat demandant a la Universitat de Colúmbia de manera intermitent des de 1990 -la primera demanda la va guanyar en 1991 i l'última en 2008- al·legant discriminació de gènere i desigualtat salarial.<undefined />
- Nicole El Karoui (1944) matemàtica francotunisiana.[581] És pionera en els estudis en finances quantitatives. La seva recerca ha contribuït a l'aplicació de la probabilitat i les equacions diferencials estocàstiques en la modelització i la gestió de riscos en mercats financers.[582]
- Krystyna Kuperberg (1944) matemàtica polonès-nord-americà.[583] En els anys 1980 va començar a interessar-se en problemes de punt fix i aspectes topològics dels sistemes dinàmics. En 1993, va construir un contraexemple a la conjectura de Seifert, a partir de llavors ha continuat amb l'estudi de sistemes dinàmics.[584]
- Jean Ellen Taylor (1944) matemàtica nord-americana.[585] Coneguda pel seu treball sobre les matemàtiques de les bombolles de sabó i del creixement dels cristalls. En 1976 va publicar la primera prova de les lleis de Plateau, una descripció de les superfícies formades pels grups de bombolles de sabó, lleis que havien estat formulades, sense prova, pel físic Joseph Plateau. Ha estat presidenta de la Association for Women in Mathematics entre 1999 i 2001.[586]
- Dusa McDuff (1945) matemàtica britànica.[587] El seu treball en geometria simpléctica va ser reconegut amb el primer Satter Prize (1991) i ha estat una de les seleccionades per una Noether Lecture (1998). És sòcia de la Royal Society (1994) i de la American Mathematical Society (2012), i membre de l'National Academy of Sciences de EE.UU. (1999).[588]

#### 1946-1950
- Pilar Bayer (1946) matemàtica espanyola.[589] Professora de piano (Conservatori Municipal de Música de Barcelona, 1967) i Doctora en matemàtiques (Universitat de Barcelona, 1975), és especialista en teoria de nombres.[590] La seva activitat investigadora s'emmarca en el Seminari de Teoria de Nombres de Barcelona, del com va ser fundadora en 1986. Entre les seves moltes distincions, va ser nomenada Emmy-Noether-Professorin per la Universitat Georg-August de Gotinga (Alemanya) en 2004.[591] En 2008 va formar part de «Dones i Matemàtiques: 13 Retrats», editat per la Comissió Dones i Matemàtiques de la RSME, com a part del projecte «La dona com a element innovador en la Ciència», que recollia exemples de dones treballant en diferents àmbits professionals de les matemàtiques.[592]
- María Teresa Lozano Imízcoz (1946)  matemàtica espanyola.[593] El seu camp de recerca és la Topologia i Geometria, en particular les 3-varietats. En 1990 es va convertir en catedràtica de Geometria i Topologia -primera catedràtica de la Facultat de Ciències de la Universitat de Saragossa-. Entre 1976 i 1978 va ser Honorary Fellow a la Universitat de Wisconsin (Estats Units).[594] Des de 2006 pertany a la Reial Acadèmia de Ciències Exactes, Físiques i Naturals, en 2008 va formar part de «Dones i Matemàtiques: 13 Retrats», editat per la Comissió Dones i Matemàtiques de la RSME, com a part del projecte «La dona com a element innovador en la Ciència», que recollia exemples de dones treballant en diferents àmbits professionals de les matemàtiques i en 2016 va rebre la Medalla de la Reial Societat Matemàtica Espanyola (RSME).[595][596]
- Radhia Cousot (1947-2014) matemàtica i especialista en ciències de la computació francesa.[597] Doctorada en matemàtiques, o –al costat de Patrick Cousot– la «teoria de la interpretació abstracta», teoria que permet donar un marc unificat i formal al conjunt de mètodes lligats a la verificació de sistemes informàtics i biològics.[598] Per aquesta aportació, tots dos investigadors van rebre en 2013 l'ACM SIGPLAN Programming Languages Achievement Award i en 2014 el Harlan D. Mills Award de la IEEE Computer Society.[599]
- Edna Paisà (1948-2014) treballadora social i estadística indígena nord-americana.[600] Va utilitzar els seus coneixements estadístics per realitzar millores en els censos del seu país; el seu objectiu era augmentar la presència de la comunitat indígena en els registres governamentals –molts indis no estaven inscrits– per aconseguir més ajudes per part de l'administració.[601]
- Barbara Hendricks (1948) soprano nord-americà.[602] Es va graduar als vint anys a la Universitat de Nebraska en matemàtiques i química, després els seus estudis es van centrar en la música.[603] Preguntada en una entrevista -per al periòdic El Correu-[604] sobre la relació entre les matemàtiques i la música, ella responia «Les matemàtiques serveixen per a tot en la vida, ja que t'ensenyen a raonar, a resoldre problemes. Però sobretot m'han donat disciplina per a mi mateixa, una disciplina que no és per res opresiva sinó que em facilita ser lliure».[605]
- Xaro Nomdedéu Moreno (1948) matemàtica espanyola. Catedràtica de matemàtiques d'Ensenyament Secundari, també ha impartit docència universitària, ha impulsat i presidit la Societat de Professorat de Matemàtiques, i dirigit el Planetari de Castelló.[606] És autora de llibres i articles sobre didàctica de les matemàtiques, coeducació i matemàtiques o història de les matemàtiques.[607] En 2008 va formar part de «Dones i Matemàtiques: 13 Retrats», editat per la Comissió Dones i Matemàtiques de la RSME, com a part del projecte «La dona com a element innovador en la Ciència», que recollia exemples de dones treballant en diferents àmbits professionals de les matemàtiques.
- Sun-Yung Alice Chang (1948) matemàtica nord-americana d'origen xinès.[608] És especialista en alguns aspectes d'anàlisi matemàtica, que van des de l'anàlisi harmònica i les equacions en derivades parcials fins a la geometria diferencial.[609]
- Cheryl Elisabeth Praeger (1948) matemàtica australiana.[610] Doctora per la University of Oxford (1973) sota la supervisió de Peter M. Neumann, ha publicat nombrosos articles de recerca –en teoria de grups, teoria algebraica de grafs i disseny combinatori– i supervisat a més de 25 estudiants de doctorat.[611]
- Raman Parimala (1948) matemàtica índia.[612] Coneguda per les seves contribucions en àlgebra. Durant molts anys va ser professora en el Tata Institute of Fonamental Research (TIFR), Mumbai. La seva recerca utilitza eines de teoria de nombres, geometria algebraica i topologia. Ha estat reconeguda amb el Premi Bhatnagar en 1987, un doctorat honorari de la Universitat de Lausana en 1999 i el Premi del Centenari de Naixements Srinivasa Ramanujan en 2003. Va rebre el premi de matemàtiques de 2005 de l'Acadèmia de Ciències per al Món en Desenvolupament pel seu treball «en l'anàleg quadràtic de la conjectura de Serre, la trivialitat dels principals espais homogenis dels grups clàssics sobre camps de dimensions cohomológicas 2 i el μ-invariante de camps de funcions p-adicas». Parimala també va abordar la solució per a la segona conjectura de Serre.[613]
- Fan Chung (1949) matemàtica nord-americana nascuda a Taiwan.[614] Treballa principalment en teoria espectral de grafs, teoria de grafs extremales i grafs aleatoris.[615] Ha publicat més de 200 articles i tres llibres Spectral Graph Theory (1997), Erdős on Graphs: His Legacy of Unsolved Problems (amb Ron Graham, 1998) i Complex Graphs and Networks (amb Linyuan Dl., 2006).[616]
- Irene Loiseau (1949) matemàtica i informàtica argentina.[617] Llicenciada en Matemàtiques i Doctora en Informàtica, és professora en el Departament de Computació en la Facultat de Ciències Exactes i Naturals d'Universitat de Buenos Aires (Argentina). Ha estat vicepresidenta d'Associació Llatí-Iberoamericana de Recerca Operativa (ALIO) en el període 2002-2006, associació que ha comptat amb diverses dones com a presidentes.[618]
- Regina Llopis Rivas (1950) matemàtica i informàtica veneçolana.[619] Doctora en Matemàtiques Aplicades a la Intel·ligència Artificial per la Universitat de Berkeley, va ser guardonada amb el Premi Ada Byron a la Dona Tecnòloga en 2017.[620] Presideix el Grup AIA, que desenvolupa solucions de programari innovadores, basades en algorismes originats en els camps de la Intel·ligència Artificial, Física Teòrica i Matemàtica Aplicada.[621] Va ser guardonada amb el Premi Lideratge Dona Empresària, en 2017, com a millor tecnòloga d'Espanya.[622]

### Nascudes al tercer quart delseglexx

#### 1951-1955
- Marida Bertocchi (1951-2016) matemàtica italiana.[623] Catedràtica de Matemàtica Financera a la Universitat de Bergamo, les seves àrees d'interès en recerca abasten els models i algorismes d'optimització no lineals, així com l'àlgebra lineal, amb especial interès en la computació en paral·lel. Des dels anys 1990 la seva recerca es va centrar en aspectes de modelització financera amb especial #èmfasi en tècniques d'optimització estocàstica per a la seva resolució i, més recentment, en models d'optimització en el sector energètic.[624]
- Eva Bayer-Fluckiger (1951) matemàtica suïssa d'origen hongarès.[625] Ha treballat en diversos temes relacionats amb topologia, àlgebra i teoria de nombres, com a teoria de nusos, reticles, formes quadràtiques o cohomología de Galois. Juntament amb la matemàtica Raman Parimala (1948), ha demostrat la conjectura de Serre II.[626]
- Wendy Hall (1952) matemàtica britànica.[627] Especialista en ciències de la computació, és professora de ciències de la computació a la Universitat de Southampton (Regne Unit), i en aquest moment la directora del Web Science Institute de la seva Universitat. La seva recerca actual inclou aplicacions a la web semàntica i l'exploració de la interfície entre les ciències de la vida i les ciències físiques. Ha aconseguit importants llocs de lideratge en diferents organismes internacionals, sent un model per a altres dones a les àrees de ciència, enginyeria i tecnologia.[628] És membre de la Royal Society i en 2009 va ser nomenada Dame Commander of the British Empire.[629]
- Ingrid Daubechies (1954) matemàtica i física belga.[630] Ha realitzat importants aportacions en el camp de les ondículas en imatges. La necessitat de noves matemàtiques per a la física teòrica li ha fet interessar-se per les ondículas, que aplica al processament de senyals. És la primera dona matemàtica a presidir la Unió Matemàtica Internacional (2011-2014). Ha rebut nombrosos premis, com el Premi Nemmers en Matemàtiques (2012) i el Premi Fundació BBVA Fronteres del Coneixement en Ciències Bàsiques (2012) al costat de David Mumford.[631][632]
- Michèle Audin (1954) matemàtica francesa. Especialista en geometria simpléctica, va ser cooptada pel grup Oulipo en 2009. Interessada per la història de les matemàtiques, ha publicat, entre uns altres, la correspondència de dos membres del grup Bourbaki, Henri Cartan i André Weil —Correspondance Entri Henri Cartan et Andre Weil (1928-1991)—, May Quai Conti. L'Acadèmia de Ciències i la Comuna de París -un homenatge a la Comuna de París en el qual es barreja ciència, història i literatura- i un llibre dedicat a la matemàtica russa Sofia Kovalevskaya —Remembering Sofya Kovalevskaya-.[633][634] En 2008 va ser guardonada per la Fundació Mme. Claude Berthault del Institut de France «pel conjunt de la seva obra científica entorn de la geometria i la topologia simplécticas, els sistemes hamiltonianos i integrables, teories molt lligades a la física».[635]
- Susan Landau (1954) matemàtica i enginyera nord-americana.[636] Especialista en ciències de la computació, ha investigat en seguretat en sistemes governamentals (les seves implicacions en matèria de privadesa i política) i seguretat en internet, entre d'altres. En 1989 va introduir el primer algorisme per decidir que casos un radical jerarquitzat pot reescriure's com un radical no jerarquitzat: és l'algorisme de Landau. Interessada per la situació de les dones en la ciència, ha promogut la creació de la llista de distribució ResearcHers (un fòrum per a investigadores en ciències de la computació) i el repositori online CRA-W de dones que publiquen en aquesta àrea.[637]
- Daina Taimina (1954) matemàtica letona.[638] És fonamentalment coneguda per crear objectes de punt de ganxo per visualitzar l'espai hiperbòlic. El seu mètode per comprendre aquest tipus d'espais a través del ganchillo ha tingut un gran èxit en els àmbits de la divulgació científica i l'art. Va inspirar el projecte Escull de Coral de la periodista científica Margaret Wertheim. Ha escrit diversos llibres sobre el tema, com Crocheting Adventures with Hyperbolic Planes (2009), que va rebre el Premi Euler 2012 atorgat per la Mathematical Association of America.[639]
- Bernadette Perrin-Riou (1955) matemàtica francesa.[640] Ha estat guardonada amb el Premi Ruth Lyttle Satter de la American Mathematical Society en 1999, en reconeixement de les seves recerques en teoria de nombres sobre funcions L p-àdiques i la teoria de Iwasawa.[641]

#### 1956-1960
- Capi Corrales Rodrigáñez (1956) matemàtica espanyola.[642] Professora del Departament d'Àlgebra de la Facultat de Matemàtiques de la Universitat Complutense de Madrid. La seva dedicació a la recerca se centra fonamentalment en Teoria algebraica dels nombres; aritmètica dels cuaterniones i mètodes explícits en aritmètica. En l'àmbit de la divulgació es mou en espais tan poc explorats com la relació de les matemàtiques amb l'art o el paper de la dona en la ciència.[643][644][645][646] Va ser Premio Consell Social al Docent Complutense 2000, per l'assaig «Un passeig pel segle xx de la mà de Fermat i Picasso», Premi Nacional de Divulgació Científica Laura Iglesias 2007 (en la seva primera convocatòria), Premi 2008 Escrits sobre Art de la Fundació Art i Dret, per l'assaig «Quadern d'un viatge: exploracions de l'espai 1945-2008».
- María Jesús Esteban Galarza (1956) matemàtica espanyola.[647] Treballa en equacions en derivades parcials, mètodes variacionales, física matemàtica i aplicacions en química quàntica. Directora de recerca del CNRS (Centre Nacional de la Recerca Científica), va coordinar el projecte A Forward Look on Mathematics que van impulsar la Societat Matemàtica Europea (European Mathematics Society, EMS) i la Fundació Europea de Ciències (European Science Foundation). Va ser presidenta (2015-2019) del International Council for Industrial and Applied Mathematics (ICIAM) i membre de l'Acadèmia Basca de les Ciències les Arts i les Lletres (Jakiunde) des de 2015.[648] Entre molts altres reconeixements, en 2016 va ser nomenada Doctora Honoris causa per la Universitat del País Basc[649] i en 2017 Doctora Honoris causa per la Universitat de València.[650] Va ser Premi al Mèrit, del Patronat de la Fundació Elhuyar, que reconeix el treball realitzat en favor de la normalització del basc i la divulgació de la ciència.[651] En 2008 va formar part de «Dones i Matemàtiques: 13 Retrats», editat per la Comissió Dones i Matemàtiques de la RSME, com a part del projecte «La dona com a element innovador en la Ciència», que recollia exemples de dones treballant en diferents àmbits professionals de les matemàtiques.[592]
- Olga Gil Medrano (1956) matemàtica espanyola.[652] Especialista en geometria diferencial, va ser catedràtica de Geometria i Topologia, vicerectora de relacions internacionals i cooperació de la Universitat de València, membre del Comitè Executiu de la Societat Matemàtica Europea (2005-2008), membre del Comitè Científic de l'Institut de Matemàtiques de l'Acadèmia de Ciències Polonesa, Banach Center, (2006-2009) i des del 2009 membre del Comitè Científic del Tbilissi international Center for Mathematics and Informatics, de l'Acadèmia de Ciències Naturals de Geòrgia. Ha estat, de 2006 a 2009, la primera dona presidenta de la Reial Societat Matemàtica Espanyola i Presidenta del Comitè Español per la Unió Matemàtica Internacional (2008-2009). En 2008 va formar part de «Dones i Matemàtiques: 13 Retrats», editat per la Comissió Dones i Matemàtiques de la RSME, com a part del projecte «La dona com a element innovador en la Ciència», que recollia exemples de dones treballant en diferents àmbits professionals de les matemàtiques. En 2018 va ser triada Secretària de Política de la Comissió per a Països en Desenvolupament (CDC) de la Unió Matemàtica Internacional (IMU).[653]
- Catherine Goldstein (1958) matemàtica francesa.[654] El seu treball de recerca està centrat en la teoria de nombres i la història de les matemàtiques. Va ser presidenta de la Association femmes et mathématiques en 1991. Ha estat una de les conferenciants plenàries en el International Congress of Mathematicians de 2018.[655]
- Darinka Dentcheva (1958) matemàtica búlgar-americana.[656] Professora del Stevens Institute of Technology (EE.UU.), és especialista a l'àrea d'optimització estocàstica. Les seves recerques s'utilitzen en camps com la producció eficient d'energia o l'assessorament a persones i institucions en la presa de decisions en situacions de risc i incertesa (com a sistemes econòmics o tractaments mèdics). És autora de dos llibres i més de setanta articles de recerca.[657]
- Abigail Thompson (1958) matemàtica nord-americana.[658] Especialista en teoria de nusos i en geometria de 3-varietats, va obtenir el Premi Ruth Satter de la American Mathematical Society en 2003, per la seva destacada labor en topologia de dimensió 3. Va ser una de les nou dones triades per al pòster Women Doing Mathematics de la American Mathematical Society (AMS).[659]
- Frances Kirwan (1959) matemàtica britànica.[660] Catedràtica a la Universitat d'Oxford, les seves àrees d'especialització són les geometries simpléctica i algebraica. Els seus interessos de recerca inclouen els espais moduli en geometria algebraica, la teoria de invariantes geomètrics i la seva relació amb les aplicacions moment en geometria simplèctica. Va introduir l'anomenada aplicació de Kirwan.[661]
- Rosa Maria Miró i Roig (1960) matemàtica espanyola.[662] Especialista en geometria algebraica, anàlisi complexa, àlgebra commutativa i física matemàtica, és una autoritat en fibrats sobre varietats algebraiques i els seus treballs sobre la  teoria de Liaison, de Gorenstein, són referents en el seu camp. Coautora de diversos llibres, és membre de diferents comitès editorials i acadèmics. 2n 007: rlcibió i Premi Ferran Sunyer i Balaguer de la IEC pel treball «Lectures on Determinantal Ideals»,[663][664]

#### 1961-1965
- María Jesús Carro Rossell (1961) matemàtica espanyola.[665] La seva àrea de recerca és l'Anàlisi Matemàtica, més concretament l'Anàlisi Real, l'Anàlisi Funcional i l'Anàlisi Harmònica (Anàlisi de Fourier). En 2003 va rebre la Distinció de la Generalitat de Catalunya per a la Promoció de la Recerca Universitària.[666] En 2011 va ser presidenta del Comitè C3 per a la celebració del centenari de la Reial Societat Matemàtica Espanyola.[667] En 2008 va formar part de «Dones i Matemàtiques: 13 Retrats», editat per la Comissió Dones i Matemàtiques de la RSME, com a part del projecte «La dona com a element innovador en la Ciència», que recollia exemples de dones treballant en diferents àmbits professionals de les matemàtiques.[592]
- Anna Sciomachen (1961) matemàtica italiana.[668] Professora en la Universita’ degli Studi di Genova, és especialista en Recerca Operativa, aplicant la seva recerca al món de l'economia. Des de 2012 és presidenta de la Associazione Italiana di Ricerca Operativa (AIRO) i de la Federazione Italiana di Matematica Applicata (FIMA). També dedica part del seu temps a la divulgació científica.[669]
- Claudia Sagastizábal 1961) matemàtica argentina.[670] La seva especialitat és l'optimització matemàtica, treballant des del punt de vista teòric de l'anàlisi variacional fins als aspectes numèrics i algorítmics. És coautora (al costat de Joseph-Frédéric Bonnans, Jean Charles Gilbert i Claude Lemarechal) del llibre Numerical Optimization: Theoretical and Practical Aspects (Springer, 2002).[671]
- Marta Macho Stadler (1962) matemàtica espanyola.[672] Professora de Geometria i Topologia en la Facultat de Ciència i Tecnologia de la Universitat del País Basc, està especialitzada en Teoria Geomètrica de Foliacions i Geometria no commutativa. Ha desenvolupat la seva activitat universitària, i humanística, entre la divulgació, l'acadèmia, la igualtat, la visibilitat, les ciències, els forats de l'espai, el compromís i la creativitat.[673] És responsable de les seccions de Literatura i Matemàtiques i de Teatre i Matemàtiques al portal DivulgaMAT de la RSME i des de la seva creació, en 2014, és impulsora, editora i coautora de l'espai digital «Dones amb ciència». Va formar part de la Comissió de Dones de la Reial Societat Matemàtica Espanyola (2004-2009), forma part de la Comissió per a la Igualtat, de la Facultat de Ciència i Tecnologia de la Universitat del País Basc, és membre de l'Associació de Dones Investigadores i Tecnòlogues (AMIT) i des de 2015 és membre del Consell de Cooperació de la Universitat del País Basc.[674] En 2015 va rebre el Premi igualtat de la Universitat d'Alacant i se li va concedir una de les Medalles de la Reial Societat Matemàtica Espanyola en la seva primera edició. En 2016 se li va concedir el Premi Emakunde a la igualtat del Govern Basc. En 2019 va rebre el nomenament d'Il·lustre de Bilbao «per la seva tasca com a divulgadora científica i per visibilitzar el paper de les dones en la ciència».[675]
- Ulrike Luise Tillmann (1962) matemàtica alemanya.[676] Especialista en topologia algebraica, ha realitzat importants contribucions a l'estudi dels espais moduli de corbes algebraiques. Professora en la University of Oxford, és membre electa de diverses societats científiques, entre elles la Royal Society, el Merton College o la American Mathematical Society. Va rebre el Premi Whitehead de la London Mathematical Society en 2004.[677]
- Tan Lei (1963-2016) matemàtica xinesa.[678] Especialista en sistemes dinàmics holomorfos, va aconseguir importants resultats relacionats amb el conjunt de Mandelbrot i el de Julia.[679] Al costat de John Milnor va proporcionar en 1993 els primers exemples de conjunts de Julia homeomorfos a fractals de Sierpinski.[680]
- Elena Mendoza Lora (1964) matemàtica espanyola.[681] Llicenciada en Matemàtiques per la Universitat Complutense de Madrid, amb especialitat en Recerca Operativa, i Màster en Màrqueting i Adreça d'empreses per l'Institut de Directius d'empresa de Madrid, és directiva en diverses empreses tecnològiques com a IBM, Lenovo, Microsoft o Avanade Spain.[681][682] En 2008 va formar part de «Dones i Matemàtiques: 13 Retrats», editat per la Comissió Dones i Matemàtiques de la RSME, com a part del projecte «La dona com a element innovador en la Ciència», que recollia exemples de dones treballant en diferents àmbits professionals de les matemàtiques.
- Sijue Wu (1964) matemàtica xinesa.[683] Especialista en anàlisi harmònica i en equacions diferencials no lineals, el seu treball està orientat a l'estudi de dinàmica de fluids i de singularitats d'ones.[684]
- Karen Ellen Smith (1965) matemàtica nord-americana.[685] La seva especialitat és l'àlgebra commutativa i la geometria algebraica. El seu llibre An Invitation to Algebraic Geometry (al costat de L. Kahanpaeae, P. Kekaelaeinen i W.N. Traves) és un text de referència en aquesta matèria.[686]

#### 1966-1970
- Mercedes Siles Molina (1966) matemàtica espanyola. Especialista en àlgebres de Jordan (exemple d'àlgebres no associatives) bàsiques per axiomatizar els fonaments de la mecànica quàntica, és Catedràtica d'Àlgebra de la Universitat de Màlaga, la seva àrea de treball prioritari és l'àlgebra no commutativa; en concret, les àlgebres no associatives i la teoria d'anells.[687] Vicepresidenta de la Reial Societat Matemàtica Espanyola (RSME) en el període 2015-2019, presideix el Comitè Español de Matemàtiques (CEMat) des de maig de 2019.[688] Ha estat nomenada Directora de l'Agència Nacional d'Avaluació de la Qualitat i Acreditació (ANECA) al febrer de 2020.[689]
- Svetlana Yakovlevna Jitomirskaya (1966) matemàtica soviètic-nord-americà nascuda a Ucraïna.[690] És especialista en sistemes dinàmics i física matemàtica. L'any 2005 va obtenir el Premi Ruth Satter en matemàtiques pel seu treball pioner en localització cuasiperiódica no perturbativa.[691] Va rebre l'any 2020 el Premi Dannie Heineman de Física Matemàtica, convertint-se en la segona dona a guanyar el premi i en la primera dona guanyadora única del premi. La citació del premi va valorar "la seva feina en la teoria espectral dels operadors quasi-periòdics de Schrödinger i per haver relacionat qüestions en sistemes dinàmics. En particular, per la seva funció en la solució del problema dels deu martinis, concernint la naturalesa de conjunt del Cantor de l'espectre dels operadors gairebé de Mathieu i en el desenvolupament dels aspectes matemàtics fonamentals de la localització i els fenòmens de transició d'aïlladors de metall."[692]
- Ana Justel Eusebio (1967) matemàtica espanyola.[693] Llicenciada en Matemàtiques i doctora en Economia, és Professora titular d'Estadística en el Departament de Matemàtiques de la Facultat de Ciències de la Universitat Autònoma de Madrid.[694] La seva labor de recerca se centra en l'estadística matemàtica i l'estadística aplicada. Membre del projecte Limnopolar - projecte de recerca interdisciplinari que el seu objectiu principal és investigar la sensibilitat dels ecosistemes aquàtics antàrtics no marins davant el canvi climàtic- amb el qual ha participat en set campanyes en l'Antàrtida fins a 2018.[695] Va ser directora de l'Oficina d'Anàlisi i Prospectiva de la Universitat fins a l'any 2017. Talent Woman, en 2019, li va concedir el I Premi Margarita Sales -que reconeix el talent i lideratge femení en l'àmbit de la ciència, la tecnologia, la gestió empresarial, les arts i la creativitat- per la seva trajectòria científica.[696] En 2008 va formar part de «Dones i Matemàtiques: 13 Retrats», editat per la Comissió Dones i Matemàtiques de la RSME, com a part del projecte «La dona com a element innovador en la Ciència», que recollia exemples de dones que treballen en diferents àmbits professionals de les matemàtiques.[592]
- Anabel Mediavilla Garay (1969) matemàtica espanyola.[697] Llicenciada en Matemàtiques, branca de Computació, a la Universitat Complutense de Madrid; en els seus inicis treballa en el disseny, codificació i proves del EFA DECU (EuroFighter Digital Engine Control Unit), la revisió i verificació de l'EFA HUD (EuroFighter Head Up Display) i l'assegurament de la qualitat sobre diversos projectes d'EFA (EuroFighter). Posteriorment s'incorpora a Telefónica I+D (Telecomunicacions) on desenvolupa diversos projectes, com SGT (Sistema de Gestió de Tràfic), GMV (Espai) i DEIMOS (l'empresa espanyola que col·labora en la creació del Sistema Galileu, el GPS europeu). En 2008 va formar part de «Dones i Matemàtiques: 13 Retrats», editat per la Comissió Dones i Matemàtiques de la RSME, com a part del projecte «La dona com a element innovador en la Ciència», que recollia exemples de dones treballant en diferents àmbits professionals de les matemàtiques. Des de 2008 és responsable de la secció de GNSS dins del Segment de Terra.
- Dorleta García Rodríguez (1978) matemàtica espanyola. Llicenciada en Matemàtica per la UPV/EHU, treballa en AZTI, Centre Tecnològic de recerca marina i alimentària.[698] La seva recerca està orientada cap a l'avaluació d'estoc, modelat bioeconòmic de sistemes pesquers, avaluació de l'estratègia de gestió, anàlisi estadística de dades. En 2008 va formar part de «Dones i Matemàtiques: 13 Retrats», editat per la Comissió Dones i Matemàtiques de la RSME, com a part del projecte «La dona com a element innovador en la Ciència», que recollia exemples de dones treballant en diferents àmbits professionals de les matemàtiques.

#### 1971-1975

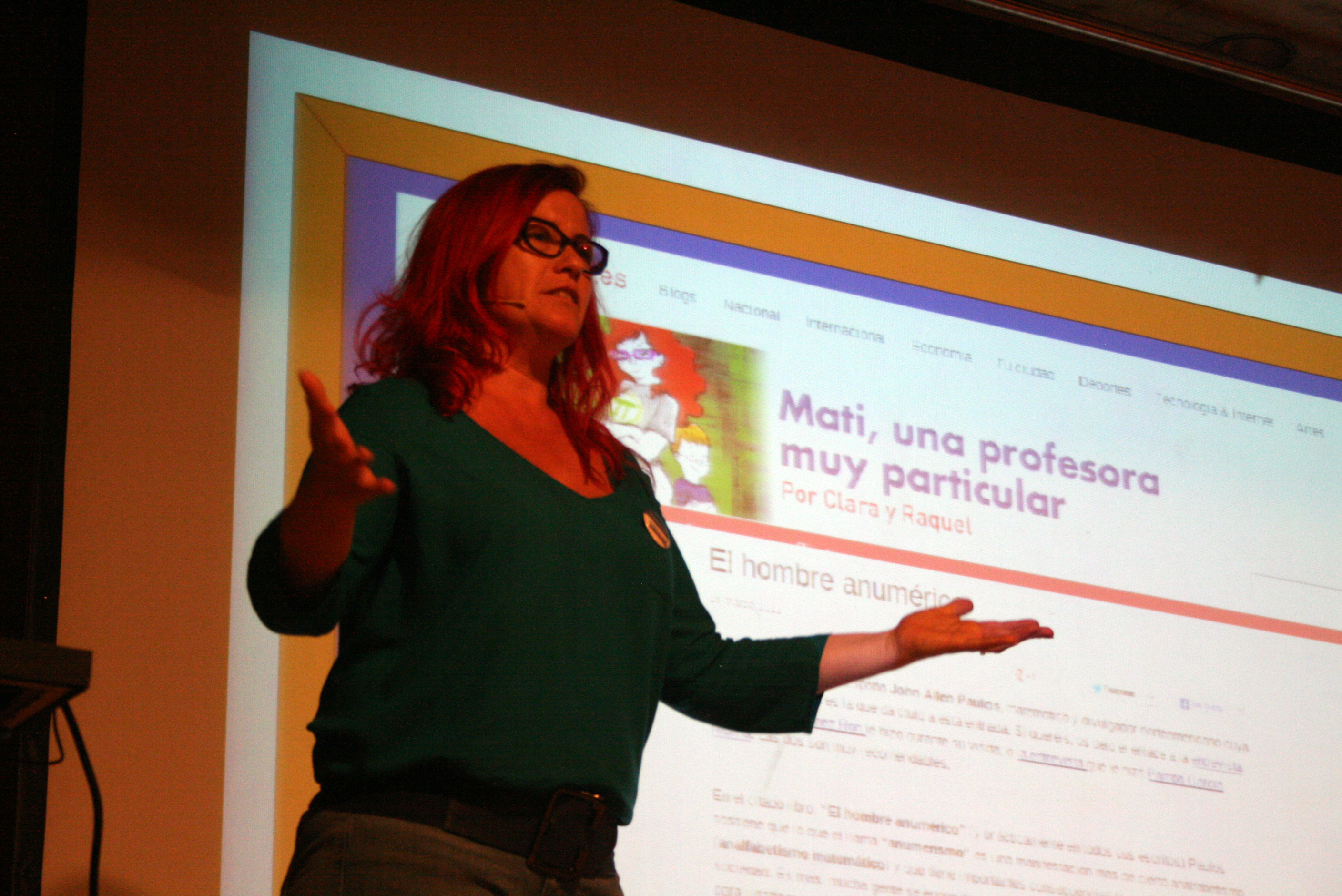
Clara Grima Ruiz

- Clara Isabel Grima Ruiz (1971) matemàtica espanyola.[699] Professora de Matemàtica Aplicada a la Universitat de Sevilla. Especialista en Teoria de grafs -amb recerca principalment en Geometria Computacional- és membre del grup de recerca en Matemàtica Discreta i coautora, al costat d'Alberto Márquez, del llibre Computational Geometry on Surfaces (Springer, 2001). En 2018, juntament amb un equip multidisciplinari de divulgadors científics, descriu una nova forma geomètrica denominada escutoide, publicada en la revista Nature Communications.[700] Des de 2010 és coautora del blog Mati y sus mateaventuras, guardonat amb el Premi Bitàcoles al millor blog d'Educació 2011, el premi 20Blogs al millor blog en parla hispana 2012 i el premi Prisma a la millor web de divulgació científica de 2013.[701] Com a divulgadora ha estat guardonada amb el Premi COSCE a la Difusió de la Ciència 2017.[702]
- Trachette Jackson (1972) matemàtica nord-americana.[703] És coneguda pels seus treballs en oncologia. Utilitza diferents acostaments, inclosos models matemàtics discrets i continus, simulacions numèriques i experiments, per estudiar els creixements tumorals i els seus tractaments. En particular, el seu laboratori està interessat en les vies moleculars associades a angiogfénesis intratumorales, les interaccionis cèl·lula-teixit associades a angiogénesis produïdes per tumors, i l'heterogeneïtat tumoral i les cèl·lules mare del càncer.[704]
- María Teresa Martínez Bravo (1972?) matemàtica espanyola.[705] Llicenciada i doctora en Matemàtiques per la Universitat Autònoma de Madrid, davant la falta d'oportunitats professionals a la universitat, es va decantar per explorar les matemàtiques financeres que havien aparegut tangencialmente en la seva recerca -sobretot durant una estada a Edimburg- atès que són una aplicació important del Càlcul Estocàstic per exemple. L'any 2005, va entrar a treballar en l'equip d'Analistes Quantitatius «quants» de Front Office al Banc de Santander. En el seu treball, que bàsicament consisteix a programar en C++ -llenguatge que s'usa en les llibreries de valoració que construeixen- es poden involucrar àrees tan diverses de les matemàtiques com a Càlcul Estocàstic i Càlcul Numèric avançat, Resolució d'EDP’s, Anàlisi de Fourier, o Càlcul de Malliavin.[706] En 2008 va formar part de «Dones i Matemàtiques: 13 Retrats», editat per la Comissió Dones i Matemàtiques de la RSME, com a part del projecte «La dona com a element innovador en la Ciència», que recollia exemples de dones treballant en diferents àmbits professionals de les matemàtiques.[592]
- Ingeborg M.M. van Leeuwen (1973) matemàtica espanyola.[707] El seu dia a dia són els models matemàtics del càncer. Quan es va llicenciar en Matemàtiques (1996, a la Universitat de Granada) tenia clar que volia aplicar les matemàtiques a la biologia. En el Departament de Biologia Teòrica de la Vrije Universiteit d'Amsterdam el seu treball consistia a desenvolupar nous models matemàtics per predir la incidència de tumors i la mortalitat en funció del temps i la dosi subministrada. Una altra part important del seu treball era comprovar la qualitat de les prediccions a partir de dades experimentals, mitjançant tècniques d'estimació de paràmetres. Posteriorment, a la Universitat de Nottingham, ha treballat en un projecte internacional cridat Biologia Integrativa que desenvolupa eines per facilitar la simulació de sistemes biològics complexos.[708] En 2008 va formar part de «Dones i Matemàtiques: 13 Retrats», editat per la Comissió Dones i Matemàtiques de la RSME, com a part del projecte «La dona com a element innovador en la Ciència», que recollia exemples de dones treballant en diferents àmbits professionals de les matemàtiques.
- Sonia Martínez Díaz (1974) matemàtica espanyola.[697] Llicenciada en Ciències Matemàtiques per la Universitat de Saragossa, en 1997, i doctorada per la Universitat Carles III de Madrid, en 2002, és professora del Departament d'Enginyeria Mecànica Aeroespacial a la Universitat de Califòrnia-Sant Diego, USA. La seva àrea de treball se centra en la teoria de sistemes, control no lineal, i modelatge geomètric de sistemes mecànics i físics.[709] Pel seu treball sobre el control de sistemes mecànics amb control limitat va rebre el premi al millor article de la 2002 IEEE Conference on Decision and Control. En 2006 va rebre un CAREER Award per a joves investigadors de la National Science Foundation a l'àrea de Sistemes de Control.[710] En 2008 va formar part de «Dones i Matemàtiques: 13 Retrats», editat per la Comissió Dones i Matemàtiques de la RSME, com a part del projecte «La dona com a element innovador en la Ciència», que recollia exemples de dones treballant en diferents àmbits professionals de les matemàtiques.
- Danica McKellar (1975) matemàtica i actriu nord-americana.[711] De nena, va treballar en la sèrie de televisió Aquells meravellosos anys.[712] Després va estudiar matemàtiques en la UCLA, sent coautora –al costat de L. Chayes i B. Winn– de l'article Percolation and Gibbs states multiplicity for ferromagnetic Ashkin-Teller models on Z2, amb el qual gràcies a L. Chayes, el seu nombre de Erdős és 4.[713] Divulgadora de la ciència, ha escrit diversos llibres de matemàtiques per animar a joves a estudiar carreres de ciències.[714][715]
- Maryam Mirzakhani (1977-2017) matemàtica iraniana.[716] Graduada en matemàtiques en 1999 a la Universitat de Tecnologia de Sharif (Iran), en 2004 es va doctorar a la Universitat Harvard (EE. UU.) Les seves àrees de recerca abasten els espais de Teichmüller, la geometria hiperbòlica, la teoria ergòdica i la geometria simpléctica.[717][718] El 2014 va ser guardonada amb la Medalla Fields, i fou la primera dona a rebre aquest premi.[719] El comitè de la Unió Matemàtica Internacional va destacar «les seves importants aportacions en l'estudi dels espais de moduli de les superfícies de Riemann».[720]

## Revolució feminista: Incorporació de la dona als àmbits de presa de decisions (seglexxi)

### Situació general
En aquestes primeres dècades de segle XXI la matemàtica està vivint un moment d'auge, iniciat en les últimes dècades del segle xx, amb aplicacions a tots els camps, tant de les ciències clàssiques i la tecnologia, com a àmbits més nous com l'art, les ciències socials o de la vida. Les matemàtiques són una de les elaboracions humanes intel·lectualment més perfectes, atractiu que seguirà motivant les noves generacions d'aquest segle XXI i també dels successius; i qui es dediqui a elles haurà de desenvolupar les matemàtiques adequades als problemes cada vegada més complexos plantejats per altres ciències. La Matemàtica continuarà sent al segle XXI l'idioma de la Ciència i augmentarà la seva participació en la comprensió del món, sent gairebé impossible tractar d'endevinar a on pot arribar el coneixement matemàtic i les seves aplicacions al llarg d'aquest segle. Probablement la raó entre els coneixements matemàtics d'aquí a cent anys i els actuals superarà la proporció entre la potència dels actuals ordinadors i els ordinadors de mitjan segle xx.

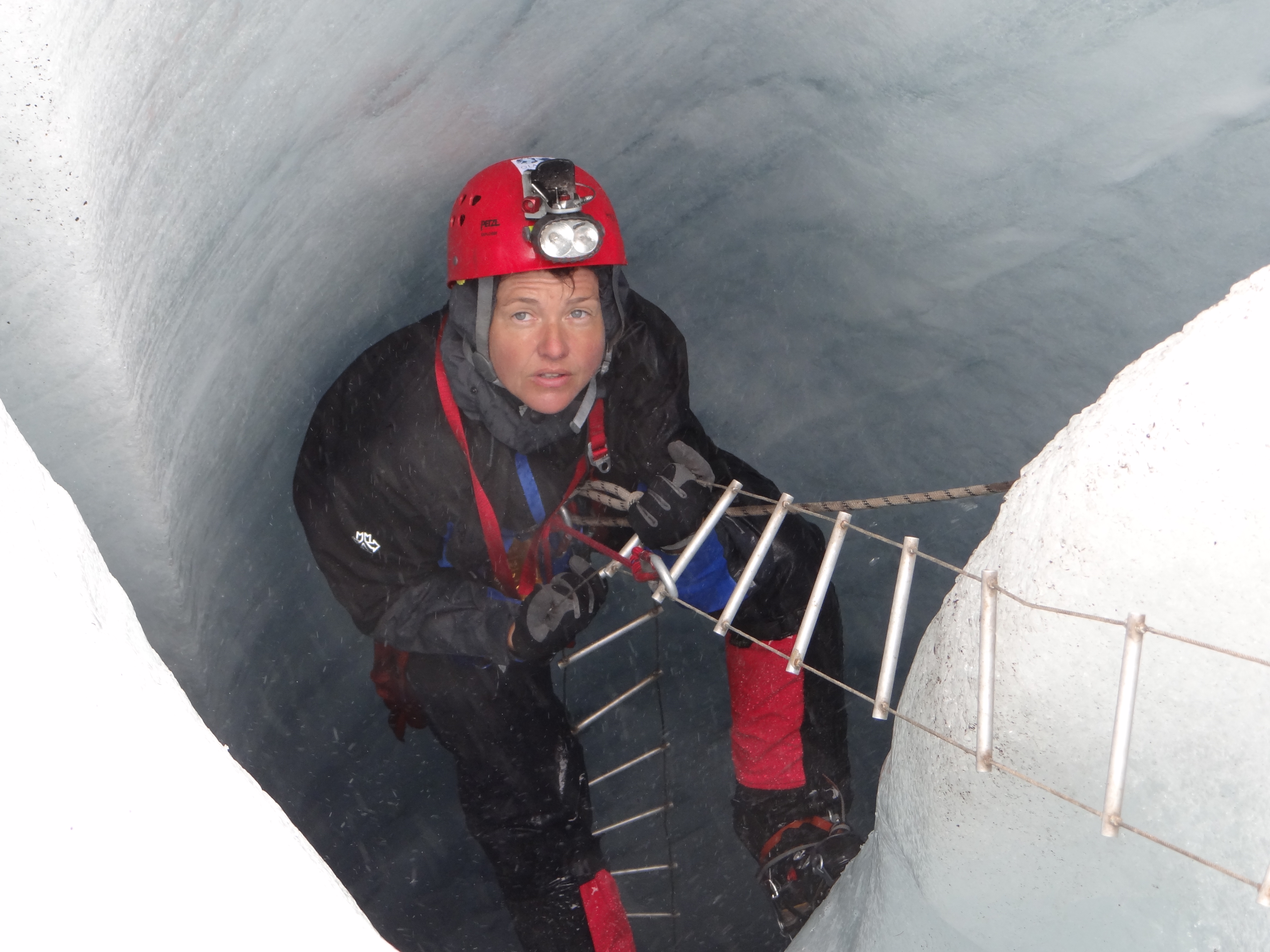
Matemàtica treballant en una glacera

En un informe del National Research Council de les National Academies dels Estats Units sobre les matemàtiques al segle XXI -informe que es recull en el llibre The Mathematical Sciences in the 21st Century  (2012) que va ser realitzat per un comitè per a les matemàtiques en 2025- s'indica que les ciències matemàtiques s'estan convertint en un component essencial en moltes àrees de recerca com: biologia, medicina, ciències socials, negocis, disseny avançat, clima, finances, materials avançats, i moltes més. Aquest treball involucra la integració de les matemàtiques, l'estadística i la computació en un sentit ampli, així com la interacció d'aquestes àrees amb altres de potencial aplicació. Les ciències matemàtiques tenen l'oportunitat de consolidar el seu paper com a base de la investigació i la tecnologia de segle XXI alhora que mantenen la força del seu nucli, element vital per a l'ecosistema de les ciències matemàtiques, essencial per al seu futur. Això és qualitativament diferent de la visió predominant el segle passat, donant lloc a un model diferent: el d'una disciplina amb molt més abast i impacte potencial. En aquest context la distinció entre matemàtiques pures i aplicades sembla cada vegada més artificial; en particular, és difícil avui en dia trobar una àrea de les matemàtiques que no tingui aplicacions rellevants. A més, les fronteres entre les ciències matemàtiques i altres matèries també s'està erosionant. Les investigacions en ciències naturals, ciències socials, ciències de la vida i l'enginyeria es mouen tant en el seu camp com en el de les matemàtiques. La disciplina s'està expandint i les fronteres entre subcamps matemàtics s'estan difuminant, quedant cada vegada més unificada. Les matemàtiques han evolucionat considerablement durant les últimes dècades, avui dia s'estenen molt més enllà dels interessos que emanen de les institucions tradicionals en aquest camp (departaments acadèmics, entitats finançadores, societats professionals i revistes d'investigació més importants). Pel que el valor de les matemàtiques per a la ciència en general creixeria si augmentés el nombre d'especialistes en matemàtiques amb coneixements en un rang ampli de la disciplina, més enllà de la seva pròpia àrea de treball, que comuniquessin bé amb col·legues d'altres disciplines, comprenguessin el paper de les matemàtiques en la ciència en general, així com en l'enginyeria, medicina, defensa o negocis, i amb una àmplia experiència en computació.

### Les dones en les STEM

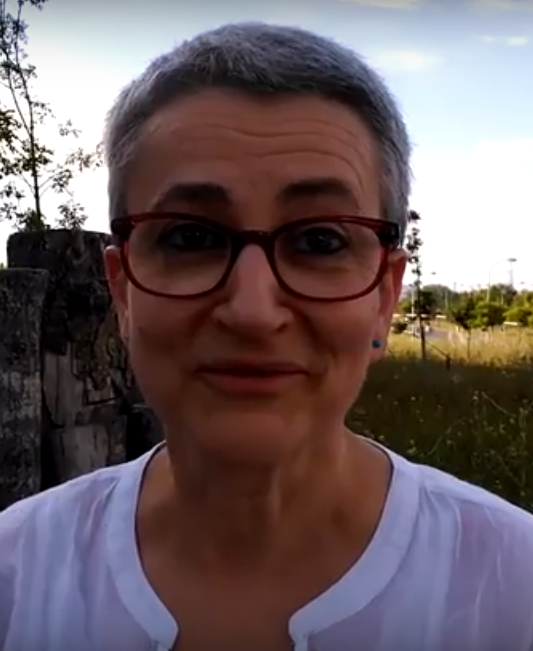
alt = Marta Macho Stadler

Una de les ombres que apareixen en aquesta panoràmica positiva de la situació de la ciència matemàtica en aquest segle xxi, que a més comparteix amb la resta de matèries STEM (ciència, tecnologia, enginyeria i matemàtiques), és la baixa participació de les dones en aquests camps del saber. Des de fa temps són molts els organismes internacionals que estan cridant l'atenció sobre aquest tema, i aquest va ser un dels motius pel qual fa uns anys (el 2015) l'ONU declarés l'11 de febrer (11F) com el Dia Internacional de les Dones i les Nenes en la Ciència. Hi ha diverses raons per les quals les nenes poden no sentir-se atretes per les carreres STEM. En general, l'entorn social, familiar i educatiu no incentiva igual a nens i nenes a escollir carreres científiques i tècniques. Les nenes mostren major ansietat davant les matemàtiques i ciències que els nens, fins i tot amb un rendiment bo en aquestes matèries, el que sembla tenir relació amb diversos aspectes, com poden ser: el personal docent avalua millor a les nenes en matèries no científiques, les famílies tenen menys expectatives que les seves filles tinguin professions relacionades amb la ciència i la tecnologia en comparació dels seus fills, i la societat presenta la tecnologia com un àmbit marcadament masculí. A això s'afegeix l'absència de rols científics femenins, la baixa presència de dones en els textos i la invisibilització de molts dels seus èxits. Tot l'entorn social sembla tenir influència en el baix interès de les nenes per les carreres tècniques. A més, tant en els llibres de text com en els mitjans de comunicació, en les poques ocasions en què es parla de les científiques, és freqüent presentar-les com a persones rares, completament dedicades al seu treball i amb poca vida personal; o bé posant l'accent en què l'aspecte físic i la intel·ligència no poden anar units. El que unit al fet que la realitat viscuda per la majoria de les científiques en el passat va ser força complicada, fa que moltes adolescents vegin en la ciència un camí massa ardu, difícil de conciliar amb la vida personal i amb els seus interessos. Els estudis suggereixen que la segregació temàtica dins de les ciències podria estar influïda per un major interès en àmbits d'utilitat social. La utilitat social de les especialitats tècniques com ara la física o l'enginyeria és poc coneguda, al contrari de la d'àrees biosanitàries, el que explicaria que les dones que es decanten per les ciències ho facin majoritàriament per aquelles branques que tenen més a veure amb una causa social o de les cures. Un cas especialment significatiu és el de la informàtica. Fins als anys vuitanta del passat segle la presència de la dona en els estudis de computació als Estats Units va anar augmentant i hi ha exemples notables de programadores amb una tasca de gran impacte. A partir de mitjans dels anys 80 aquesta progressió es reverteix. Aquest moment coincideix amb la popularització dels ordinadors personals. Aquests ordinadors, incloent-hi els videojocs, es van enfocar en major mesura cap a un mercat masculí.

### Les dones matemàtiques actuals
Amb tot, en aquest segle continua havent-hi nombroses figures femenines que destaquen en gairebé tots els camps i que a més s'estan implicant cada vegada més en tasques de gestió professional, entrant a formar part de les elits de decisió de la ciència i la investigació.

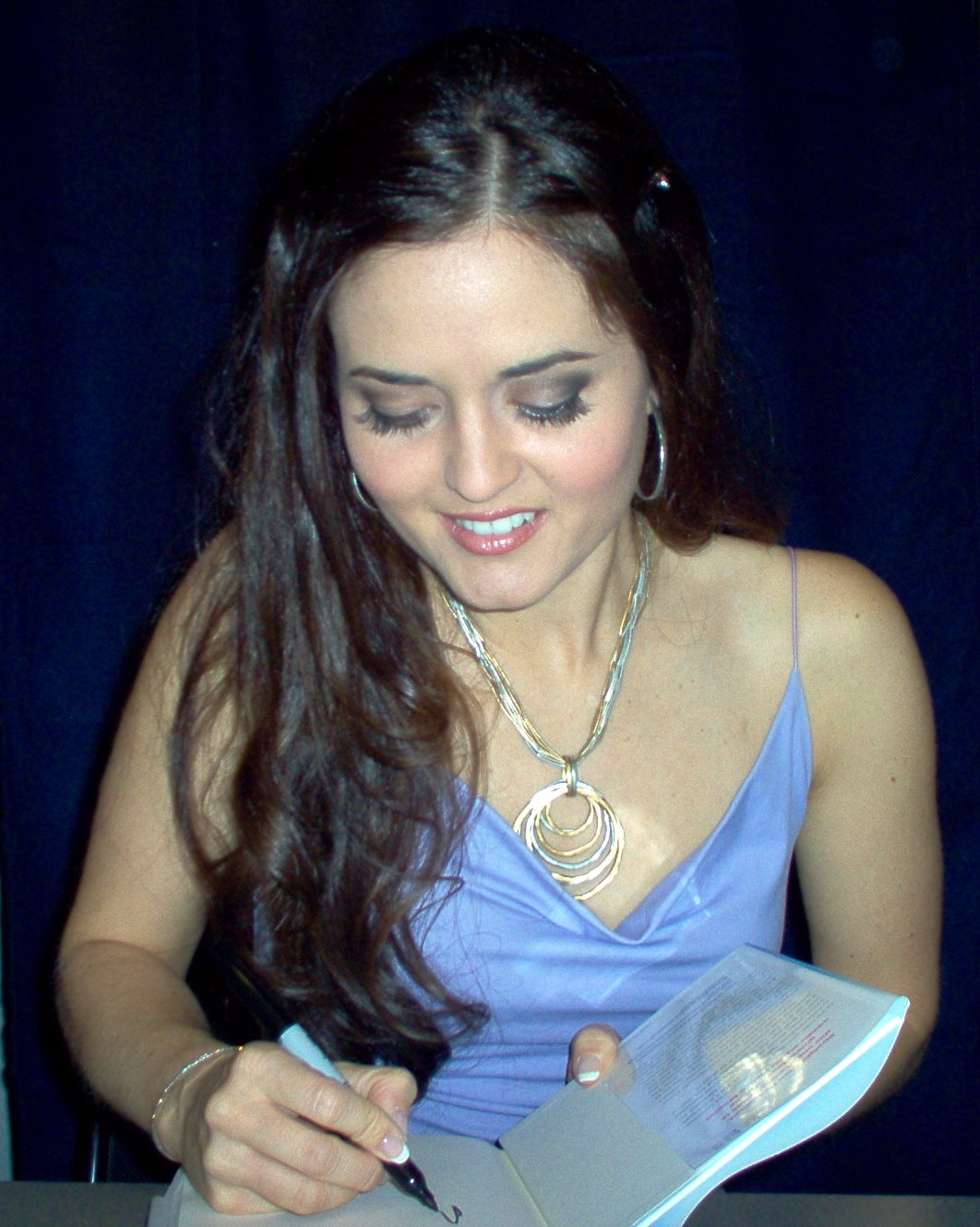
Danica McKellar

Entre elles es pot destacar a les espanyoles Pelegrina Quintela Estévez (1960) catedràtica de Matemàtica Aplicada de la USC, especialista en Matemàtica industrial, àrea en la qual des de fa anys exerceix comissions en diversos organismes nacionals i internacionals: Presideix la Xarxa Espanyola de Matemàtica Indústria (math-in), va coordinar la creació del node CESGA del  Projecte Consolider Ingenio MATHEMATICA (i-MATH) , dirigeix l'Institut Tecnològic de Matemàtica Industrial (Itmati), és membre del  European Service Network of Mathematics for Industry and Innovation  (EU-Maths-IN), i forma part del seu  Executive Board . L'any 2016 va ser distingida amb el Premi Maria Wonenburguer, sent la primera matemàtica a rebre aquesta distinció. Forma part del jurat dels Premis Princesa d'Astúries des del 2019.
Marta Macho Stadler (1962) és especialista en Teoria geomètrica de foliacions i Geometria no commutativa. És responsable de les seccions de Literatura i Matemàtiques així com de Teatre i Matemàtiques al portal  DivulgaMAT , de la Reial Societat Matemàtica Espanyola (RSME), i des de la seva creació el 2014, és impulsora, editora i coautora de l'espai digital «  Dones amb ciència  ». Va formar part de la Comissió de Dones de la RSME, és membre de l'Associació de Dones Investigadores i Tecnòlogues (AMIT), i és membre de Consell de Cooperació de la Universitat del País Basc. L'any 2015 va rebre el Premi Igualtat de la Universitat d'Alacant i una de les medalles de la Reial Societat Matemàtica Espanyola en la seva primera edició. L'any 2016 se li va concedir el  Premi Emakunde  a la igualtat del Govern Basc. L'any 2019 va ser nomenada  Il·lustre de Bilbao  «per la seva tasca com a divulgadora científica i per visibilitzar el paper de les dones en la ciència».
Mercedes Siles Molina (1966) és catedràtica d'Àlgebra de la Universitat de Màlaga. Té en el seu haver contribucions singulars en àmbits molt diversos. En el de les matemàtiques, el seu treball més citat és un llibre publicat per Springer (Leavitt path algebras, únic al seu camp. Al cultural, va crear les exposicions El Gust de les Matemàtiques  i Universos Paral·lels Dialogant, per les quals va ser convidada al MoMath (Nova York); va posar en marxa a Espanya el  PiDay , va crear el programa SteMatEsElla, patrocinat per  Accenture , per potenciar el talent de les joves en disciplines STEM. Va col·laborar amb el Comitè Espanyol de Matemàtiques (CEMAT) per a la incorporació d'Espanya al Centre Internacional de matemàtiques pures i aplicades (CIMPA), és responsable Científica del CIMPA, membre del seu «Equip Àfrica» i del seu equip directiu. És secretària de la Comissió de Desenvolupament i Cooperació del CEMAT, i va presidir el Comitè de Cooperació per al desenvolupament de la RSME, de la qual va ser responsable de Projectes Culturals, així com vicepresidenta primera. Presideix el Comitè Espanyol de Matemàtiques. Des de maig de 2019 és presidenta del 'CEMAT. És membre de la Societat d'Honor Sigma Xi. Des de febrer de 2020 és directora de l'Agència Nacional d'Avaluació de la Qualitat i Acreditació (ANECA).
La nord-americana Danica McKellar (1975) és actriu des de nena, quan va aconseguir fama pel seu paper en la sèrie «Aquells meravellosos anys», però a més es va graduar en matemàtiques a la Universitat de Califòrnia. Compagina la seva professió d'actriu amb activitats de divulgació encaminades sobretot a atraure nenes als estudis de matemàtiques. Des de fa uns anys publica llibres de matemàtiques per a adolescents, amb format de revista, que estan tenint molt èxit als EUA. La irano-americana Maryam Mirzakhani (1977-2017) va desenvolupar la seva vida professional als EUA i va abandonar el seu anonimat investigador l'agost del 2014 quan li va ser concedida una de les Medalles Fields -pels seus avenços excel·lents en les superfícies de Riemann i espais de moduli - va ser la primera dona que va aconseguir tal guardó en tots els seus anys d'història. El premi va reconèixer les seves contribucions sofisticades i altament originals de Mirzakhani als camps dels sistemes dinàmics i geometria, sobretot en la comprensió de la simetria de les superfícies corbes, com les esferes i objectes hiperbòlics. I encara començant la seva carrera professional, però ja amb una important projecció internacional es poden destacar per exemple a Jezabel Curbelo Hernández (1987). El seu camp d'investigació són els problemes de convecció complexos, on la complexitat sorgeix de la no-linearitat, la geometria, les condicions de contorn i les propietats reològiques que permeten trobar equacions per modelar el comportament dels materials. L'any 2015 va rebre el premi  Donald L. Turcotte Award , de la American Geophysical Union (AGU), que s'atorga anualment a joves investigadors en reconeixement de les contribucions de la seva tesi doctoral en el camp de la geofísica no lineal. Aquest mateix any va rebre un Premi Vicent Caselles Reial Societat Matemàtica Espanyola (RSME) - Fundació BBVA «per l'estudi analític i numèric de models matemàtics de la geofísica». L'any 2021 va rebre el premi  l'Oréal-UNESCO For Women in Science  en reconeixement de les seves contribucions en el camp de la geofísica no lineal. La cordovesa María Cumplido Cabello (nascuda el 25 d'abril de 1992) és una matemàtica i investigadora especialitzada en el camp de la teoria geomètrica de grups. Ha aconseguit generalitzar resultats de caràcter geomètric i topològic sobre els grups de trenes al context algebraic dels grups d'Artin-Tits de tipus esfèric, resolent així un problema matemàtic que havia estat sense solució durant 20 anys. Aquest camp de recerca té aplicacions potencials en criptografia i sistemes de seguretat informàtica. L'any 2018, va obtenir el segon premi de la Fundació Rennes 1 a la millor tesi en Matemàtiques i Ciències i tecnologies de la informació i la comunicació. El 2020, va ser guardonada amb el Premi de Recerca Matemàtica Vicent Caselles de la Reial Societat Matemàtica Espanyola (RSME) i  la Fundació BBVA. Actualment, és investigadora postdoctoral a la Universitat de Sevilla.